# Chronologie de Paris
Pour un article plus général, voir Histoire de Paris.

Les limites de Paris depuis le IVe siècle.
Enceinte gallo-romaine
Première enceinte médiévale
Enceinte de Philippe Auguste
Enceinte de Charles V
Enceinte de Louis XIII
Mur des Fermiers généraux
Enceinte de Thiers
Aujourd'hui

Présentation chronologique, par date, d'évènements historiques de la ville de Paris la capitale de la France.

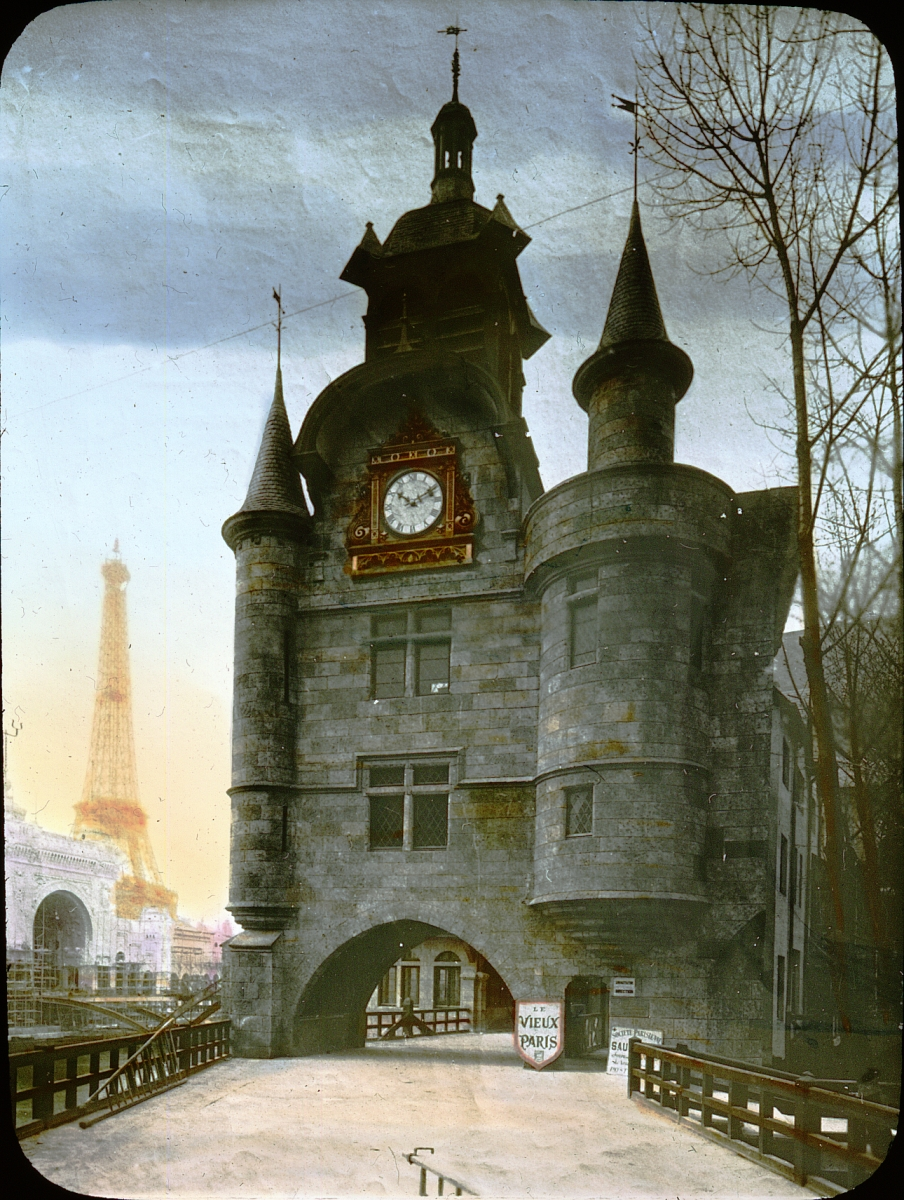
Vieux Paris devant la tour Eiffel à l'exposition universelle de 1900.

## Préhistoire

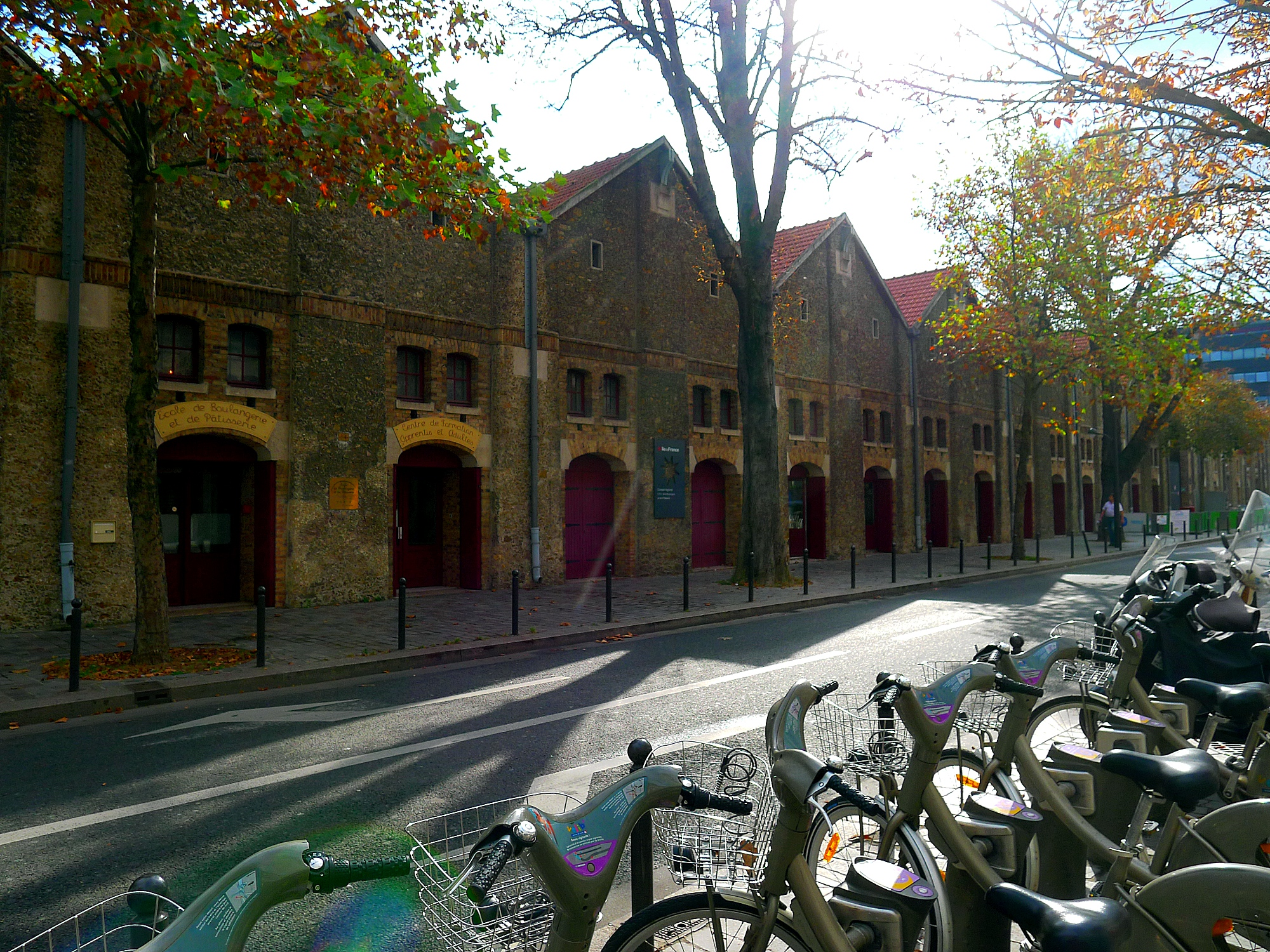
La rue des Pirogues-de-Bercy, lieu où ont été découvertes des pirogues du néolithique.

- 40000 av. J.-C. Attestation de présence humaine sur le site de Paris.
- 4200 av. J.-C. Attestation d’habitation permanente à Paris. Lors de fouilles en 1991 à Bercy, mise au jour de plusieurs pirogues en chêne, un arc et des outils, entre autres.

## Antiquité
- Avant -300 : arrivée de la tribu gauloise des Parisii dans la région.
- Lors de la civilisation celtique, elle se nommait Loutouchezi[1],[2], c'est-à-dire habitation au milieu des eaux, que les Romains transformèrent en Lutetia, Lutèce et que le géographe Ptolémée nomme Lucotetia.
- Vers 100 av. J.-C.
  - Premières monnaies d’or des Parisii.
- -53 : grand conseil des Gaules en présence de Jules César. Les députés des Parisii ne sont pas là.
- -52
  - mai : bataille de Lutèce qui voit la victoire des légions de Labienus, lieutenant de Jules César, sur les Aulerques, les Sénons et les Parisii de Camulogène. Ces derniers occupent le site depuis plusieurs siècles. Les Gaulois préfèrent détruire les ponts et incendier eux-mêmes leur cité plutôt que d’y laisser entrer les Romains. L’incendie de la Lutèce gauloise permettra aux Romains de doter la ville d’une structure romaine rapidement, d’autant qu’avec sept collines et un fleuve, le parallèle avec Rome est facile.
- Entre 14 et 37.
  - Les nautes de Lutèce élèvent une colonne en l’honneur de Jupiter : c’est le fameux « pilier des Nautes » mis au jour sous les fondations de Notre-Dame.
- Entre 50 et 100 ap. J.-C.
  - Construction du forum de Lutèce.
- 65-66.
  - Hiver glacial.

- Entre 100 et 200.
  - Construction à Lutèce de trois thermes alimentées par un aqueduc de 16 kilomètres longeant la Bièvre dont les thermes de Lutèce, d’un amphithéâtre de 17 000 places (les arènes de Lutèce) et d’un théâtre de 3 000 places, notamment.
- Vers 250.
  - Martyre du premier évêque de Lutèce, saint Denis. Ce dernier fut l’un des sept évêques envoyés en Gaule pour l’évangéliser. Les succès enregistrés provoquèrent la haine des païens qui le firent décapiter sur la colline de Montmartre. La légende précise que saint Denis prit alors sa tête dans ses mains ; c’est la représentation la plus classique du futur saint patron de la France.
- 275 ou 276.
  - Saccage probable par des envahisseurs germains de la rive gauche de la cité.
- 291-292.
  - Hiver particulièrement glacial. La Seine gèle ; c'est la première mention de ce type qui soit parvenue jusqu’à nous.
- Vers 300.
  - Lutèce devient Paris.
- Vers 308.
  - Construction d’un rempart autour de l’île de la Cité afin de la protéger des envahisseurs germains.
- 346.
  - Vingt jours consécutifs de pluie en mars. Inondations.
- 350.
  - La première basilique dédiée à saint Étienne est construite par les Parisiens. Cette basilique était située tout près de l'église Notre-Dame qui sera construite par Childebert Ier en 522.
- 358.
  - Février à juillet 358. Le césar Julien est présent à Paris avant de partir en campagne contre les Alamans et les Francs.
- 359-360.
  - Julien est présent à Paris après sa campagne victorieuse. Il séjourne probablement au palais qui devait se trouver à la pointe de l'île de la Cité, sur un lieu qui a été ensuite occupé par les rois mérovingiens. L'empereur Constance II demandant le transfert de deux ses légions sur le Danube, les troupes de Julien refusent et le proclament Auguste à Paris. Il le devient à la mort de Constance II en 361. Dans son Misopogon Julien indique : « Je passai l'hiver dans ma chère ville de Lutèce, elle est située dans une petite île, ou l'on n'entre que par deux ponts de bois (le pont au Change et le petit Pont). Il y croit un excellent vin, on commence à connaitre l'art  d'y élever des figuiers.... »
- 361.
  - Concile à Paris sur l’hérésie arianiste. Cette doctrine religieuse due au prêtre Arius ne reconnaît ni la divinité du christ, ni l’autorité du pape. Elle a été condamnée au premier concile de Nicée, en 325. Ce mouvement religieux chrétien s'est diffusé auprès de certains peuples germaniques, goths et burgondes. Les invasions de ces peuples va permettre à l’arianisme de s’imposer peu à peu à travers les parties de l'Europe qu'ils occupent progressivement. Paris devient, plus que Rome elle-même, la ville la plus hostile à l'arianisme et s'attache à rester fidèle au christianisme romain, le catholicisme[3].
- 365.
  - Octobre à décembre 365. Premier séjour de l'empereur Valentinien Ier Paris.
- 366.
  - Vers juin 366. Second séjour de Valentinien Ier à Paris. On lui apporte la tête de Procope vaincu par Valens. Il y reçoit Jovin, maître de la cavalerie, qui a vaincu les Alamans.
- 383.
  - Bataille de Lutèce entre les forces du général Magnus Maximus proclamé empereur par ses troupes et celles de l'empereur Gratien.
- Vers 385.
  - Passage à Paris de saint Martin qui guérit un lépreux à la porte Nord de la cité par un simple baiser et une bénédiction.
- 397.
  - Novembre 397. « été de Saint-Martin » du 8 au 11 novembre : « les roses refleurissent ».

- 451.

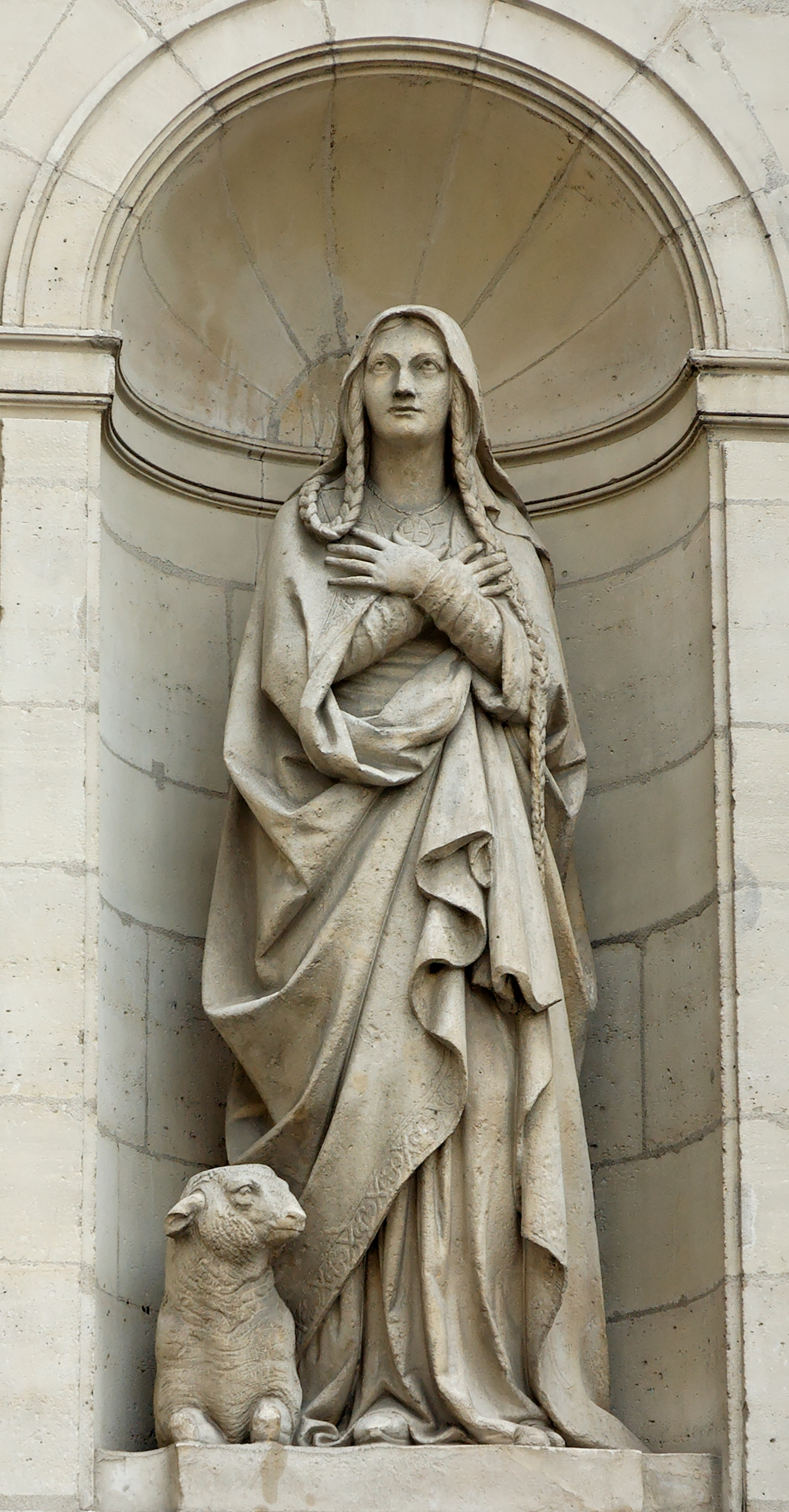
Sainte Geneviève

  - Geneviève de Paris exhorte les habitants à ne pas fuir face à l'approche des Huns d'Attila (qui se dirigera finalement vers Orléans). Ses mots restent célèbres : « Que les hommes fuient, s’ils veulent, s’ils ne sont plus capables de se battre. Nous les femmes, nous prierons Dieu tant et tant qu’Il entendra nos supplications ». Elle devient le personnage le plus en vue de la cité.
- 464-465.
  - Blocus de Paris par le roi franc Childéric Ier, qui chasse les Romains de Paris.
- Vers 475.
  - Construction d’une basilique à l’emplacement du tombeau de saint Denis.
- 486.
  - Sainte Geneviève négocie avec Clovis la soumission de Paris à son autorité. Clovis vient de remporter une victoire décisive sur le romain Syagrius, mais sainte Geneviève lui interdit toute entrée à Paris. Il assiège la ville où une famine se déclare. Sainte Geneviève organise le ravitaillement, et Clovis lève le siège. Cette situation tendue entre Paris et Clovis perdure pendant dix ans. Paris est alors un îlot nicéen au milieu d’un océan dominé par l’arianisme, et sainte Geneviève ne veut pas couper définitivement les ponts avec Clovis, roi païen et pas arianiste comme tous les autres rois barbares. La défaite de Syagrius, « le dernier des Romains », marque la césure parisienne entre l'Antiquité et le Moyen Âge, ou plutôt l'Antiquité tardive.

## Moyen Âge

### Haut Moyen Âge
- 494 :
  - Clovis se laisse progressivement convaincre par son entourage catholique de se convertir. Les avantages politiques apparaissent en effet évidents, car de nombreuses cités restées farouchement catholiques, comme Paris, appellent de leurs vœux un roi catholique. Premier signe de cette conversion progressive, le baptême de son fils. Hélas, ce dernier meurt peu après le sacrement, déclenchant une colère noire de Clovis qui assiège alors Paris. Sainte Geneviève organise le ravitaillement de la ville. Clovis lève le siège.
- 496 ou 498 :
  - La conversion de Clovis au catholicisme à Reims est accueillie par la liesse à Paris qui ouvre désormais en grand ses portes aux Francs convertis. La reconquête face aux hérétiques ariens peut commencer. Clovis est en effet le seul monarque catholique en exercice ; la France hérite du surnom de « Fille aînée de l'Église ».
- 500 ou 502
  - 3 janvier 500 ou 502 : Décès de sainte Geneviève ; elle est inhumée au sommet de la « montagne » qui portera désormais son nom. Clovis y fait bâtir l'église des Saints-Apôtres, plus tard débaptisée Sainte-Geneviève. Elle devient plus tard la patronne de la ville.
- 508 :
  - Après avoir tué Alaric, roi des Wisigoths, lors d'un combat singulier lors de la bataille de Vouillé, Clovis réside à Paris et en fait la capitale de son royaume.
- 510 :
  - Proclamation de la loi salique : Afin de se positionner en refondateur de l’état de droit, Clovis fait rédiger entre 508 et 510 le premier code de lois français. Jusqu’à la Révolution française et la rédaction du Code Napoléon, ce code législatif reste à la base de la législation en usage. L’égalité entre Francs et Gallo-romains, la liberté de mariage, et la fin de la coutume du « droit de vengeance » y sont notamment proclamées.
- 511 :
  - Fondation de l'église Saint-Pierre et Saint-Paul qui devint l'abbaye Sainte-Geneviève.
  - 10 juillet 511 : L'évêque de Paris Héracius est présent au concile d'Orléans.
  - Après le 29 octobre 511 : Mort de Clovis à Paris. Il est enterré dans l'église des Saints-Apôtres. Son royaume est partagé entre ses quatre fils. Childebert Ier est roi de Paris.
- 522 :
  - Crue de la Seine[4]
- 538 :
  - 7 mai 538 : Amélius, évêque de Paris, est présent au concile d'Orléans.
- Vers 540 :
  - Construction de la cathédrale Saint-Étienne, située au niveau du parvis de Notre-Dame.
- 543 à 547 :
  - Fondation de l'église Sainte-Croix et Saint-Vincent, depuis l'abbaye Saint-Germain sur les ruines du temple d'Isis.
- 552 :
  - Un violent incendie ravage Paris
- 553 :
  - Deuxième concile de Paris. La déposition de Saffaracus, évêque de Paris, est confirmée. Il est condamné à la réclusion dans un monastère.
- 555 :
  - Childebert Ier commence à bâtir la cathédrale Notre-Dame
- 557 :
- Concile de Paris (557)[5] :
- 558 :
  - Clotaire Ier, roi des Francs de Soissons réside à Paris
- 573 :
  - 11 septembre : Concile de Paris (573)[6],[7].
- 576
  - Concile de Paris (576)[8] pour juger Prétextat, évêque de Rouen, Ragnemod étant évêque de Paris[9]
- 577 :
  - Chilpéric fait réparer l’amphithéâtre romain et y donne des spectacles.
- Vers 580 : 
  - Fondation de l'église Saint-Germain-le-Rond et de l'église Saint-Julien-le-Pauvre
- 582 :
  - Chilpéric convertit de force de nombreux juifs parisiens.
- 583 :
  - Février 583 : Première crue importante de la Seine mentionnée. Grégoire de Tours indique qu'il y eut une inondation si grande qu'entre la Cité et l'église Saint-Laurent, on ne pouvait aller qu'en bateau[10].
- 583-584 :
  - Hiver très doux. Des roses au mois de janvier !
- 585 :
  - Grand incendie qui ravage toute l’île de la Cité. Seule la cathédrale et les bâtiments qui en dépendaient restent intactes [11]
- 595 :
  - Clotaire Ier rend un édit par lequel il ordonne que les gens établis à Paris pour le guet de nuit, sont responsables des vols, s'ils n'arrêtent pas le voleur[11].
- 614 :
  - 10 octobre 614 : Concile (6e concile) sur la liberté des élections épiscopales et sur la juridiction des évêques sur les clercs. Depuis 535, et le concile de Clermont, les évêques étaient déjà librement élu par les clercs et le peuple[8].
- 628-638 :
  - Dagobert Ier réside à Paris et à Clichy-la-Garenne
- 651-656 :
  - Fondation de l'Hôtel-Dieu par Saint Landry.
- 653 :
  - Concile de Paris (653) (7e concile)
- 654 :
  - Décès de l’évêque Landry qui aurait été le fondateur de l’Hôtel-Dieu vers 651. Contrairement aux autres institutions d’assistance qui verront le jour par la suite, l’Hôtel-Dieu reçoit tous les miséreux et les malades, sans distinction. C'est, de fait, la première institution hospitalière, concept totalement inconnu de l'Antiquité.
- 666 :
  - La peste ravage Paris
- 691 : 
  - Saint Médéric vient habiter une cellule située près de Paris, à proximité de l'« oratoire Saint-Pierre-des-Bois », à l'endroit ou se trouve actuellement l'église Saint-Merri.
- 719 :
  - Charles Martel entre victorieux à Paris
- 754 :
  - 28 juillet 754 : Onction papale de Pépin le Bref et de ses fils Carloman et Charlemagne par le pape Étienne II à l’abbaye de Saint-Denis.
- 763-764 :
  - hiver très rigoureux du 30 octobre au 10 février : La mer gèle en Normandie ! La Seine gèle sur toute son épaisseur à Paris[réf. nécessaire]. Il tombe jusqu’à dix mètres de neige dans certaines régions. Oliviers et figuiers détruits. Grande famine par la suite.
- 781 : 
  - Charlemagne fonde une école qui est le berceau de l'université de Paris
- 820 :
  - Attestation de la plus ancienne rue de Paris : la rue Saint-Germain.
  - Crue de la Seine[12]

- 821 :
  - Crue de la Seine[12]
- 825 : 
  - Concile de Paris (825)[13]
- 829 : 
  - Concile de Paris (829)[14]
- 842 :
  - Crue de la Seine
- 845 :

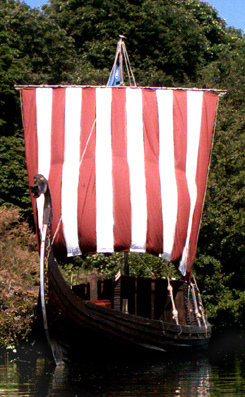
Bateau viking

  - 28 mars 845 : Les Normands sous les murs de Paris pour la première fois. À la tête des 120 bateaux Vikings pour 6 000 hommes, le Danois Ragnar Lodbrok : Charles le Chauve verse 7 000 livres d’argent pour obtenir leur départ.
  - Famine à la suite des aléas climatiques et des destructions normandes.
- 846 : 
  - Concile de Paris (846)[8]
- 851 :
  - Concile de Paris (851)[8]
- 854 :
  - Crue de la Seine[12]
- 855 à 876 :
  - On recense onze famines en vingt ans.
- 856 :
  - 28 décembre 856 : Deuxième raid normand sur Paris qui incendient la ville.
- 857 :
  - 12 juin 857 : Nouveau raid normand. Toutes les églises sont brûlées, sauf celles de Saint-Germain-des-Prés et de Saint-Denis, contre versement d’une solide rançon.
- 858 :
  - 3 avril 858 : Prise de l’abbaye de Saint-Germain-des-Prés par les Normands.
- 860 :
  - Construction du pont Charles-le-Chauve[15]
- 861 :
  - Nouveau raid normand sur Paris qui incendient la ville et l'abbaye de Saint-Germain-des-Prés :
- 869 :
  - Nouveau raid normand sur Paris qui pillent l’abbaye de Saint-Germain-des-Prés.
- 870 :
  - Afin de protéger Paris des raids normands, construction du Grand-Pont et du Petit-Pont sur ordre de Charles le Chauve.
- 877 : 
  - Paris est fortifié par une enceinte.
- 885 :
  - 24 novembre 885 : Nouveau raid normand sur Paris de 700 bateaux normands pour 30 000 à 40 000 hommes sous les murs de la ville. Le siège durera 13 mois.
  - 28 novembre 885 : Après quatre jours d’assauts quasi permanents, les Normands doivent se résoudre à dresser un camp pour mener à bien le siège de la ville. C’est déjà une victoire pour le comte de Paris Eudes, qui dirige la défense de Paris. Pendant le siège de Paris, les Normands ravagent les environs de la cité mais tentent également des attaques contre la ville.
- 886 :
  - 6 février 886 : Effondrement du Petit-Pont à la suite d'une crue permettant aux Normands de remonter la Seine en amont de Paris et piller ces zones. Il est remplacé par un pont de planches jeté sur les anciennes piles de bois auxquelles sont fixés des moulins à grains[16] : les Planches de Milbray[17] et qui tiendra jusqu'aux inondations de 1406. Le gros des troupes maintient le siège devant Paris.
  - Septembre 886 : Arrivée de l’empereur Charles le Gros qui répugne à livrer combat et préfère verser 700 livres d’argent pour faire lever le siège normand. De plus, Charles les autorise à aller ravager la Bourgogne, qui n’est pas encore entièrement soumise… Les Parisiens refusent cet accord et contraignent les Normands à démonter leurs embarcations afin de reprendre leur remontée de la Seine sans passer par Paris.
- 887 :
  - Mai 887 : Nouvelle tentative de raid normand, mais les défenses parisiennes les stoppent.
- 889 :
  - Juin-Juillet 889 : Nouvelle tentative de raid normand, mais les défenses parisiennes les stoppent encore.
- 910 :
  - Nouveau raid normand.
- Hiver 974-975 :
  - hiver rigoureux et long de novembre au 22 mars : la neige tombe encore en mai. Famine tuant le tiers de la population française et certainement la moitié des Parisiens.
- 944 :
  - Un orage terrible ravage Paris[11].
- 945 :
  - Une cruelle épidémie, connue sous le nom de mal des ardents, mal sacré, mal des enfers frappe la ville. Cette épidémie est décrite dans les annales de Flodoard de Reims.
- 965 :
  - Construction de l'église Saint-Barthélemy dans l'île de la Cité, qui prit plus-tard le vocable de Saint-Magloire
- 975 :
  - Une famine éclate pendant laquelle les hommes se dévorent entre eux[11].
- 978 :
  - Octobre 978 : L’empereur Otton II fait le siège de Paris. Hugues Capet l’empêche de franchir le fleuve.
  - 30 novembre 978 : L’empereur Otton II lève le siège de Paris.
- 978-996 :
  - Fondation du prieuré de Notre-Dame-des-Champs
- 987 : 
  - Hugues Capet réside à Paris, dans un palais situé dans l'île de la Cité, qui était à l'emplacement de l'actuel palais de Justice de Paris.
  - Paris s'agrandit au nord et au sud de l'île de la Cité. Les Couvents et les églises qui étaient isolés finissent par se réunirent au moyen de constructions diverses. La ville est alors divisée en 4 parties administratives qui prendront le nom de quartiers : le quartier de la Cité, le quartier Saint-Jacques-la-Boucherie, le quartier la Verrerie et le quartier la Grève.
C'est à cette époque que fut construit un mur de clôture autour du faubourg qui s'était formé au Nord de la Cité : il commençait sur le bord de la Seine, en face de la rue Pierre-à-Poisson et se dirigeait le long de la rue Saint-Denis jusqu'à la rue des Lombards ou l'on trouvait une porte. Elle passait ensuite entre la rue des Lombards et la rue Troussevache jusqu'à la rue Saint-Martin ou il y avait une porte appelée Archet-Saint-Merri. Ce mur traversait ensuite le cloitre Saint-Merri, coupait les rues du Renard, Barre-du-Bec et aboutissait rue des Billettes, ou il y avait vraisemblablement une porte. Il longeait ensuite la rue des Deux-Portes, traversait la rue de la Tixéranderie et le cloitre Saint-Jean, près duquel il y avait une porte, et finissait enligne droite sur le bord de la Seine[18].
- 995
  - Fondation de l'église Saint-Étienne-des-Grès

### XIesiècle
- 1000 :
  - Fondation de l'église Saint-Denis-de-la-Chartre
- 1007.
  - Extinction du titre de comte de Paris, le comté revenant dans la main du roi. Le comté fut introduit par les Francs vers 480 à la place de la civitas (cité + sa zone d’influence directe, soit environ 2 500 km2 autour de Paris dans le cas de l’ex-Lutèce).
- 1021.
  - Afflux d’étudiants à Paris pour suivre les cours du chapitre de Notre-Dame. Le premier maître illustre est l’archidiacre Albert, mort en 1040.
- 1021 à 1029.
  - Famine chronique, avec cas d’anthropophagie les trois dernières années.
- 1024 :
  - Concile de Paris (1024)[8]
- 1031 à 1040.
  - Famine chronique, qui, selon le témoignage de Raoul Glaber touche les riches et les pauvres.
- 1034.
  - Un terrible incendie détruit une grande partie de la ville.
- 1037.
  - Incendie important ravageant plusieurs quartiers.
- 1050 :
  - Concile de Paris (1050)[8]
- 1060 :
  - Le roi Henri Ier fonde l'abbaye de Saint-Martin-des-Champs
- 1074.
  - Concile de Paris (1074) qui repousse l’obligation du célibat pour les prêtres[19].
- 1076-1077.
  - Hiver rigoureux et long du 1er novembre au 15 avril, le plus froid du XIe siècle.
- 1100.
  - Début de l'enseignement d'Abélard.
  - Fondation de la léproserie Saint-Lazare

### XIIesiècle
- 1103.
  - Nomination de Guillaume de Champeaux comme écolâtre de Paris. Son enseignement vaut un prestige exceptionnel à l’école de Notre-Dame.
- 1104.
  - Concile de Paris (1104)[8] :
- 1105.
  - Épidémie, sans doute de grippe.
- 1110 ;
  - Fondation de l'abbaye Saint-Victor
- 1111 :
  - 12 mars 1111. Les Parisiens témoignent leur fidélité au roi en repoussant une tentative de prise de la ville par Robert Ier, comte de Meulan.
- 1112.
  - Paris s’impose comme capitale des Capétiens en prenant clairement l’ascendant sur Orléans.
- 1117.
  - Castration d’Abélard sur ordre du chanoine Fulbert, oncle d'Héloïse.
- 1119
  - Les pluies excessives et la crue de la Seine font s'effondrer des maisons.
- vers 1120.
  - Installation des maîtres et élèves sur la montagne Sainte-Geneviève ; l’école de Notre-Dame était devenu trop petite.
- 1125.
  - Crue de la Seine[12]
- 1129.
  - Épidémie de charbon pestilentielle, dit mal des ardents.
  - Concile de Paris (1129)[20]
- 1130 :
  - 3 novembre 1130. « Miracle des Ardents ». L’épidémie est stoppée nette à la suite d'une procession des reliques de sainte Geneviève.
- 1131 :
  - 2 octobre 1131. Mort de Philippe, fils aîné du roi Louis le Gros, désarçonné et tué par son cheval effrayé par un cochon circulant rue Saint-Jean. À la suite de cet accident, il sera désormais interdit de laisser les porcs circuler librement dans les rues.
- 1132.
  - Interdit lancé par l’évêque sur la montagne Sainte-Geneviève pour tenter de mettre fin aux désordres occasionnés par des étudiants toujours plus nombreux.
  - Incendie important ravageant plusieurs quartiers.
- 1134 à 1137 :
  - Fondation des églises Saint-Pierre-des-Arcis, de Sainte-Croix-de la Cité, de Saint-Pierre-aux-Bœufs et des Saints-Innocents.
- 1137 :
  - En remplacement du marché de la place de Grève, installation du marché neuf au lieu-dit Les Champeaux (« Petits Champs »), à l'endroit d'anciens marécages situés alors extra-muros, qui deviendra les Halles de Paris.
- 1140.
  - Début de l’enseignement de Pierre Lombard à l’école de Notre-Dame.
  - Juillet 1140. Condamnation par le concile de Sens de l’enseignement d’Abélard qui quitte Paris pour Cluny.
- 1141.
  - Pour mieux pouvoir surveiller les changeurs, le roi Louis VII leur interdit d’exercer hors du pont au Change.
- 1147 :
  - Concile de Paris (1147)[8]
- 1148.
  - Dérivation de la Bièvre par les chanoines de Saint-Victor. La rivière se jette désormais dans la Seine à hauteur de l’actuelle rue de Bièvre.
- 1149-1150.
  - Hiver rigoureux et long de début décembre à février.
- 1150 :
  - Population de Paris estimée à 50 000 habitants.
  - Mention par saint Bernard du premier moulin à vent sur la butte Copeaux[21].
- 1154 :
  - Début de l’assèchement par les chanoines de Sainte Opportune des marais situés entre Montmartre et la ville.
- 1163 :
  - Maurice de Sully décide de reconstruire l'ancienne cathédrale Saint-Étienne en une cathédrale dédiée à Notre-Dame qui deviendra la cathédrale Notre-Dame.
- 1164 :
  - Percement de la rue Neuve Notre Dame lors de la reconstruction de la cathédrale. Ces travaux entraînent la destruction de l’Hôtel-Dieu, qui est reconstruit au sud du parvis.
- 1171 :
  - L'hôpital Saint-Jean de Latran est fondé sur une parcelle du clos Bruneau.
- 1175 :
  - L'abbaye Sainte-Geneviève est rebâtie.
  - Crue de la Seine[12]
- 1179 : 
  - On commence à bâtir sur le territoire du clos de Lias[22]. Planté de vignes, ce clos s'étendait de l'actuelle rue de la Huchette au collège Mazarin[23].
  - 1er novembre : En l'absence de son père de plus en plus souffrant Philippe Auguste est sacré roi de France.
- 1180 :
  - 5 février. Arrestation des dirigeants de la communauté juive de Paris. Ils sont condamnés par Philippe Auguste à verser une amende de 15 000 marcs d’argent.
  - 28 juin, Louis VII le Jeune abandonne le pouvoir au profit de son fils Philippe II Auguste.
  - 18 septembre : Mort de Louis VII le Jeune. Durant son règne le quartier de l'Université s'accrut considérablement en raison de la grande quantité d'écoliers qui y venaient de toute l'Europe pour y faire leurs études.
- 1182 :
  - Avril. Expulsion de Juifs de Paris et de toute la France. Leur synagogue devient l’église de la Madeleine.
  - 19 mai. Consécration du maître-autel de la cathédrale Notre-Dame.Notre-Dame
- 1184 :

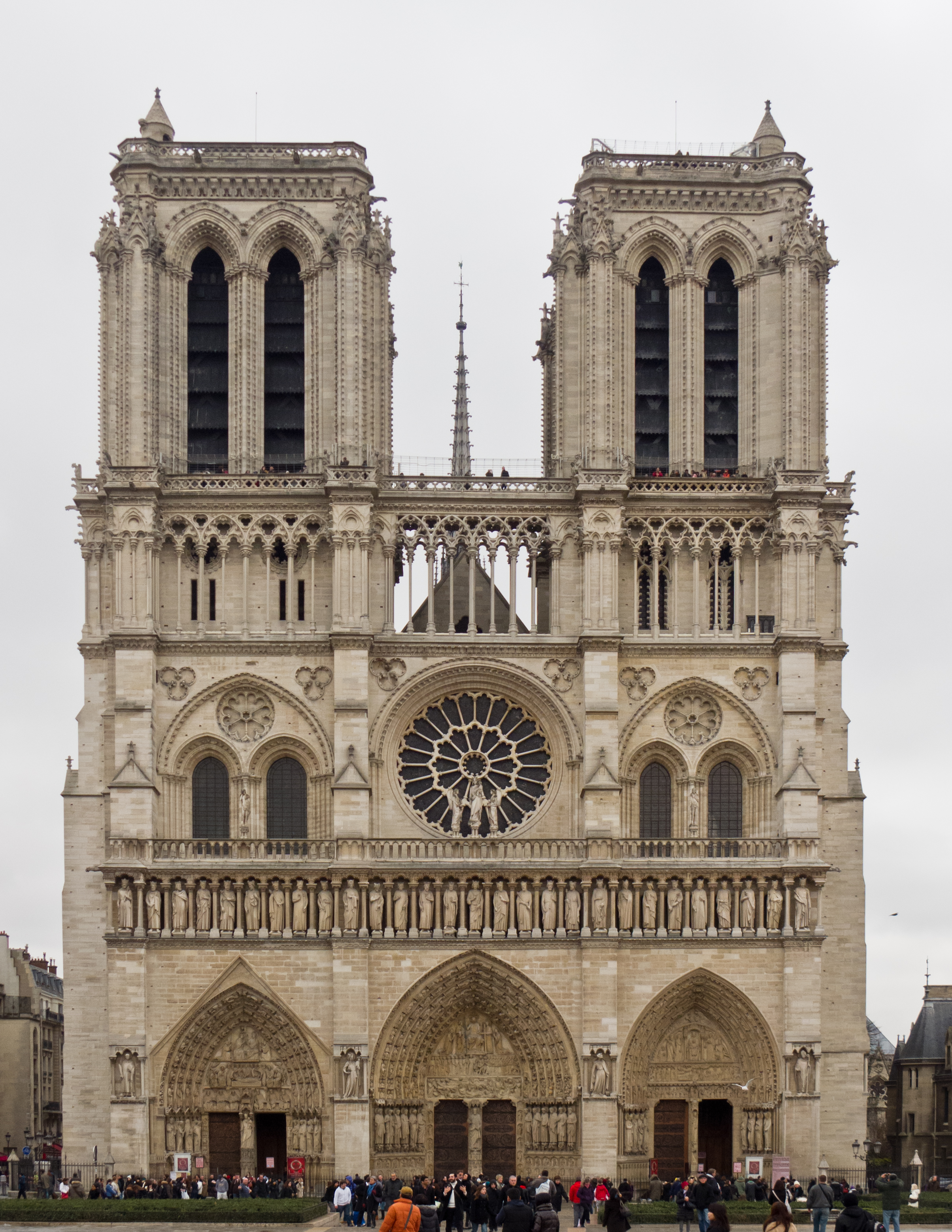
Notre-Dame

  - Fondation de l'hôpital Sainte-Catherine, rue Saint-Denis.
  - Les principales rues de Paris commencent à être pavées grâce à la donation de 11 000 écus du financier Gérard de Poissy[24], et les habitants sont tenus de les balayer au droit de leurs maisons[25].
- 1185 :
  - Concile de Paris (1185)
- 1187 :
  - L'église Saint-Thomas-du-Louvre est rebâtie.
- 1188 :
  - Concile de Paris (1188)[8]
- 1188 à 1190 :
  - Famine chronique.
- 1190-1220 :
  - Philippe Auguste, fait édifier une nouvelle enceinte fortifiée de Paris qui sera achevée en 1211.
- 1194 :
  - Famine.
  - 3 avril 1194. Pertes des archives royales à l’occasion de la bataille de Fréteval. Philippe Auguste décide de tout consigner désormais en double exemplaire, l’un d’eux devant rester impérativement à Paris. C’est le début de la fixation de l’administration royale, jusque-là ambulante, comme le reste de la cour.
- 1195.
  - Crue de la Seine[12]
- 1196.
  - Crue de la Seine. Des ponts de la Seine se rompent.
  - Concile de Paris (1196)[8]
- 1196 à 1197.
  - Famine.
- 1197 :
  - Mars 1197. Crue de la Seine qui emporte les ponts de Paris.
- 1198.
  - Retour des Juifs à Paris sous la condition de payer de lourdes taxes.
  - Création d'un premier monastère à l'emplacement de Saint-Antoine-des-Champs.
- Vers 1200.
  - Apparition des premières enseignes pour permettre l’identification des habitations privées.
- 1200.
  - Rixe entre les étudiants et les troupes du prévôt de Paris : cinq morts. Philippe Auguste désavoue son prévôt en donnant raison aux étudiants qui menaçaient de quitter la ville. Il confirme le privilège des maîtres et étudiants de ne dépendre que de la justice de l’évêque : c’est l’émergence de l’Université.
  - Frère Hubert, trésorier de l'ordre du Temple, fait construire la grande tour du Temple

### XIIIesiècle
- XIIIe siècle :
  - Étés chauds tout au long du siècle.
- 1201 :
  - Jean d'Angleterre est logé au Louvre
  - Concile de Paris (1201)[8]
- 1202 :
  - Achèvement de la construction du premier palais du Louvre.
  - Fondation de l'hôpital de la Trinité sous le nom d'hôpital de la Coix-de-la-Reine
- 1204 :
  - Construction de l'église Saint-Honoré
- 1205 :
  - Fondation de l'église Saint-Etienne-du-Mont et la l'église Saint-Symphorien de la Cité
- 1206 :
  - Décembre 1206, crue très importante de la Seine, au point que l'on ne peut se déplacer qu'en bateau, qui emporte trois arches du petit pont et détruit de nombreuses maisons.
- 1208 :
  - Concile de Paris (1208)[8]
- 1210 :
  - Autorisation par le pape Innocent III pour l’organisation des maîtres de l’Université en corporation.
  - Condamnation pour hérésie des disciples d’Amaury de Chartres. Ces derniers sont brûlés aux Champeaux pour avoir poussé trop loin l’étude la Métaphysique d’Aristote.
- 1212 : 
  - L'église Saint-André-des-Arts et la chapelle Saint-Côme-Saint-Damien initiale sont construites.
  - L'église Saint-Jean-en-Grève est érigée en paroisse.
  - L'église Saint-Eustache est érigée en cure.
  - Concile de Paris (1212)[26]
- 1214 :
  - 27 août 1214. De retour de Bouvines, où il a écrasé une coalition regroupant l’Angleterre, l’Allemagne et la Flandres, Philippe-Auguste est accueilli par un Paris en liesse.
  - Philippe-Auguste fait achever le Louvre
- 1215 :
  - Août 1215. Don de ses statuts à l’université de Paris par le légat pontifical, Robert de Courçon.
  - Concile de Paris (1215)[8]
- 1218 :
  - Fondation du couvent des Jacobins  dans le quartier Saint-Jacques
- 1219.
  - Crue de la Seine[12],[4]
  - Concile de Paris (1219)
- 1220 :
  - Fin des travaux de l’enceinte de Philippe-Auguste qui protège 273 hectares. Paris compte 50 000 habitants.
- 1221 :
  - Crue de la Seine puis famine.
- 1223 :
  - Concile de Paris (1223)
- 1224-1225 :
  - Hiver rigoureux et long du 9 octobre au 25 avril.
  - Grande épidémie générale en Europe et à Paris.
- 1225 :
  - Agitation des étudiants parisiens après la destruction par le légat du pape du sceau dont l’université s’était doté depuis 1221
  - Deux hommes du légat du pape sont tués.
  - Établissement du couvent des Filles-Dieu
  - Concile de Paris (1225)[8]
- 1226 :
  - Concile de Paris (1226)[8]
- 1229 :
  - 26 février 1229. Nouvelles bagarres entre les étudiants et les sergents du prévôt de Paris à l’occasion du Carnaval.
  - 15 avril 1229. En réaction aux bagarres du 26 février, départ pour Oxford et Cambridge de nombreux maîtres et élèves.
  - Concile de Paris (1229)[8]
- 1230 :
  - Construction de l'église Saint-Nicolas-du-Chardonnet
  - Fondation du couvent des Cordeliers
- 1231 :
  - 13 avril 1231 : Fin du conflit de l’université avec la bulle Parens scientiarum qui accorde aux élèves le privilège du canon et les assimile à des clercs.
- 1232 :
  - Crue de la Seine[12],[4]
- 1233 :
  - Crue de la Seine[12],[4]
- 1235 : 
  - Fondation de l'église Saint-Leu et Saint-Gilles
- 1236 :
  - Crue de la Seine[12]
- 1240 :
  - Crue de la Seine
- Vers 1240 :
  - Sur ordre de l’évêque Guillaume d'Auvergne, réglages des sonneries des cloches par des horloges.
- 1242 :
  - Crue de la Seine
- 1244 :
  - Construction du couvent des Bernardins
- 1245 : 
  - Fondation de la Sainte Chapelle
- 1246 :
  - Autonomie financière et judiciaire de l’université de Paris qui reçoit son sceau propre.

- 1248 :

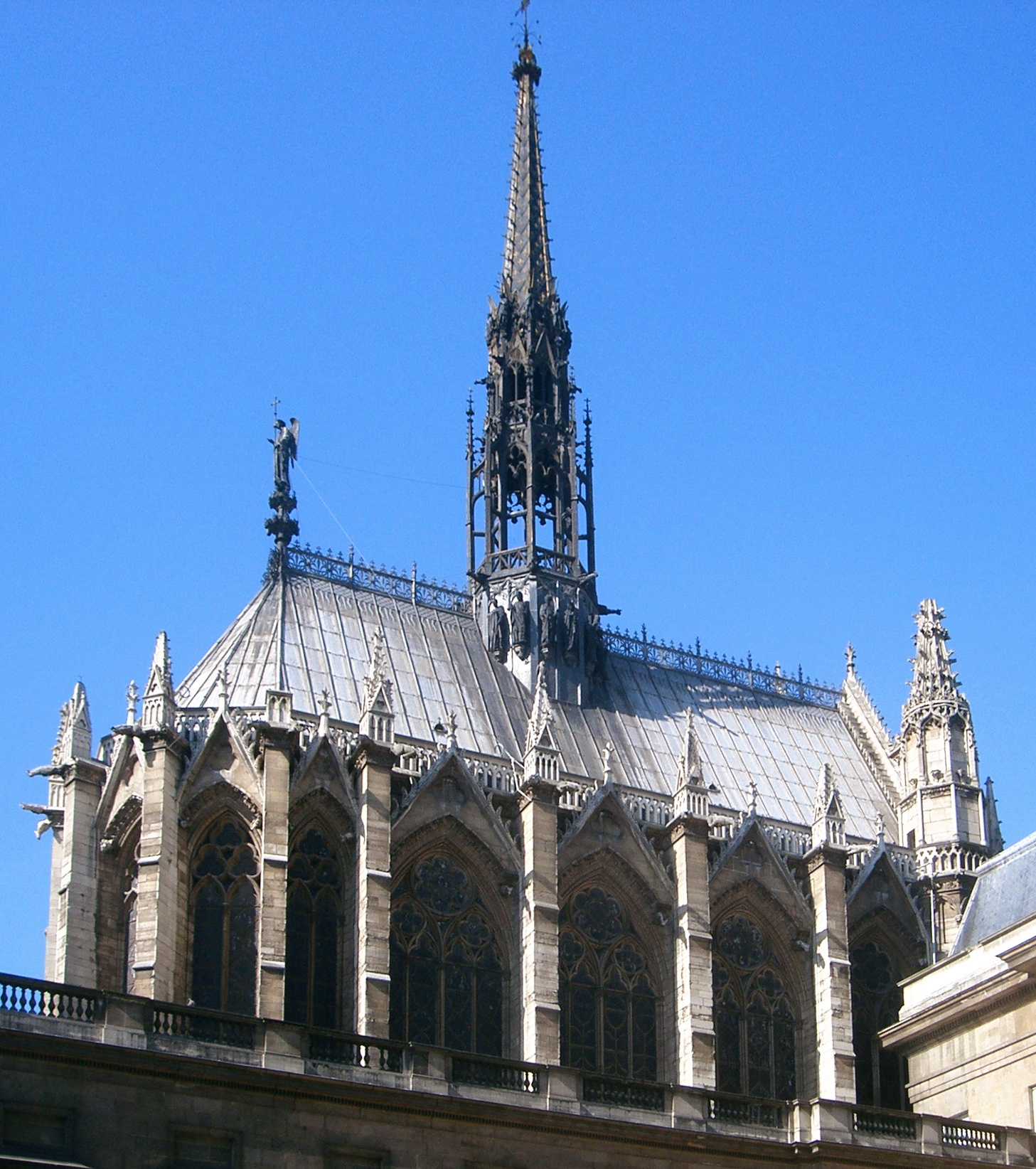
Sainte-Chapelle

  - Début de l’enseignement de saint Bonaventure à l’université de Paris.
  - 26 avril 1248 : Consécration de la Sainte-Chapelle.
- Vers 1250 :
  - Construction de la Cura Regis, ou parlement, avec des premières sessions uniquement judiciaires. Le Parlement de Paris n’est pas un institut local mais national qui a autorité de la Picardie à l’Auvergne, des Pays de Loire à la Champagne.
- 1252 :
  - Début de l’enseignement de Thomas d'Aquin à l’université de Paris.
- 1253 :
  - Fondation du collège de la Sorbonne
- 1254 :
  - Création du guet chargé de la sécurité et de la police de la ville.
  - Création par le roi saint Louis de l’hospice des Quinze-Vingts destinée aux soins de 300 aveugles.
  - Arrivée à Paris d’un éléphant qui sera offert par Louis IX à Henri III d'Angleterre. Ce dernier logera au Temple puis au Palais
  - Les Carmes s'installent quai des Célestins
- Vers 1255 :
  - Le greffier du Parlement, Jean de Montmartre, ouvre le premier de ses registres, les Olim.
- 1256 :
  - Saint Louis établit une bibliothèque dans la Sainte-Chapelle
  - Concile de Paris (1256)[8]
- 1257 :
  - Fondation de la Chartreuse de Paris.
  - 1er septembre 1257. Ouverture du collège fondé par Robert de Sorbon, la Sorbonne.
- 1258 : 
  - Établissement des chanoines de la Sainte-Croix de la Bretonnerie et des Blancs-Manteaux
- 1259 :
  - Les Chartreux vont occuper le château de Vauvert.
- 1260 :
  - L'Hôtel-Dieu est rebâti et agrandi.
  - Fondation de l'hospice des Quinze-Vingts
  - L'église Saint-Josse devient une paroisse
  - Concile de Paris (1260)[8]
- 1261 :
  - Le prévôt de Paris est désormais un simple fonctionnaire royal.
  - Concile de Paris (1261)[8]
- 1264 :
  - Concile de Paris (1264)[8]
- 1268 :
  - Compilation du Livre des métiers par le prévôt royal Étienne Boileau qui mentionne les statuts de cent trente-deux métiers.
- 1270 :
  - Le chambellan et voyer de Paris Jean Sarrazin dresse un état des droits de sa charge en 13 articles.
- 1280 :
  - Crue de la Seine, qui emporte le Petit-Pont et le Grand-Pont[4].
  - Fondation du collège d'Harcourt
- 1281 :
  - Au commencement de janvier, nouvelle crue de la Seine[12],[4], les ponts furent rompus, l'on ne pouvait aller des quartiers Saint-Denis et de la Cité, jusqu'à la croix des Carmes que par bateaux[27]
  - On commence à construire dans les environs de l'église Saint-Honoré
  - Concile de Paris (1281)[8]
- 1292 :
  - Publication du fameux Livre de taille, source majeure pour l’Histoire des métiers à Paris. Ce document fiscal recense et pas moins de 300 rues.
  - Apogée de l’université de Paris qui reçoit du pape le droit d’enseigner toute la chrétienté.
- 1296 :
  - 21 décembre 1296. début d’une crue très importante de la Seine qui dure près de cinq mois. Le Paris de l'époque est intégralement inondé et la montée des eaux emporte une nouvelle fois le Petit-Pont, le Grand-Pont, avec les maisons et les moulins qui étaient construits dessus ainsi que le Petit-Châtelet.
  - Saint-Marcel et Saint-Germain-des-Prés deviennent des faubourgs de Paris
- 1299 :
  - Première mention de la construction d’une horloge à Paris.
- 1300 :
  - Population de Paris estimée de 250 000 à 300 000 habitants.
- Vers 1300 :
  - Apparition des premières enseignes afin d’identifier auberges et hôtels. Cette enseigne pouvait se limiter à un bouchon de paille ; c’est l’origine du terme « bouchon » appliqué aujourd’hui encore à certaines auberges et cabarets.
  - Première liste des noms de rues de Paris dans Le Dit des rues de Paris[28] par le rimeur Guillot de Paris. Ce document indique que la capitale comptait 310 rues dont 80 dans le quartier d'Outre-Petit-Pont, 36 dans la Cité et 114 dans le quartier d'Outre-Grand-Pont. Toutefois ne sont pas comprise les impasses, les rues sans chief et les rues situées hors des murailles[11].
À cette époque, les rues de Paris, étroites, sombres, malsaines étaient sales et pour la plupart non pavées. C'était le voyer de Paris qui avait à charge la voirie de la ville.

### XIVesiècle
- 1302 :
  - Réunion à Notre-Dame des premiers États Généraux, afin d’apporter un soutien au roi Philippe le Bel contre le pape Boniface VIII.
- 1303 :
  - Concile de Paris (1303)[8] : au Louvre
  - Concile de Paris (1303)[8] : un deuxième
- 1304 :
  - Installation des changeurs sur le Grand-Pont qui prend désormais le nom de Pont au Change.
- 1305 :
  - À la suite de travaux de réfection du Pont au Change, les changeurs peuvent exercer sur la rive attenant au Châtelet : Les changeurs, qui se contentaient jusque-là d’effectuer le change entre les diverses monnaies européennes, deviennent depuis peu des prêteurs ; on appelle ces derniers les Lombards (16 changeurs et 20 lombards en 1292).
- 1306 :
  - Crue de la Seine[12]
  - 21 juin 1306 : Expulsion des juifs de Paris et confiscation de leurs biens.
  - 30 décembre 1306 : Émeute contre la hausse des loyers. Le roi est même assiégé par la foule au Temple.
- 1307 :
  - 5 janvier 1307 : à la suite de la révolte contre la hausse des loyers, 28 émeutiers sont pendus.
  - Le Parlement de Paris devient une institution permanente qui rend la justice au nom du roi en derniers recours ; ses arrêts ne peuvent être cassés que par le Conseil du roi.
  - 13 octobre 1307 : Arrestation des Templiers.
- 1310 :
  - Juin 1310 : Marguerite Porete, une illuminée originaire du Hainaut, et une juive relapse, sont brûlées vives en place de Grève.
  - Concile de Paris (1310)[8] : au Louvre
- 1311 :
  - Expulsion des usuriers lombards.
- 1313 :
  - Construction du premier quai de la ville entre le couvent des Grands Augustins et l’tour de Nesle.

- 1314 :

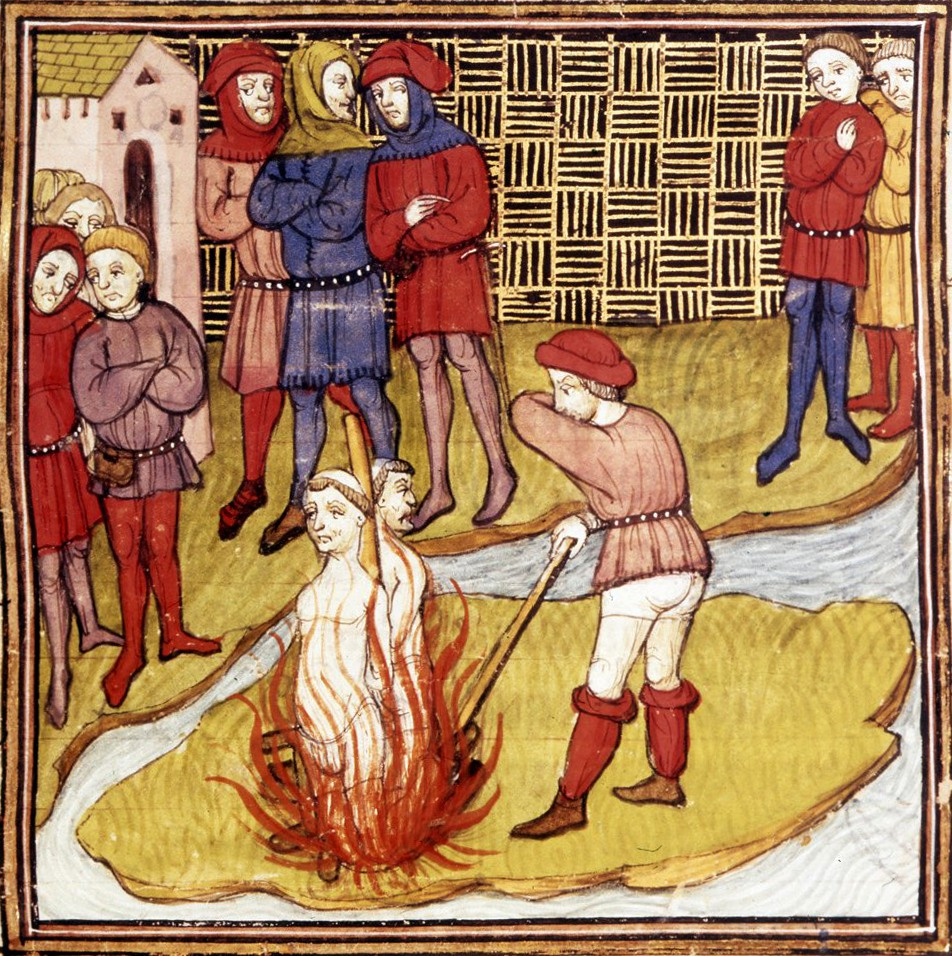
Jacques de Molay et Geoffroy de Charnay sur le bûcher

  - 19 mars 1314 : Bûcher pour les Templiers, dont Jacques de Molay, à la pointe de l’île de la Cité
  - Concile de Paris (1314)[8]
- 1315 :
  - Avril à juillet 1315 : Pluie et froid. Les moissons ne peuvent pas mûrir.
  - Juillet 1315 : Les Juifs sont autorisés à revenir à Paris et recouvrent un tiers de leurs créances.
  - Hiver 1315-1316 : Hiver rigoureux et long de décembre à Pâques. Grande Famine. La Seine gèle. Lors de la débâcle, les ponts de Paris sont emportés.
- 1318 : 
  - Par une ordonnance royale de janvier 1318, le roi de France Philippe V le Long enjoint au greffier du Châtelet de veiller « à ce qu'une chandelle fut entretenue pendant la nuit à la porte, du palais de ce tribunal, afin de déjouer les entreprises des malfaiteurs qui se perpétuaient jusque sur la place, alors la plus fréquentée de la capitale. » Il existait deux autres éclairage à la tour de Nesle et au cimetière des Innocents, mais c'était tout.
- 1320 :
  - Population de Paris estimée à 250 000 habitants.
  - Décembre 1320 : Organisation définitive du parlement en trois chambres : Grand-Chambre, Chambre des enquêtes et Chambre des requêtes :
- 1322 :
  - Autorisation par le prévôt de Paris du travail de nuit, jusque-là strictement interdit
- 1323 :
  - Parution du premier guide touristique de Paris de Jean de Jandun
- 1324 :
  - Concile de Paris (1324)[8]
- 1325 :
  - Le gibet de bois de Montfaucon est remplacé par un gibet de pierre.
  - En décembre, crue de la Seine qui continue en janvier[4]
- 1326 :
  - 6 janvier 1326 : Hiver rigoureux et long. La Seine gèle. Les ponts de Paris sont emportés par la débâcle. Inondation très importante. L’île de la Cité est approvisionné par bateaux pendant cinq semaines.
- 1328 :
  - Février 1328 : Épidémie particulièrement meurtrière.
- 1334 :
  - Concile de Paris (1334)[8]
- 1342 :
  - 20 mars 1342 : Institution de la gabelle, impôt sur le sel qui suscite de très vives résistances.
- 1345 :
  - Après 182 années de travaux, la cathédrale Notre-Dame est achevée.
- 1348 :
  - Fin août 1348 : Début de l’épidémie de la peste noire à Paris. Elle dure deux ans.
  - Interdiction royale de balayer les rues après de fortes pluies afin de limiter le rejet des ordures à la Seine, principale source d’eau potable utilisée par les Parisiens.
- 1349 :
  - Mai 1349 : Au paroxysme de l’épidémie de peste noire, le Conseil royal quitte la ville.
- 1350.
  - Ouverture du premier égout à ciel ouvert partant de la place Baudoyer pour se déverser dans les fossés de la Bastille.

- 1357 :

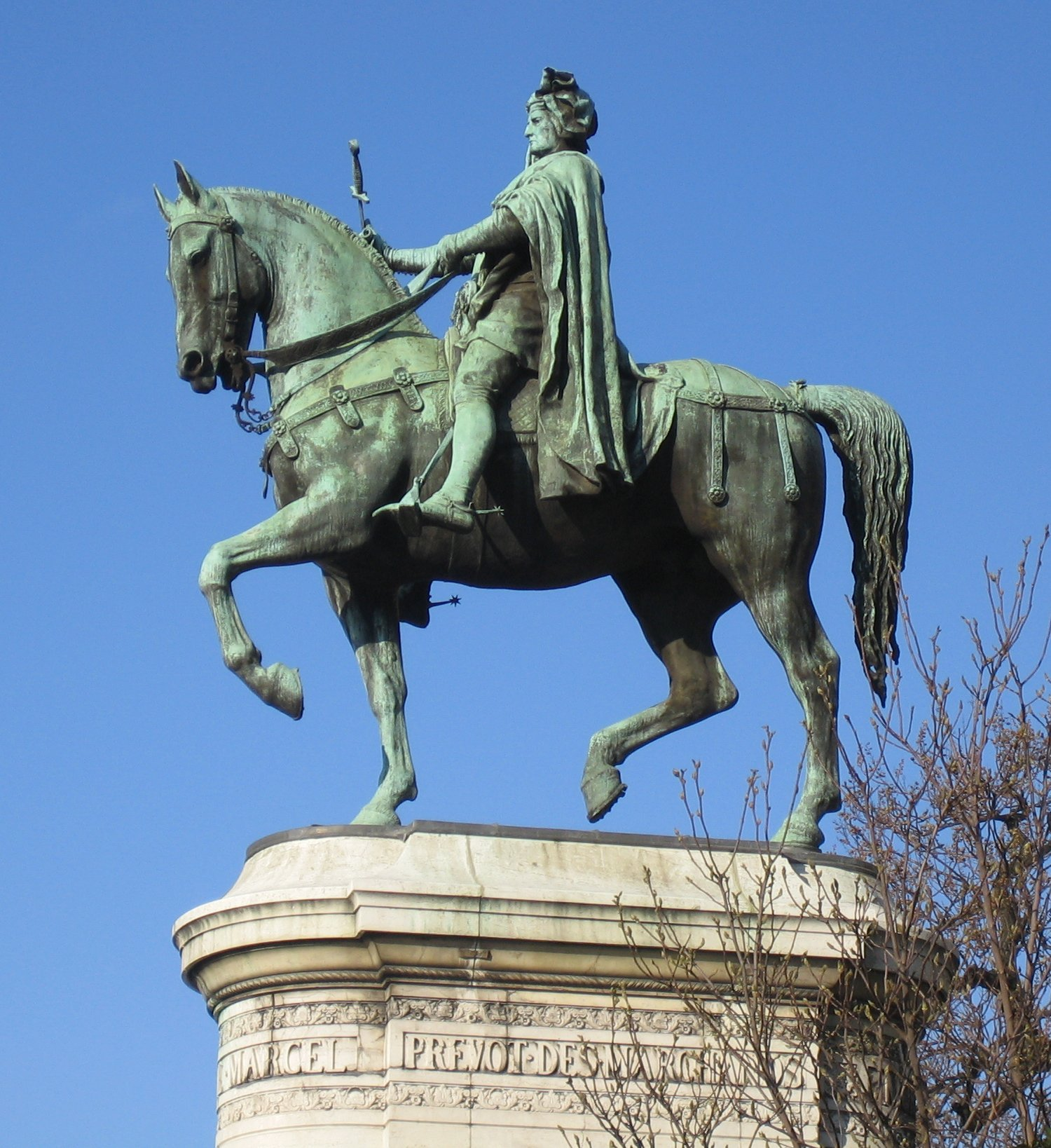
Étienne Marcel

  - 7 juillet 1357 : Achat par Étienne Marcel, prévôt des marchands depuis 1355, de la maison aux Piliers de la place de Grève afin d’y installer la municipalité.
- 1358 :
  - 24 janvier 1358 : Assassinat du trésorier du dauphin Jean Baillet par le changeur Marc Perrin qui trouve asile à l’église Saint-Merry : Le maréchal de Normandie fait enfoncer la porte de l’église et Marc Perrin est pendu dès le lendemain. Furieux de cette atteinte contre le droit d’asile, l’évêque excommunie le maréchal de Normandie et exige la restitution du corps du condamné.
  - 22 février 1358 : Invasion du Palais de la Cité par les Parisiens en armes sous la conduite d’Étienne Marcel. Les maréchaux de Champagne et de Normandie sont massacrés, tandis que le dauphin est coiffé du chapeau rouge et bleu de Paris. Étienne Marcel rêve de doter Paris d’un statut d’autonomie.
  - 24 février 1358 : Promesse de dauphin de respecter la grande ordonnance de mars 1357 : Quatre bourgeois de Paris entrent à son conseil, dont Étienne Marcel.
  - 4 mai : Entrée du roi de Navarre Charles II le Mauvais à Paris.
  - 14 mai : Édit du Vermandois du dauphin qui assiège Paris.
  - 10 juin 1358 : Fin de la Jacquerie des paysans du Beauvaisis qui avait l’entier soutien d’Étienne Marcel.
  - 11 juillet 1358 : Tentative de sortie des Parisiens assiégés par les troupes du Dauphin. Les Parisiens sont stoppés à Bercy :
  - 19 juillet 1358 : Levée du siège de Paris par le Dauphin à court d’argent.
  - 21 juillet 1358 : Rixe de cabaret entre Parisiens et mercenaires anglais : une trentaine d’Anglais sont tués et plus de cinquante prisonniers.
  - 22 juillet 1358 : Expédition de Parisiens en vue de chasser les mercenaires anglais présents à Saint-Cloud et Saint-Denis : Cette expédition tombe dans un guet-apens et les Parisiens sont massacrés par les Anglais.
  - 31 juillet 1358 : Tentative d’Étienne Marcel pour faire ouvrir les portes de la ville aux mercenaires du roi de Navarre. Il est tué à la bastide Saint-Antoine par des partisans du Dauphin.
  - 2 août 1358 : Entrée triomphale du dauphin, futur Charles V le Sage, à Paris. C’est la fin du rêve d’autonomie pour Paris.
  - 10 août 1358 : Après quelques exécutions de partisans d’Étienne Marcel, une amnistie est proclamée.
- 1360 :
  - Printemps 1360 : siège de Paris par Édouard III d'Angleterre
  - 13 mai 1360 : Signature d’une convention entre les bourgeois de Paris et les Anglais pour le rachat de dix places fortes qui gênent les communications et le ravitaillement de la ville.
- 1360 à 1363 :
  - Épidémie de peste.
- 1363 :
  - La paupérisation s’accentue et le nombre de mendiants errants dans les rues de Paris devient important.
- 1364 :
  - Charles V le Sage est couronné roi de France et abandonne l’hôtel Saint-Pol dans le quartier du Marais, siège traditionnel du pouvoir, pour s’installer au Louvre qu’il fait rénover.
- 1365 :
  - Population de Paris estimée à 275 000 habitants.
- 1366 à 1369 :
  - Épidémie de peste.
- 1368 :
  - Nouveau détournement de la Bièvre qui se jette désormais dans la Seine au niveau du Château de la Tournelle. La partie de la rivière restée à Paris est transformée en égout.
- 1370 :
  - Par ordonnance royale, les églises sonnent les heures et les quarts d’heure en se conformant à l’heure marquée par l’horloge à poids et sonnerie d’Henri de Vic installé au Palais de la Cité.
  - 22 avril 1370 : Pose de la première pierre de la Bastille :
- 1372 :
  - Jeanne Daubenton, membre très active des [Turlupins] est brûlée vive en place de Grève. Les Turlupins sont les héritiers des adamistes qui prêchent pour le dénuement et la nudité. Ce mouvement est excommunié cette même année par le pape Grégoire XI.
- 1373 :
  - Crue importante de la Seine.
- 1374 :
  - Épidémie de peste.
  - Afin de mettre un terme à l’usage du « tout à la rue », transformant les rues en véritables égouts, il est désormais obligatoire à tous les propriétaires de la ville et des faubourgs de Paris de doter leurs logements de latrines privées en nombre suffisant. Cette obligation devra être souvent renouvelée, car de nombreux propriétaires n’équipent pas leurs logements.

- 1375 :
  - Crue de la Seine[4].
- 1378 :

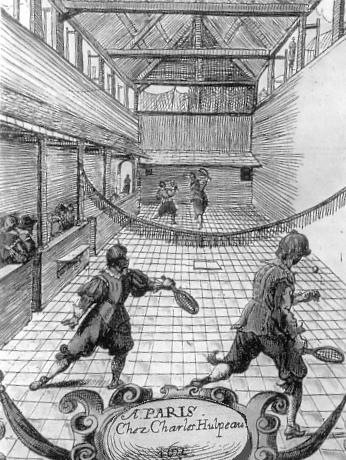
Salle parisienne de jeu de paume

  - Construction du pont Saint-Michel d’abord appelé pont Neuf :
- 1379 à 1380 :
  - Épidémie de peste.
- 1380 :
  - Fin des travaux de l’enceinte dite de Charles V qui protège 439 hectares.
- 1382 :
  - Épidémie de peste.
  - Révolte des Maillotins
- 1383 :
  - La révolte des Maillotins est noyée dans le sang; plus de 300 parisiens périssent de la main du bourreau
  - Été 1383 : Canicule.
- 1384 :
  - Crue de la Seine[12]
- 1386 :
  - 29 décembre : le « duel Carrouges-le Gris », dernier duel judiciaire autorisé en France, se termine par la victoire de Jean de Carrouges sur Jacques le Gris à Saint Martin des Champs en présence du roi Charles VI.

- 1389 :

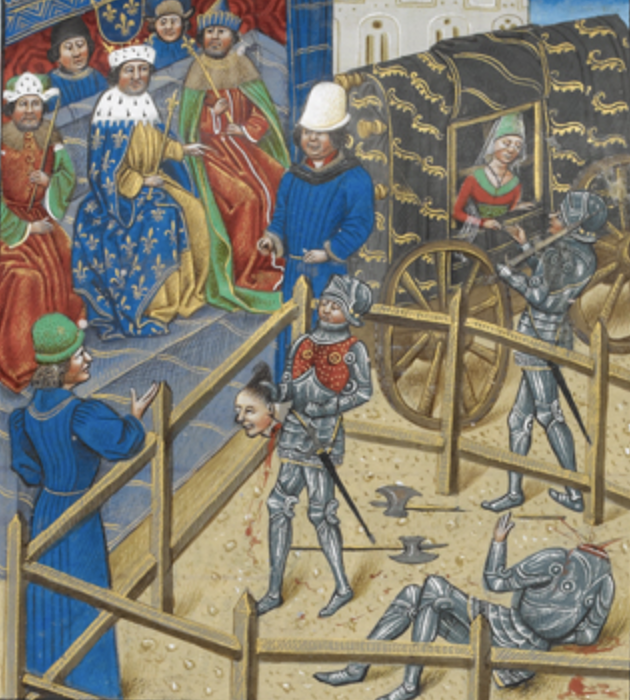
Duel Carrouges-le Gris.

  - 20 juin, Couronnement et entrée à Paris de la reine Isabeau de Bavière
- 1392 :
  - On dénombre huit salles de Jeu de paume à Paris.
  - 13 juin : tentative d'assassinat du  connétable Olivier de Clisson par Pierre de Craon à l'entrée de la rue de la Culture Sainte-Catherine. Grièvement blessé, il survivra.
- 1394 :
  - Crue de la Seine[12]
- 1395 :
  - Autorisé depuis 1322, le travail de nuit est à nouveau strictement interdit à Paris.
  - Concile de Paris (1395)[8] convoqué par Jean de Gerson pour tenter de mettre un terme au Grand Schisme d'Occident.
- 1397 :
  - 22 janvier 1397 : Ordonnance du prévôt de Paris qui rappelle l’interdiction de la pratique du jeu de paume notamment. Les joueurs ne tiennent évidemment aucun compte de cet interdit…
  - 22 juin 1397 : Le prévôt de Paris interdit la pratique du jeu de paume tous les jours, sauf le dimanche « parce que plusieurs gens de métier et autres du petit peuple quittaient leur ouvrage et leur famille pendant les jours ouvrables, ce qui était fort préjudiciable pour le bon ordre public ». Encore une fois, les joueurs ne tiennent aucun compte de cet interdit et des parties ont lieu tous les jours, au grand désespoir des autorités municipales.
- 1398 :
  - 22 mai : Concile de Paris (1398)[8]. Les évêques du royaume se prononce pour la soustraction d'obédience.
- 1399 : crue de la Seine[4]
- 1399 à 1401 : épidémie de peste.
- 1400 : 
  - Juin : l'empereur byzantin Manuel II Paléologue, en tournée diplomatique, est accueilli par le roi Charles VI et logé au Louvre. Il quitte la France pour l'Angleterre en décembre.

### XVesiècle

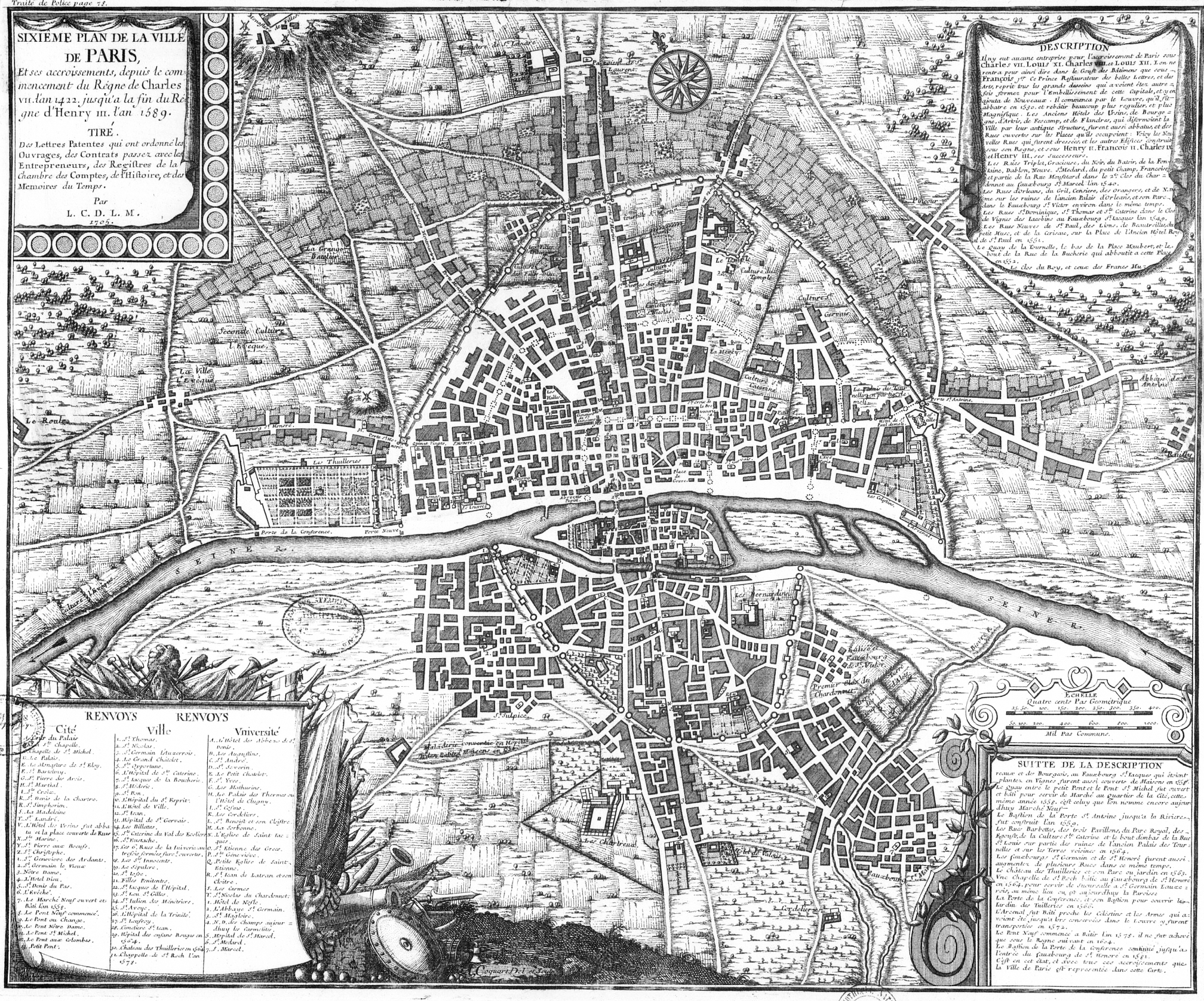
Plan de Paris (1422)

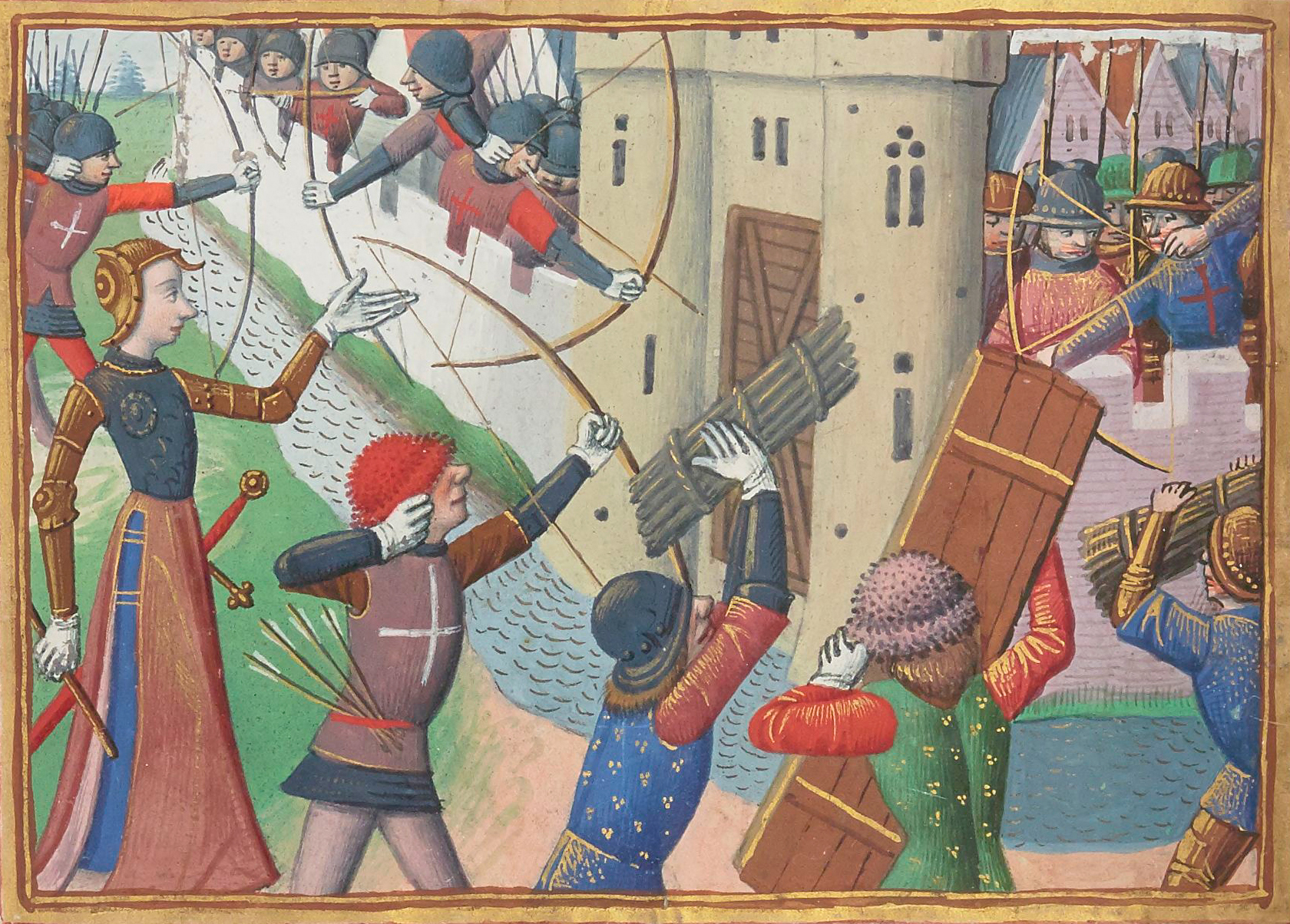
Jeanne d'Arc à la porte Saint-Honoré lors du siège de Paris de 1429

- 1401 : de retour de Londres, Manuel II Paléologue séjourne à Paris plus d'un an. Ses efforts pour obtenir le soutien des monarques européens contre les Ottomans qui menacent Constantinople étant restés vains, il quitte la ville le 23 novembre 1402.
- 1404 :
  - Concile de Paris (1404)[8] :
- 1405 :
  - Jean sans Peur entre dans Paris et fait rendre aux bourgeois leurs armes et leurs chaînes[11].
  - Concile de Paris (1405)[8] :
- 1406 :
  - Les inondations emportent le pont de Planches-Mibray
- 1407 :
  - 23 novembre 1407, Sortant de l'hôtel Barbette, le duc d'Orléans est assassiné devant l'actuel hôtel Amelot de Bisseuil. Cet évènement marque le début de la guerre civile entre Armagnacs et Bourguignons.
- 1407-1408.
  - Hiver rigoureux et long du 10 novembre au 10 avril, l’un des plus froids du Moyen Âge. 66 jours de gelées à Paris. La Seine gèle. Le pont bâti du Petit-Châtelet, le pont Saint-Michel construits en bois ainsi que les maisons du Grand-Pont, sont emportés par les glaces charriées par une crue de la Seine en janvier 1407. Disette.
- 1408 :
  - Concile de Paris (1408)[8] :
- 1411 :
  - 30 juin : Orage épouvantable[29]
- 1413 :
  - Révolte des Cabochiens[30].
- 1414 :
  - Crue de la Seine[4]
- 1417 à 1439.
  - Étés généralement plus chauds. Vendanges précoces dès la fin août.
- 1418 :
  - Perrinet-Leclerc introduit les Bourguignons dans Paris, par la porte de Buci, qui avaient fait alliance avec les Anglais. 18 000 personnes sont égorgées dans les jours suivants[11].
- 1419-1420.
  - Hiver rigoureux et long. Abondante chute de neige. Les loups à Paris.
- 1420 :
  - Siège de Paris par Henri V d'Angleterre, qui entre dans Paris, le 1er décembre, ruiné, dévasté et désolé par la disette. La capitale restera 16 ans aux mains des Anglais ou de leurs alliés[11].
- 1421
  - Hiver rigoureux et long amenant une famine atroce. On ne rencontre dans les rues que des gens expirant de froid et de faim.
- 1422 :
  - 21 octobre, Charles VI meurt à l'hôtel Saint-Paul.
- 1426 :
  - Inondation qui fera chuter le pont Notre-Dame deux ans plus tard[12]
- 1427 :
  - Siège de Paris par Charles VII de France
- 1428 :
  - Épidémie de peste. La population chute à 100 000 habitants.
- 1429 :
  - Siège de Paris par Jeanne d'Arc
  - Concile de Paris (1429)[8]
- 1431:
  - Le 16 décembre, Henri VI d'Angleterre est sacré et couronné roi de France à la cathédrale Notre-Dame
- 1435 :
  - Siège de Paris mené victorieusement par Ambroise de Loré, maréchal de Charles VII
- 1437-1438 :
  - Épidémie de peste qui emporte plus de 50 000 personnes en 6 mois, suivie d'une terrible famine[31].
- 1457 :
  - Le prévôt des marchands fait réparer l'aqueduc de Belleville
- 1461 :
  - 31 août, entrée du roi Louis XI de France dans la ville qui y séjourna longtemps après la bataille de Monthléry
- 1462 :
  - Siège de Paris par Philippe III de Bourgogne
- 1465 :
  - Siège de Paris lors de la guerre du Bien public
- 1466 :
  - Épidémie de peste
- 1467 :
  - Les chaleurs de l'été causèrent une maladie contagieuse qui tua tant de monde que Louis XI rendit une ordonnance portant que le droit de bourgeoisie serait accordé à quiconque viendrait s'établir dans Paris[11].
- 1475 :
  - 19 décembre : Le connétable de Saint-Pol est décapité en place de Grève
- 1477 :
  - 4 août : Le duc de Nemours est mis à mort.
- 1480 : 
  - Grand froid, le vin gèle dans les celliers. Pierre Grognet indique : « Mil quatre cent avecques quatre-vingtz, Lors ès celliers gellerent moult de vins »[32].
- 1481 : 
  - Famine. Pierre Grognet indique : « Mil quatre cent quatre-vingtz et puis ung, Gros et menus moururent en commun »[32].
- À partir de 1485 : reconstruction de l'hôtel de Cluny.
- 1493 :
  - Crue de la Seine. En mémoire de ce débordement, on érige au coin de la Vallée de Misère un pilier portant une image de la Vierge, sur lequel est gravée l'inscription : « Mil quatre cens quatre-vingt-treize, le septième jour de janvier, Seyne fut ici à son aise, battant le siège du pilier »[33].
  - Jean Langlois, prêtre, devenu calviniste, considéré comme hérétique est brûlé vif à la voirie.
- 1498 :
  - Le pont Notre-Dame s'écroule avec toutes les maisons qu'il supporte, plusieurs personnes périssent noyés. Le prévôt des marchands et les échevins sont condamnés à une amende considérable pour avoir négligé l'entretien de ce pont.
  - De 1498 à 1519 : construction de l'hôtel des archevêques de Sens.
- 1499 :
  - Crue de la Seine qui fait s’effondrer le pont Notre-Dame. Le poète Pierre Grognet indique « Mil quatre cens quatre-vingtz dix et neuf, tomba le pont Notre-Dame de neuf. Ce cas advint en octobre treizième jour du matin viron l'heure neuvième »[32].

## XVIesiècle
- 1500-1507 :
  - Reconstruction du pont Notre-Dame en pierre de taille.
- 1503 :
  - Edmond de La Fosse, un écolier hérétique, est brûlé vif  marché aux Pourceaux
- 1505 :
  - Grand froid, le vin gèle dans les caves. Le poète Pierre Grognet indique « j'ai vu l'an mil cinq cent et cinq, es caves moult geler de vin »[32]
  - Crue de la Seine[12]
- 1515-1547 :
  - Jusqu'au règne de François Ier, les matières fécales sont transportées chaque jour aux décharges publiques, placées hors des portes de la ville[25].
- 1521 :
  - 15 avril 1521. Condamnation par la Sorbonne des théories de Luther.
- 1522 :
  - Une épidémie de peste ravage la population.
- 1528
  - Concile de Paris (1528)
- 1530 :
  - Création par François Ier du Collège de France sous le nom de « Collège royal ».
- 1531 :
  - Crue de la Seine[12]
- 1531-1532 :
  - À partir de décembre 1531; nouvelle épidémie de peste. La ville est obligée d'acheter 6 arpents de terre dans la plaine de Grenelle pour ensevelir les morts[11].
- 1534 :
  - 17-18 octobre 1534. Affaire des Placards. Les calvinistes placardent des textes de Calvin.
- 1536 :
  - Siège de Paris par Charles Quint
- 1538 :
  - 29 juillet 1538. Explosion de la tour de La Forge, réserve de poudre touchée par la foudre.
- 1540 :
  - L'empereur Charles-Quint passe à Paris et est logé au Louvre.
- 1544 :
  - La peste éclate à nouveau, tous les spectacles publics sont interdits.
  - Les environs de Paris sont infestés de brigands. François Ier fait marcher contre eux de véritables armées
- 1544-1545 :
  - Le faubourg Saint-Germain est pavé.
- 1547 :
  - Crue de la Seine, le pont Saint-Michel est emporté par les glaces[12],[4].
  - 22 avril 1547. Arrivée à Paris via la Seine du premier train de bois de chauffage.
- 1548 :
  - 30 août 1548. Inauguration du premier théâtre permanent à l'hôtel de Bourgogne.
- 1549 :
  - Edification de la Fontaine des Innocents.
  - Juillet : Jacques Ier de Coucy est décapité en place de Grève.
- 1553 :
  - Introduction à Paris des sorbets glacés par des glaciers italiens.
- 1557 :
  - 4-5 septembre 1557. Émeute des catholiques parisiens contre la Réforme.
- 1559 :
  - 10 juillet 1559 : Henri II est grièvement blessé dans un accident de tournoi, rue Saint-Antoine, à Paris. Il meurt dix jours plus tard.
  - 25 mai 1559 : Premier synode calviniste, rue des Marais.
  - 23 décembre 1559 : Anne du Bourg est pendu puis brûlé en place de Grève.
- 1564 :
  - Crue de la Seine[12]
- 1569 :
  - 30 juin 1569 : Les huguenots Philippe de Gastine, Richard de Gastine, son fils, et Nicolas Croquet, son gendre sont pendus et étranglés.
- 1570 :
  - Crue de la Seine[12]
- 1571 :
  - Crue de la Seine[12]
- 1572 :
  - 18 août 1572 : Mariage de Henri de Navarre, futur Henri IV et Marguerite de Valois, à Notre-Dame de Paris.
    - 23 au 24 août 1572 : Massacre de la Saint-Barthélemy ; 2 000 morts.
- 1573 :
  - Crue de la Seine[12]
- 1574 :
- 30 avril 1574 : Joseph Boniface de la Môle et Annibal de Coconas sont décapités en place de Grève.
- 26 juin 1574 : Gabriel Ier de Montgomery est décapité en place de Grève.
- 1578-1607 : construction du Pont Neuf, premier pont de Paris sans habitations.
- 1582 :
  - Crue de la Seine[12]
  - 25 octobre 1582 : Nicolas de Salcède est écartelé en place de Grève.
- 1585 :
  - La communauté des escrimeurs de Paris adopte le terme de maître d'armes.
- 1587 :
  - Création d'une chaire d'arabe au Collège de France.
- 1588 :
  - « Journée des barricades », début de la Ligue à Paris
- 1589 :
  - Juillet-août : premier siège de Paris par Henri III et Henri de Navarre durant la huitième guerre de Religion.
  - Octobre : deuxième siège de Paris par Henri IV.
- 1590 :
  - mars-septembre : troisième siège de Paris par Henri IV ; 100 000 morts.
- 1591 :
  - 3 janvier 1591 : « Journée des farines », tentative infructueuse d'Henri IV
- 1594 :Départ des troupes espagnoles de Paris.
  - 22 mars 1594 : entrée dans Paris d'Henri IV

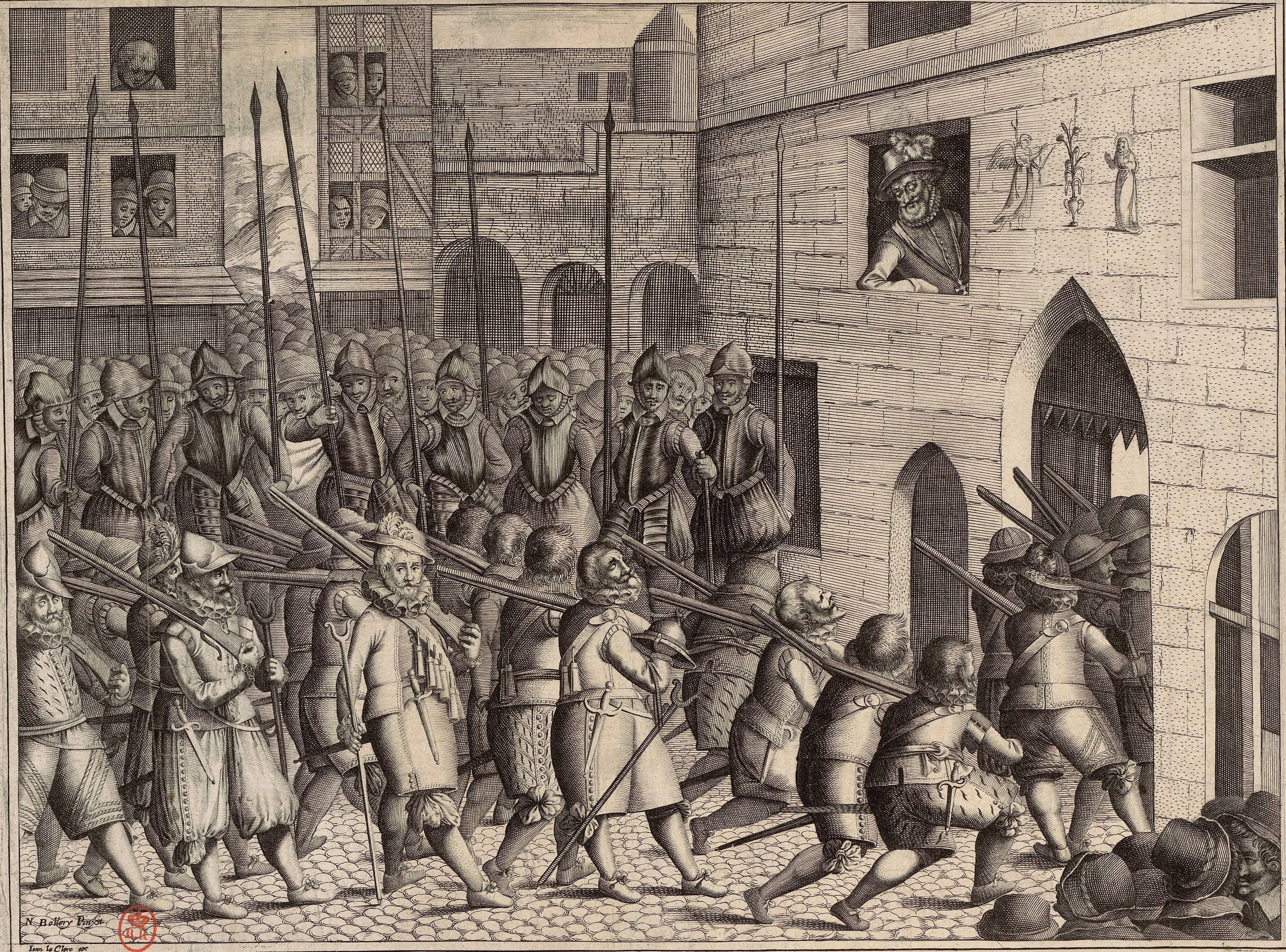
Départ des troupes espagnoles de Paris.

  - Interdiction de sortir hors de la capitale des balles neuves ou usagées de jeu de paume confectionnées à Paris ; départ des troupes espagnoles de Paris.
  - 29 décembre 1594 : Jean Châtel est écartelé en place de Grève.
- 1595 :
  - Crue de la Seine[12]

## XVIIesiècle

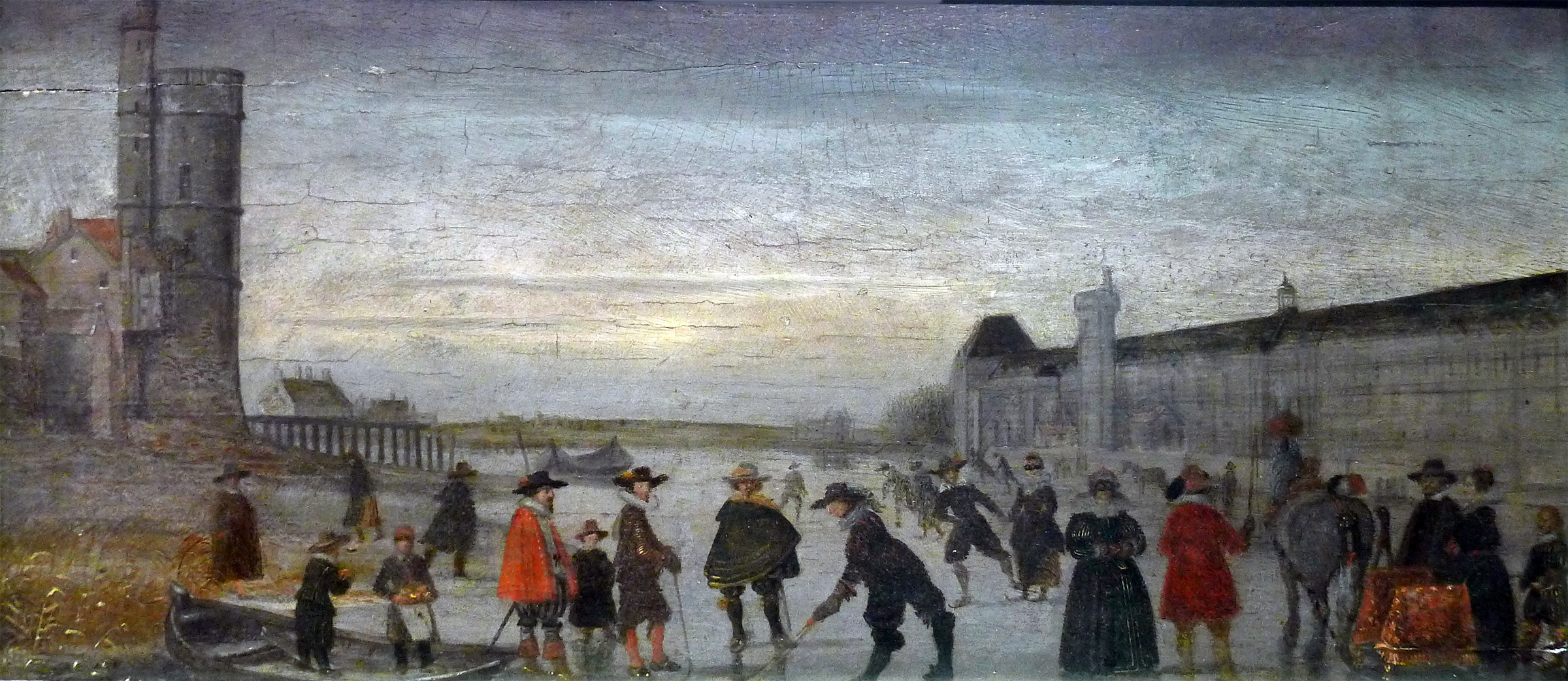
En janvier 1608 la Seine gèle (tableau Patineurs sur la Seine en 1608, École française, musée Carnavalet)

- 1600 : Paris compte 300 000 habitants.
- :
  - 27 septembre : Guy Éder de La Fontenelle est roué vif en place de Grève.
- 1603 :
  - 2 décembre : Julien et Marguerite de Ravalet sont décapités en place de Grève.
- 1607-1608 :
  - Hiver glacial. La Seine gèle en janvier 1608.
- 1607-1612: construction de l'hôpital Saint-Louis et de la place Royale, actuelle place des Vosges.
- 1610 :
  - 14 mai : assassinat d'Henri IV, rue de la Ferronnerie.
  - 27 mai : François Ravaillac est écartelé en place de Grève.
- 1615-1616 :
  - Hiver glacial. La Seine gèle du 1er au 30 janvier. Lors de la débâcle, le pont Saint-Michel est emporté et la ville est inondée  et l'ébranlement du pont au Change est tel que la plupart de ses maisons s’écroulent[12]. Aux environs de Paris, l’épaisseur de la couche de neige dépasse la taille d’un homme.
- 1617
  - 24 avril : assassinat de Concino Concini au Louvre.
  - 8 juillet : Léonora Galigaï, veuve de Concino Concini est décapitée puis brûlée en place de Grève.
- 1621
  - 10 décembre : Jean Fontanier est brûlé avec ses écrits en place de Grève.
- 1622
  - Paris devient un archevêché.
- 1626 :
  - Commencement de nouvelles fortifications qui suivait à peu-près la ligne des boulevards actuels et qui étaient formés de bastions, de courtines plantées d'arbres et de fossés.
- 1627 : 
  - 27 juin : François de Montmorency-Bouteville et François de Rosmadec, comte de Chapelles[34] sont décapités en place de Grève.
- 1628 :
  - Construction du Palais Royal par Richelieu.
  - Publication de la première étude de l'argot parisien de Chéreau.
- 1630 : achèvement de l'Hôtel de Sully dans le Marais.
- 1631 :
  - 30 mai : Premier numéro du périodique parisien La Gazette de France.
- 1632 :
  - 10 mai : Louis de Marillac est décapité en place de Grève.
- 1633 : achèvement de l'église Saint-Eustache.
- 1634 :
  - 13 mars : Première séance de l'Académie française.
- 1636 :
  - Introduction du thé comme boisson d'agrément à Paris.
  - Disette et peste
- 1637 : 
  - 7 janvier : Le Cid de Pierre Corneille est représenté pour la première fois au Théâtre du Marais.
- 1638 :
  - Disette et peste, de nouveau.
- 1642 : Construction de l'Hôtel Lambert par Le Vau.
- 1643 :
  - Ouverture et fermeture du premier point de vente de café à Paris. Il faut attendre encore vingt ans pour voir le café s'imposer à Paris.
- 1648 :
  - 27 août : Journée des barricades; Plus de 1 200 barricades à Paris pour protester contre « les abus de l'État ». Les émeutiers obtiennent la libération de plusieurs centaines de prisonniers.
- 1649 :
  - Crue de la Seine[12]
  - Siège de Paris durant la Fronde, mené par le Grand Condé contre son frère Armand de Bourbon-Conti
- 1650 :
  - Vers 1650, sous le règne de Louis XIV, Paris a environ 500 000 habitants et compte 500 grandes rues, 9 faubourgs, 100 places, 9 ponts, 25 000 maisons dont 4 000 à porte cochère[11].
- 1651 :
  - Crue de la Seine[12]
  - 15 mai : première course de chevaux moderne organisée à Paris. Deux cavaliers s’affrontent sur un parcours dans le Bois de Boulogne. L’arrivée est jugée au château de Madrid en présence du jeune Louis XIV.
- 1652 :
  - 2 juillet : Bataille du faubourg Saint-Antoine entre l'armée royale commandée par Turenne et les troupes de la Fronde commandée par Condé.
- 1653 : construction de l'hôtel de Guénégaud dans le Marais par François Mansart.
- 1658 :
  - 27 février : La plus grande crue de la Seine avec 8,96 m à l'échelle d'Austerlitz. Le pont Marie est en partie détruit avec vingt-deux de ses maisons[12].
- 1617-1676 :
  - construction de la nouvelle enceinte Louis XIII

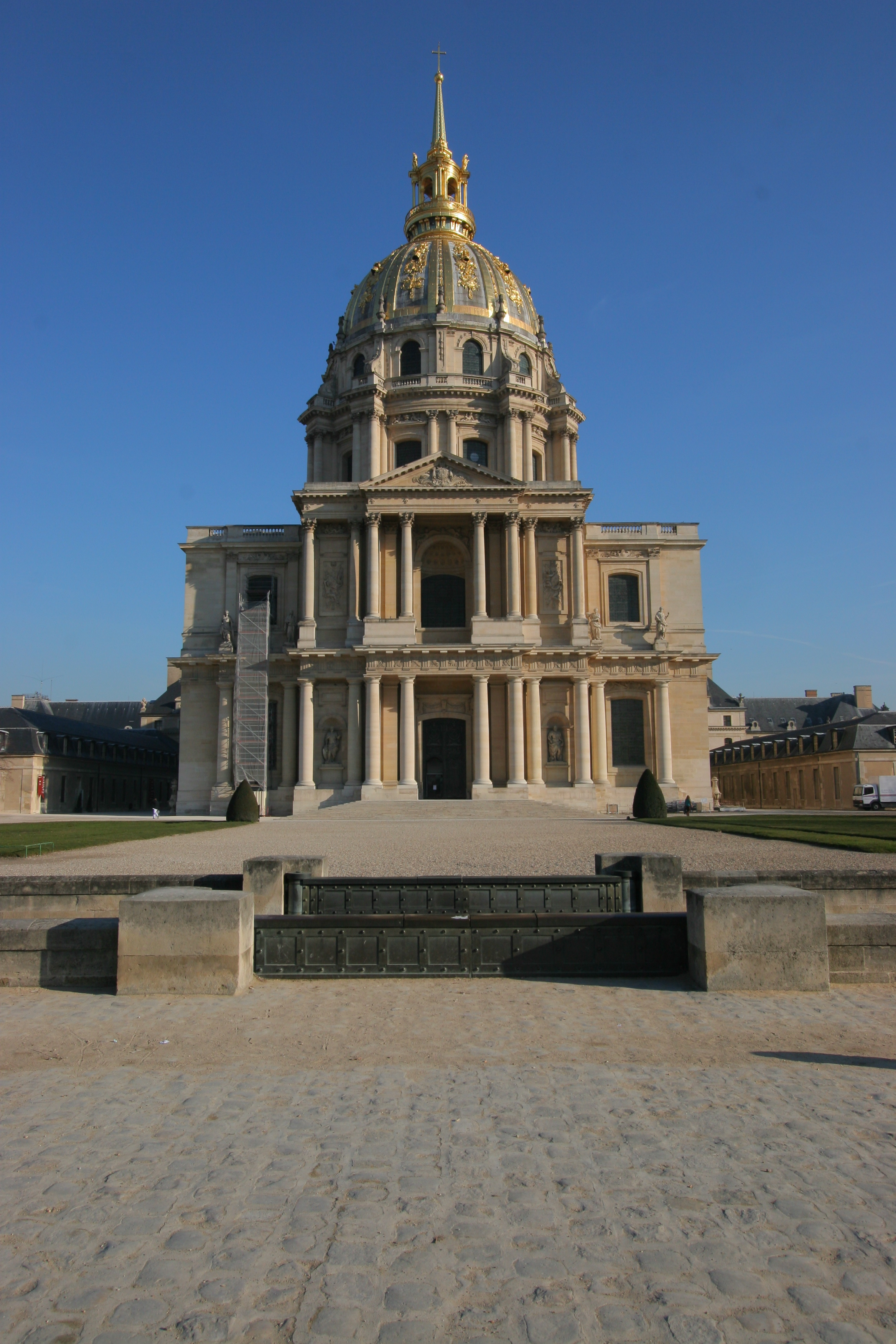
Hôtel des Invalides

- 1660 : achèvement de l'hôtel Amelot de Bisseuil dans le Marais.
- 1661 :
  - Un arrêt du Parlement de Paris augmente la durée de l'illumination des rues de Paris du 20 octobre au 31 mars.
  - 29 décembre : Jacques Chausson et son complice Jacques Paulmier, dit « Fabri » sont brûlés vifs en place de Grève.
- 1662 :
  - 18 mars : ouverture de la première ligne des carrosses à cinq sols, première expérience de transports en commun urbains de l'histoire, initiée par Blaise Pascal.
  - 5 et 6 juin : Grand Carrousel dans la cour des Tuileries pour célébrer la naissance du Dauphin.
  - 1er septembre : Claude Le Petit est étranglé puis brûlé en place de Grève.
- 1663 :
  - Crue de la Seine.
- 1665 :
  - Crue de la Seine[12] .
- 1667 :
  - En mars, Nicolas de La Reynie, devient lieutenant de police et à charge de rendre Paris plus sûre. Il fait établir 6 500 lanternes dans Paris. Les 22 juridictions seigneuriales et ecclésiastiques sont réunies au tribunal du Châtelet
  - Achèvement des bâtiments de l'abbaye du Val-de-Grâce.
- 1670 : 
  - 5 août : François Sarrazin a son poing coupé puis est brûlé vif en place de Grève.
- 1671 :
  - Crue de la Seine[12]
- 1672 :
  - Achèvement de l'Observatoire de Paris.
  - Inauguration de la Porte Saint Denis.
- 1674 :
  - Inauguration de la Porte Saint Martin.
  - Février : Édit royal supprimant les seize justices particulières féodales de Paris réunies au présidial de la prévôté au Châtelet[35].
  - Octobre : Premiers pensionnaires hébergés à l'hôtel des Invalides.
- 1676 :
  - 17 juillet : Marie Madeleine Dreux d'Aubray, marquise de Brinvilliers est décapitée en place de Grève.
- 1677 :
  - Crue de la Seine[12]
- 1680 :
  - 22 février : Catherine Deshayes, dite la Voisin est brûlée vive en place de Grève.
- 1681 :
- 25 juin : Anne de Caradas, veuve de François du Saussay, procureur du roi aux eaux et forêts de Rouen est décapitée en place de Grève, puis sa tête jetée dans le brasier.
- 1684 :
  - Janvier : froid très vif à Paris[36].
  - Crue de la Seine[12]
- 1685 : Construction de la Place des Victoires.
- 1688 : Ouverture du Collège des Quatre-Nations quai de Conti (actuel Institut de France) et de sa bibliothèque Mazarine.
- 1689 :
  - Ouverture du café Procope, plus vieux café de Paris.
- 1690 :
  - Crue de la Seine[12]
- 1693-1694 :
  - Grande famine
- 1699-1700 :
  - Nouvelle disette[37]

## XVIIIesiècle
- 1702 :
  - Paris compte 20 quartiers, 14 faubourgs et 2 villages.
- 1708-1709.
  - Hiver glacial. -−23,1 °C le 13 janvier à Paris. L’hiver le plus froid « depuis longtemps ». Pendant 10 jours consécutifs, la température est inférieure à -−10 °C à Paris. Record jamais battu. Record de -−26 °C à Paris. Vague de grand froid du 6 au 23 janvier et très froid du 13 au 20 janvier. La Seine gèle.
  - Grande famine avec environ 1,4 million de morts en France. Paris est approvisionné pour la première fois le 5 avril. Dégel en avril.
- 1711 :
  - Crue de la Seine[12]
- 1717
  - 7 mai au 20 juin : visite du tsar Pierre Ier de Russie qui loge à l'hôtel de Lesdiguières et rencontre le Régent ainsi que le jeune Louis XV.
- 1719 :
  - Crue de la Seine
- 1720 :
  - 26 mars 1720 : Antoine-Joseph comte de Horn[38],[39]  est roué vif en place de Grève.
  - Vers 1720, sous le règne de Louis XV, les noms des rues sont indiqués sur des écriteaux et on commence à numéroter les maisons. On substitue à l'éclairage par des chandelles l'éclairage par des réverbères à huile. Le guet qui compte 180 archers et 850 fantassins est réformé[11].
- 1721 :
  - 28 novembre 1721 : Louis Dominique Cartouche est roué vif en place de Grève.
- 1722 :
  - Paris s'accroit de près de 4 000 arpents. Le bourg du Roule est érigé en faubourg, le quartier Gaillon commence à être construit[11].
- 1726 :
  - Crue de la Seine[12]
  - 24 mai 1726 : Étienne-Benjamin Deschauffours est étranglé puis brûlé en place de Grève.
- 1731 :
  - Fondation de l'Académie de Chirurgie.
- 1733 :
  - Crue de la Seine
- 1739-1740.
  - Hiver glacial. 75 jours de gelées à Paris, dont 22 consécutifs. La Seine gèle sur 40 cm de profondeur. Froid d’octobre à mars.
- 1740 :
  - 26 décembre : La troisième crue plus grande de la Seine, avec 8,05 m[40],[41].
- 1741 : 
  - Edmond Jean François Barbier indique pour le mois de janvier : « D’un côté, la plaine de Grenelle et tout le canton des Invalides, le grand chemin de Chaillot, le Cours et les Champs-Elysées, tout est couvert d'eau. Elle vient même par la porte Saint-Honoré jusqu'à la place Vendôme. Le quai du Louvre, le quai des Orfèvres, le quai de la Ferraille, le quai des Augustins, la rue Fromenteau jusqu’à la place du Palais-Royal, tout est en eau. Le côté de Bercy, de la Râpée, de l'Hôpital Général, de la porte et quai Saint-Bernard, c'est une pleine mer. La place Maubert, la rue de Bièvre, la rue Perdue, la rue Galande, la rue des Rats et la rue du Fouarre, c’est pleine rivière. Toutes les boutiques sont fermées ; de tous les côtés on est réfugié au premier étage, et c’est un concours de bateaux, comme en été, au passage des Quatre-Nations (l'Institut). La place de Grève est remplie d’eau, la rivière y tombe par-dessus le parapet… Dans les rues de Paris où il y a des égouts, l'eau de la rivière y gonfle, se répand dans la rue et il faut y passer dans des bateaux ou sur des planches. La rue de Seine, faubourg Saint-Germain, est remplie d’eau qui entre des deux côtés dans les maisons… On ne passe que sur le Pont-Royal et sur le Pont-Neuf… On a vu dans la place Maubert porter le Bon Dieu dans un bateau… Il y eut quelques maisons détruites et renversée par les eaux, entre autres une, rue Saint-Dominique vis-à-vis le couvent de Belle-Chasse, appartenant à M. le duc de Saint-Simon ; il y en avait une partie vieille et l’autre rebâtie à neuf. La partie vieille a résisté… Il y a des ordres pour visiter les fondemens quand la rivière sera retirée et le dommage sera considérable… »[12]
- 1748
  - La place Louis XV, l'avenue de Neuilly et le Champ-de-Mars sont ouverts[11].
- 1750
  - 6 juillet 1750 : Jean Diot et Bruno Lenoir sont étranglés puis brûlés en place de Grève.
- 1751 :
  - Crue de la Seine[12]
  - Début de la construction de l'École Militaire.
- 1752 : 
  - Ouverture de la Salle de Marine au Louvre, base du futur Musée de la Marine.
  - Début de la construction de la nouvelle église Sainte-Geneviève dite le Panthéon
- 1757 : 
  - 28 mars : Robert-François Damiens est écartelé en place de Grève pour avoir poignardé le roi Louis XV le 5 janvier à Versailles.
  - Le 13 juin la Seine s'élève au pont de la Tournelle à la cote de 3,95 mètres[42]
- 1764 :
  - Crue de la Seine[12]

- 1766 :

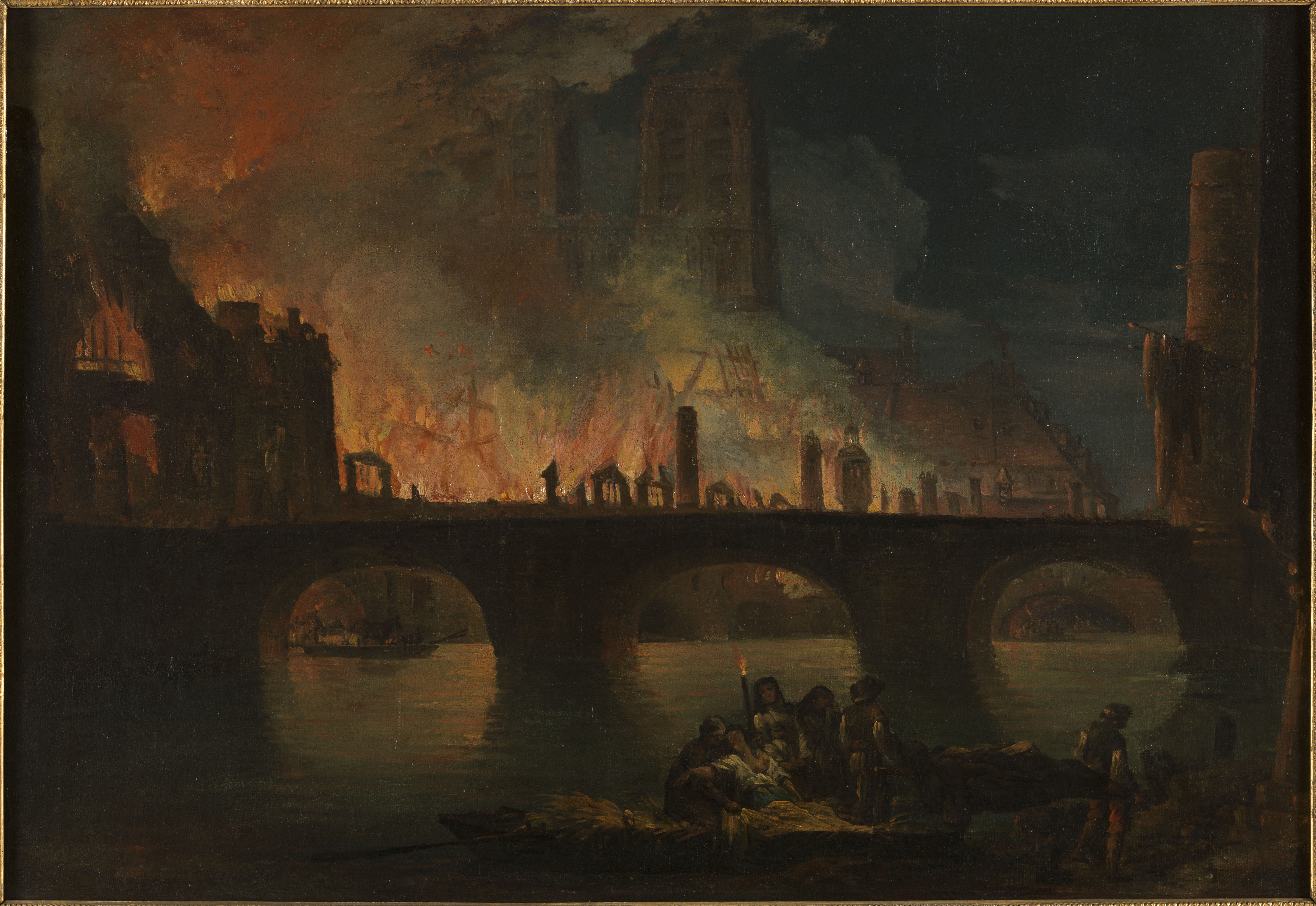
Incendie de l'Hôtel-Dieu (Genillion, musée Carnavalet).

  - 9 mai : Thomas Arthur de Lally-Tollendal est décapité en place de Grève.
  - les lanternes sont remplacées par des réverbères à huile
- 1770 :
  - 30 mai : « Grand étouffement de la place Louis-XV ». Des centaines de personnes meurent écrasées dans un mouvement de foule au cours de festivités données pour le mariage du dauphin Louis avec Marie-Antoinette d'Autriche.
- 1771 : 
  - Début de la construction de l'hôtel de la Monnaie, quai de Conti
- 1772 :
  - Incendie de l'Hôtel-Dieu.
- 1775 :
  - Ouverture de l'Hôtel de la Monnaie.
- 1775-1776.
  - Hiver glacial dans le nord de la France. Normal au Centre et dans le Sud du pays. Grand froid à partir du 8 janvier 1775 jusqu’au début février. Température record : -−17,2 °C à Paris le 29 janvier. La Seine est gelée du 25 janvier au 6 février.
- 1776 :
  - Une partie du palais de Justice est consumée par les flammes
- 1777 :
  - Construction de la Folie d'Artois ou Château de Bagatelle dans le Bois de Boulogne.
- 1780 :
  - Construction des Galeries du Palais-Royal.
- 1782 : 
  - 9 avril : inauguration du Théâtre de l'Odéon.
- 1783 :
  - 21 novembre : Premier vol d’un homme en ballon. Le Français Pilâtre de Rosier réalise cette première sur un ballon conçu et réalisé par les frères Montgolfier. Ce premier vol au-dessus de Paris dure 28 minutes et le ballon atteint les 1 000 m d’altitude.
- 1783-1784.
  - Glacial, à la suite de l'éruption des Lakagígar, en Islande. Froid dans le Nord de novembre à avril. Neige abondante entre le 26 décembre et le 17 février. 69 jours de gels consécutifs à Paris. Température record : -−19,1 °C à Paris. Grand froid du 7 janvier au 4 février. La Seine gèle pendant deux mois.
- 1784 :
  - Début de la construction du mur des Fermiers généraux.
  - Ouverture du Café de Chartres dans les Galeries du Palais-Royal.
  - Crue de la Seine[12] Du 24 au 28 février, la Seine s'élève au pont de la Tournelle à la cote de 6,15 mètres[42].

- 1788-1789 :

14 juillet 1789 : Prise de la Bastille

10 août 1792 : prise du palais des Tuileries

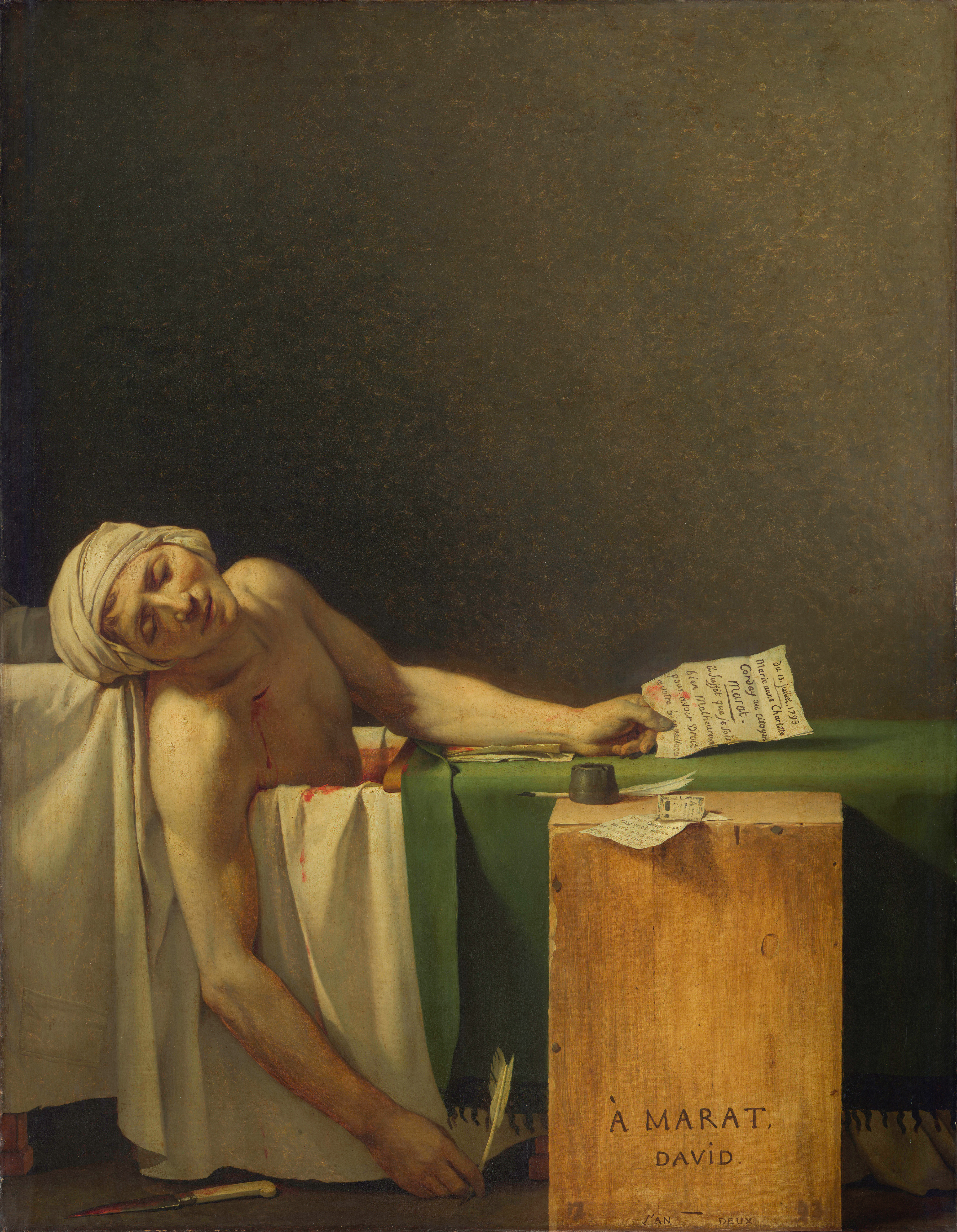
13 juillet 1793 : La Mort de Marat par Jacques-Louis David (1793)

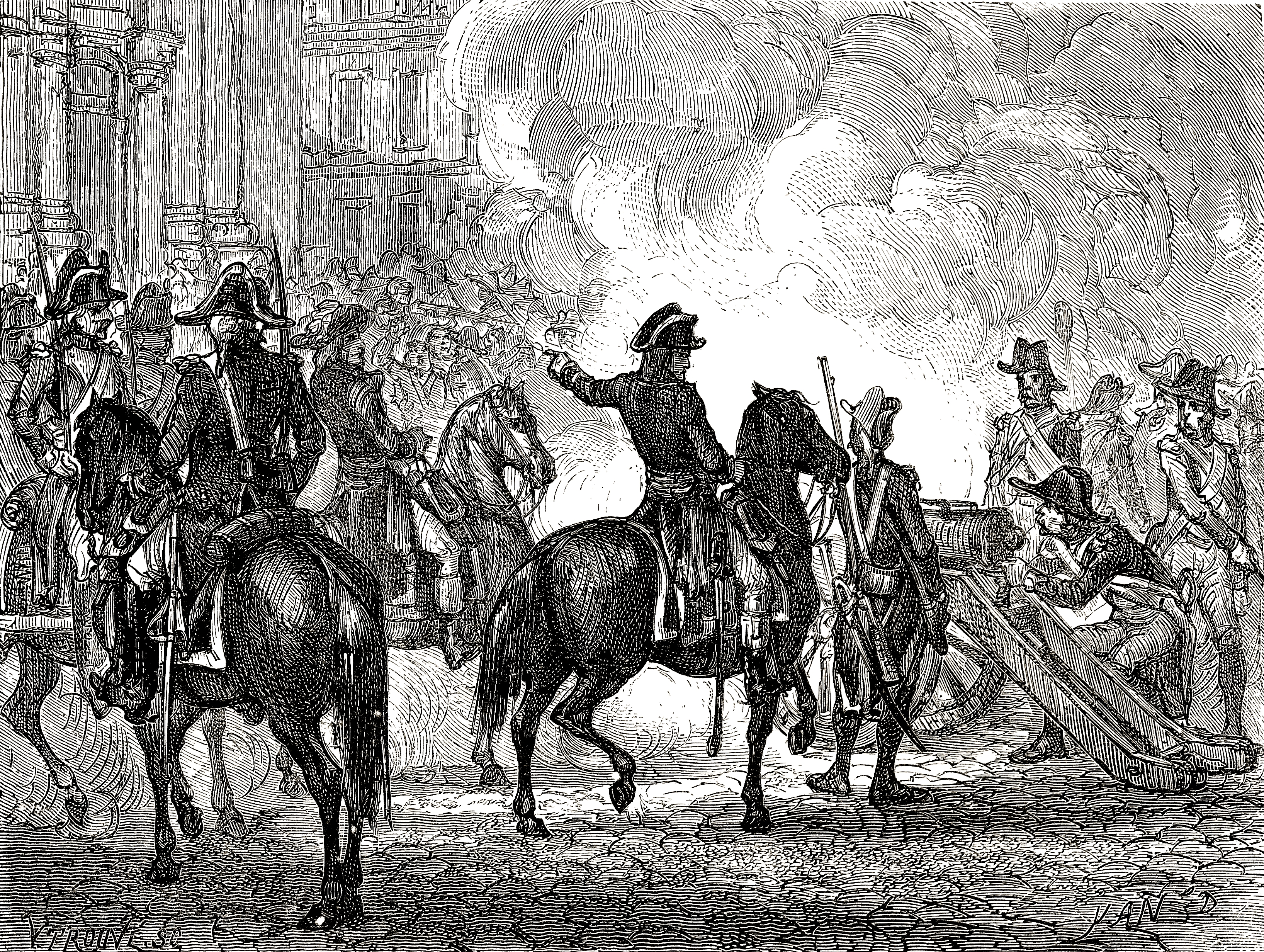
5 octobre 1795 : Bonaparte fait tirer à mitraille sur les sectionnaires, Histoire de la Révolution d'Adolphe Thiers, 1866, illustration de Yan' Dargent

  - Hiver glacial. 56 jours de gelées consécutives à Paris. La Seine gèle du 20 novembre au 20 janvier. Température record : -21,8 °C à Paris le 31 décembre 1788.
- 1789 :
  - Avril : Les ouvriers du faubourg Saint-Antoine se soulèvent contre le fabricant de papiers peints Réveillon et saccagent et incendient sa maison. L'émeute sera réprimée dans un bain de sang : environ 600 morts et blessés qui sont laissés sur place[11].
  - 14 juillet : Prise de la Bastille. Le même jour le prévôt des marchands, Jacques de Flesselles, accusé de trahison est massacré sur les marches de l'Hôtel de ville.
  - 5 octobre : La population parisienne marche sur Versailles et force Louis XVI à revenir à Paris en criant : « Nous ramenons le boulanger, la boulangère et le petit mitron »[11].
  - 6 octobre : Installation de Louis XVI au palais des Tuileries
- 1790 :
  - Janvier : Création de 3 districts dans le département de Paris : Paris, Franciade et Bourg-de-l'Égalité.
  - 19 février 1790 : Thomas de Mahy de Favras est pendu en place de Grève.
  - Fin de la construction du mur des Fermiers généraux appelé par les Parisiens « Le mur, murant Paris, rend Paris, murmurant ».
  - 14 juillet : Fête de la Fédération célébrée au Champ-de-Mars.
- 1791 :
  - La population est de 640 000 habitants.
  - Premières levées de Volontaires nationaux dans les districts de Paris, de Franciade et de Bourg-de-l'Égalité pendant la Révolution.
- 1792 :
  - 25 avril 1792 : Nicolas Jacques Pelletier, premier guillotiné en place de Grève.
  - 10 août : Le palais des Tuileries est pris par les émeutiers. Début de la première Terreur.
  - Septembre : Paris envoie aux frontières 31 bataillons de volontaires formant un effectif de 18 000 hommes[11],[43],[44].
  - 20 septembre : Fin de la première Terreur.
- 1793 :
  - 21 janvier : Louis XVI de France est guillotiné sur la place de la Révolution
  - 31 mai et 2 juin : Sous la pression des Parisiens, chute des Girondins. Début de la seconde Terreur.
  - 10 juin : décret créant le Museum National d'Histoire Naturelle.
  - 13 juillet : Jean-Paul Marat est assassiné dans sa baignoire par Charlotte Corday.
  - 8 novembre : ouverture du Museum central des Arts de la République au Louvre.
- 1794 :
  - 5 avril : Georges Jacques Danton, Camille Desmoulins et Fabre d'Églantine sont guillotinés place de la Révolution.
  - 8 mai : Antoine Lavoisier est guillotiné place de la Révolution.
  - 25 juillet : André Chénier est guillotiné place du Trône-Renversé
  - 28 juillet : Maximilien de Robespierre est guillotiné place de la Révolution. Fin de la seconde Terreur.
  - Création du Musée de Minéralogie.
- 1795 :
  - Crue de la Seine[12]. Du 30 au 31 janvier, la Seine s'élève au pont de la Tournelle à la cote de 5,56 mètres[42].
  - 7 mai : l'accusateur public du Tribunal révolutionnaire, Fouquier-Tinville est guillotiné en place de Grève
  - 5 octobre : Coup de force des royalistes pour rétablir la monarchie. L'insurrection est réprimée par Napoléon Bonaparte qui commande aux canonniers de tirer. Il laisse la mitraille tirer pendant trois-quarts d'heure. Il y a environ 300 morts parmi les insurgés sur les marches de l'église Saint-Roch.
  - 11 octobre : Découpage en 12 arrondissements.
- 1797 :
  - 28 avril : ouverture au public de la Bibliothèque de l'Arsenal.
  - Concile de Paris (1797)
- 1799 :
  - Crue de la Seine.
- 1800 :
  - 24 décembre : attentat manqué contre Bonaparte par des royalistes (22 morts).

## XIXesiècle
- 1801 :

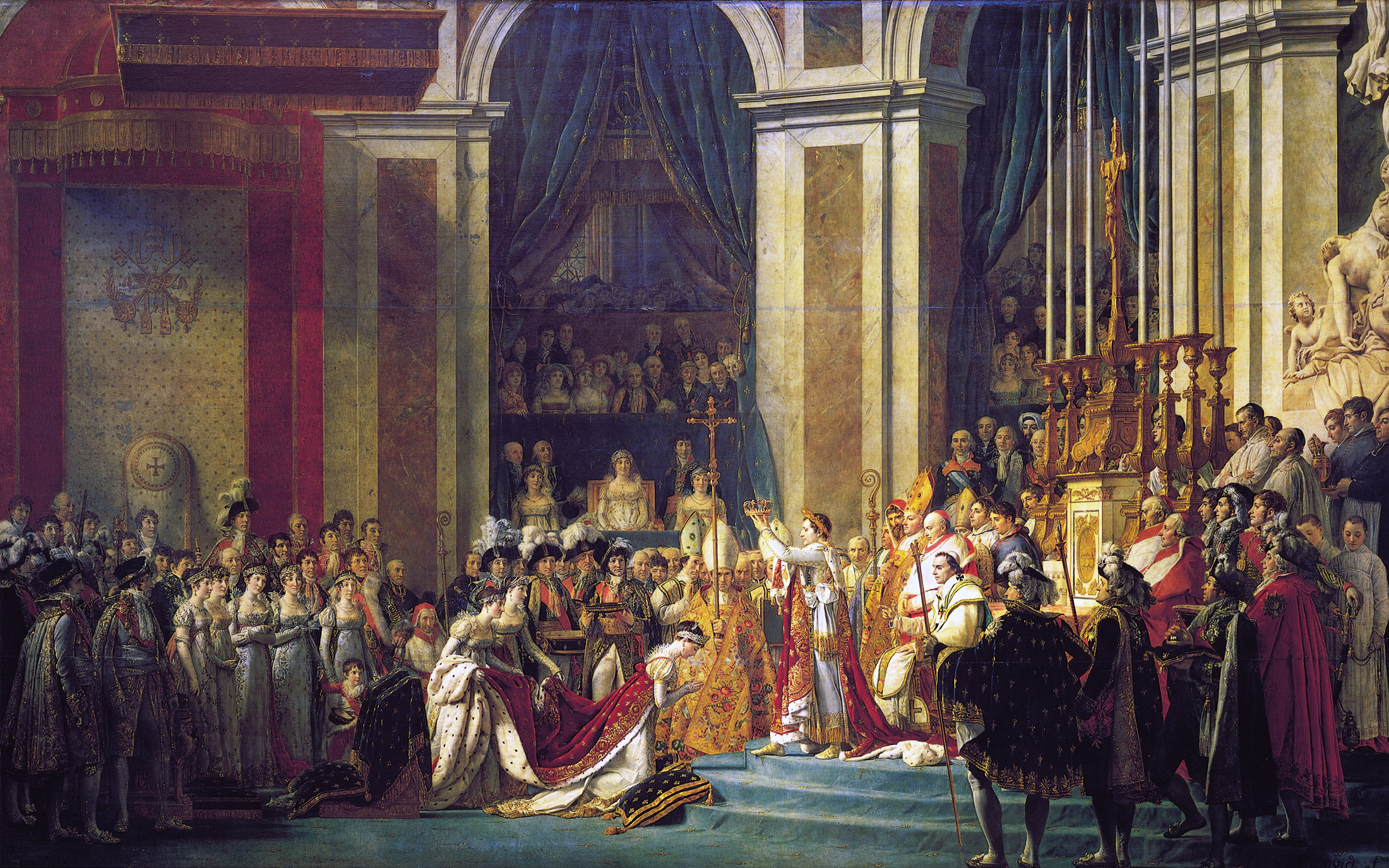
Sacre de Napoléon à Notre-Dame

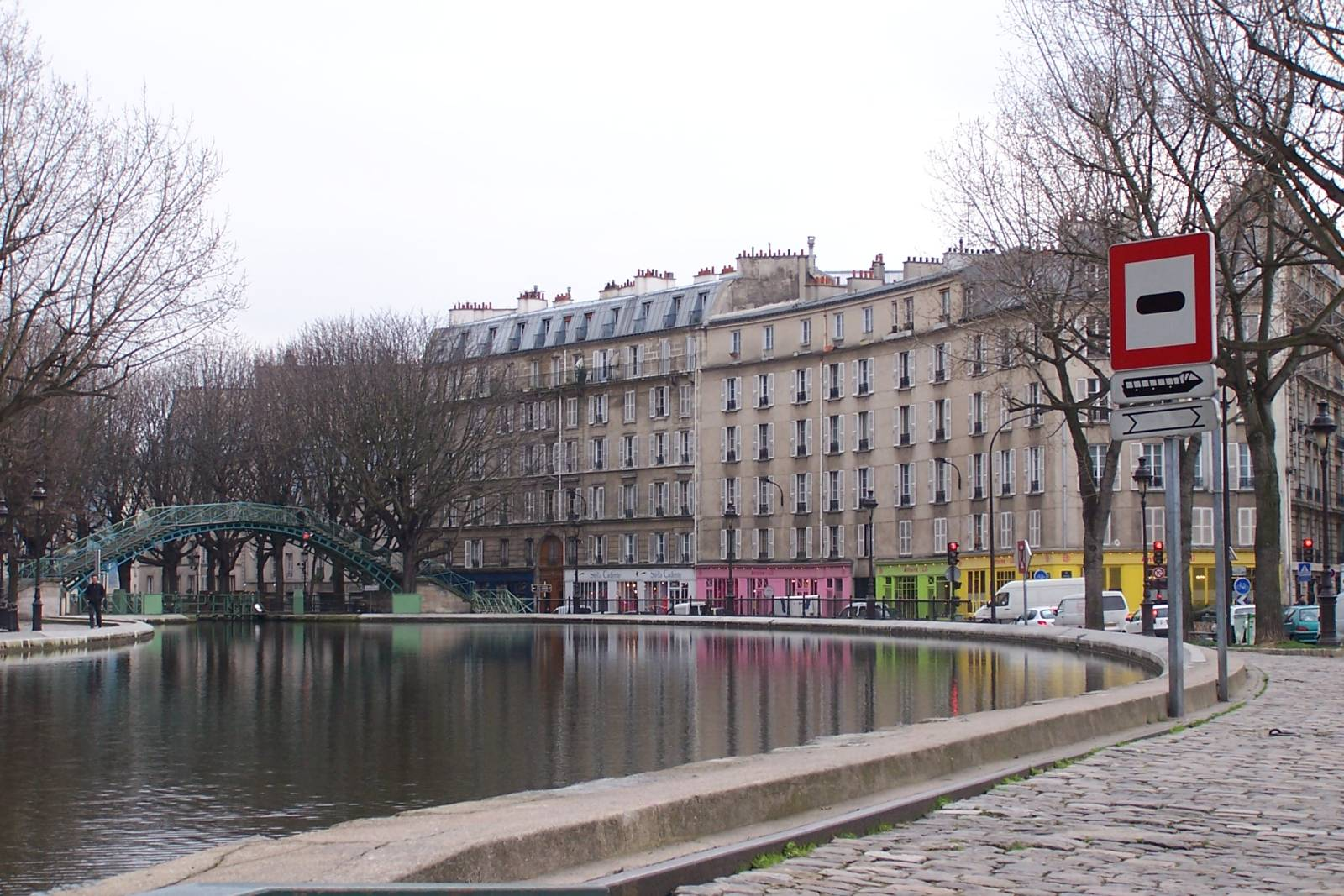
Canal Saint-Martin

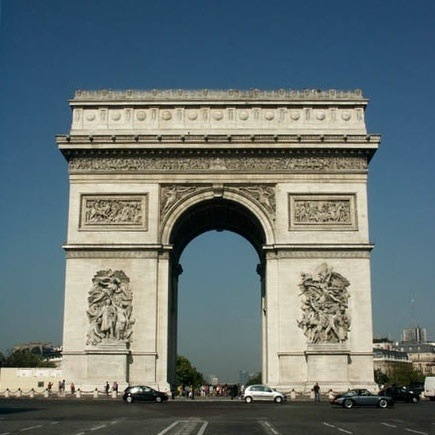
Arc de triomphe

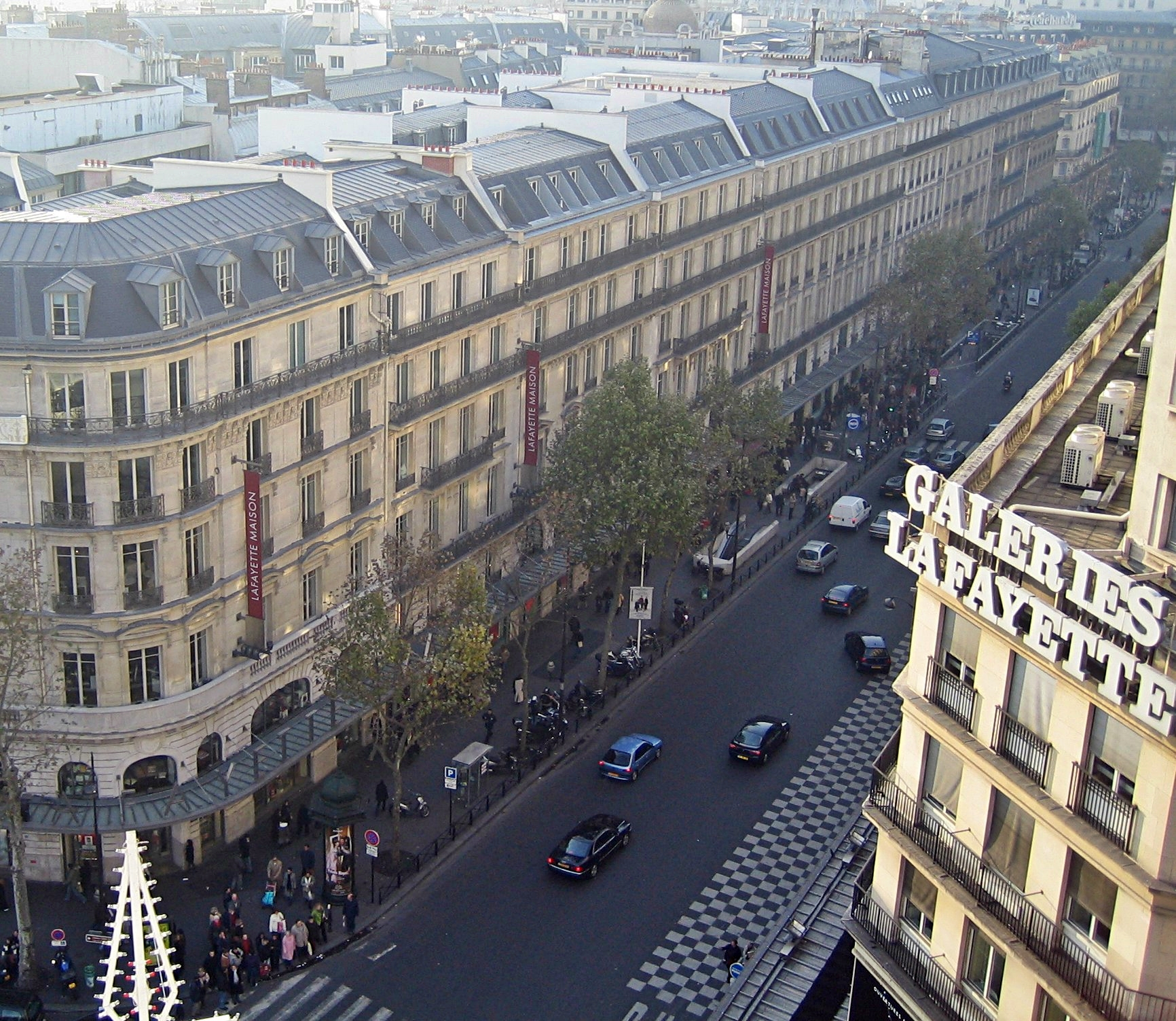
Architecture haussmannienne

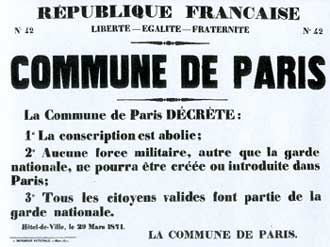
Affiche de la Commune de Paris

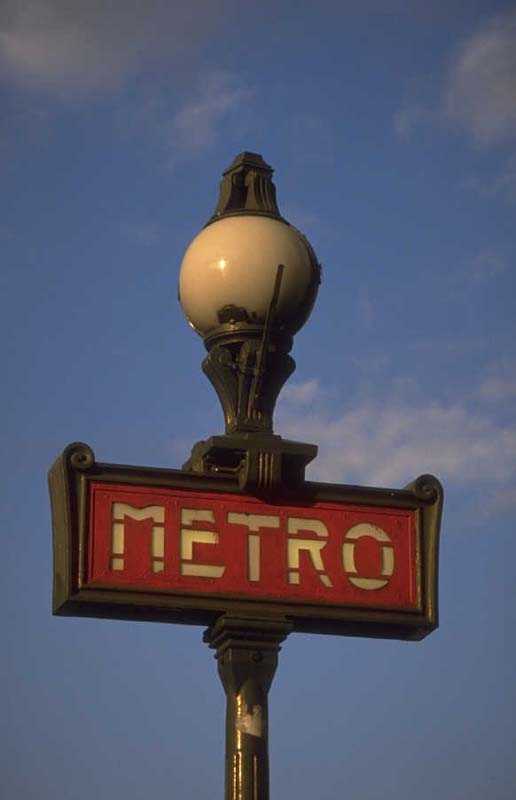
Métro parisien

  - Crue de la Seine. Le 1er décembre les eaux étaient à 4,32 m au pont de la Tournelle, le 5 décembre, elles atteignaient 5,62 m et le 9 décembre, 6,22 m. Des poutres, des meubles, des débris de toutes sortes annoncent déjà le désastre de bien des habitations. Le 14 décembre, les eaux commencent à baisser, et le 16 décembre elles n'étaient plus qu'à 3,35 m. Mais le lendemain, elles croissent brusquement de 80 centimètres avant de redescendre le 27 et le 28, et le 29, elles remontent encore. Le 2 janvier 1802 elles se trouvent à 7,10 m, la nuit à 7,45 m . Au point du jour, elles commencent de baisser, mais il faisait très le froid. A l'intérieur de Paris la rue du Faubourg-Saint-Honoré, au coin de celle Neuve-du-Colisée, est couverte de 22 centimètres et les eaux s’étendent, en remontant vers l'église Saint-Philippe, à 81 mètres de distance sur la chaussée, et à 272 mètres du côté de la rue de Marigny… Les eaux pénétrèrent aussi dans la rue d'Anjou, mais à peu de distance de l'égout. Elles s’étendent dans toute la rue de la Pologne (partie de la rue de l'Arcade) depuis la rue Neuve-des-Mathurins jusqu'à celle Saint-Lazare. Elles avaient 30 centimètres de hauteur à l’angle de la rue de la Pologne… La majeure partie des terrains, compris entre les rues de la Pépinière, Saint-Lazare, le ci-devant couvent des Capucins (dans la rue Caumartin) et les rues de l'Égout, Roquépine et Verte furent noyées, mais celles de Miromesnil et d'Astorg restèrent au-dessus de l'eau[12].
  - Concile de Paris (1801)
- 1802 :
  - Crue de la Seine.
  - Début de la démolition du grand Châtelet, qui s'achève en 1813.
- 1803 :
  - 9 août 1803 : démonstration du bateau à vapeur de l'ingénieur américain Robert Fulton sur la Seine.
- 1804 :
  - 21 mai 1804 : ouverture du cimetière du Père-Lachaise.
  - 2 décembre : sacres de Napoléon Ier et de l'impératrice Joséphine à la cathédrale Notre-Dame.
- 1806 :
  - Crue de la Seine[12]
  - 24 octobre : inauguration du pont d'Austerlitz.
- 1807 :
  - Crue de la Seine[12]
  - Ouverture de la salle de Bal de l'Élysée Montmartre.
  - 29 juillet : Décret réduisant le nombre de théâtres parisiens à 8.
- 1808
  - Inauguration de l'Arc de triomphe du Carrousel.
  - Début de la démolition de la tour du Temple. Elle s'achève en 1810.
- 1809 :
  - Les premières visites au public sont organisées dans les Catacombes récemment aménagées.
- 1810 :
  - 1er juillet : incendie meurtrier à l'ambassade d'Autriche en présence de Napoléon (des dizaines de morts, dont la princesse de Schwarzenberg).
  - août : inauguration de la colonne d'Austerlitz (actuelle « colonne Vendôme »).
- 1811 :
  - 17 juin 1811 : Concile de Paris (1811)
  - 18 septembre 1811 : création du bataillon des sapeurs-pompiers de Paris.
  - En fin d'année la population souffre de la disette[11].
- 1814 :
  - 30 mars : défaite française face aux troupes coalisées à la fin de la campagne de France. Capitulation de la ville signée par le représentant des coalisés et par le Maréchal de Marmont dans son hôtel de Raguse.
  - 31 mars au 3 juin : occupation de Paris par les armées coalisées en présence de l'empereur Alexandre de Russie et du roi Frédéric-Guillaume III de Prusse[11]. Arrivée du roi Louis XVIII le 3 mai.
- 1815 :
  - 20 et 21 mars : fuite de Louis XVIII et retour de Napoléon le lendemain.
  - 1er juin : assemblée du Champ de mai où Napoléon proclame l'acte additionnel aux constitutions de l'Empire.
  - 21 juin : retour de Napoléon après la catastrophique campagne de Belgique. Il abdique le 22 et quitte définitivement la ville le 25.
  - 28 juin : 100 000 hommes de l'armée vaincue à Waterloo arrivent sous les murs de Paris poursuivis par l'armée anglo-prussienne.
  - 3 juillet : Joseph Fouché, président du gouvernement provisoire, et le maréchal Davout, commandant en chef de l'armée, signent une convention livrant Paris, sans conditions, aux troupes étrangères.
  - 6 juillet : les troupes anglo-prussiennes entrent dans Paris et occupent militairement les places, les ponts, les jardins publics, les boulevards, les promenades, les cours des palais... installant dans toute la ville une multitude de bivouacs et de canons braqués. Durant l'occupation de la ville, les Prussiens minèrent le pont d'Iéna pour le faire sauter, les Anglais et les Autrichiens pillaient les musées, les bibliothèques, les palais et rançonnaient et tyrannisaient la ville et la population[11].
  - 8 juillet : retour de Louis XVIII.
  - 7 décembre : exécution du maréchal Ney, avenue de l'Observatoire, qui avait « trahi le Roi avant le 23 mars » (1815) : ordonnance du 24 juillet 1815.
- 1816.
  - juillet, procès de la Conspiration des patriotes[45], qui se terminera par la condamnation à mort de certains accusés[46],[47].
  - Le 16 et le 20 juillet, la Seine s'élève au pont de la Tournelle à la cote de 3,55 mètres en raison de l’extrême abondance des pluies d'été. Il fut presque impossible de rentrer les récoltes et il s'ensuivit l'année suivante une horrible famine[42].
  - 5 000 lanternes éclairent 1 600 rues parisiennes. Nombreuses plaintes liées à la mauvaise qualité de cet éclairage. On adopte alors la technique londonienne d’éclairage au gaz inaugurée outre-Manche en 1804. Le passage couvert des Panoramas profite le premier de cette innovation.
- 1817 :
  - Crue de la Seine[12]
  - Fondation de l'École Nationale Supérieure des Beaux-Arts.
  - Premiers essais des lanternes à gaz dans l'ancienne galerie de Fer boulevard des Italiens[48] qui rejoignait la rue de Choiseul.
  - 8 juillet : Inauguration des montagnes russes au jardin Beaujon.
- 1819.
  - Crue de la Seine[12]
  - Les sapeurs-pompiers de Paris se dotent d’un gymnase.
- 1820 :
  - Crue de la Seine[12]
  - 13 février : assassinat du duc de Berry par le bonapartiste Louvel, à la sortie de l'Opéra.
- 1822 :
  - 21 septembre : exécution par la guillotine des quatre sergents de La Rochelle, en place de Grève.
- 1823 :
  - ouverture de la galerie Vivienne.
- 1824 :
  - 25 juillet : ouverture du cimetière du Sud ou cimetière du Montparnasse.
  - 16 septembre : mort de Louis XVIII au palais des Tuileries.
  - octobre : inauguration du premier magasin de confection de série, À la Belle Jardinière de Pierre Parissot.
- 1825 :
  - 1er janvier : ouverture du cimetière du Nord ou cimetière de Montmartre.
  - 3 juin : premiers essais d'éclairage public au gaz, place Vendôme.
  - 4 novembre : inauguration du canal Saint-Martin.
  - 28 novembre : 100 000[49] à 200 000[11] personnes défilent dans les rues de Paris pour les obsèques du général Foy, député d'opposition.
- 1826 :
  - Création de la librairie de Louis Hachette.
  - Ouverture du passage couvert de la Galerie Véro-Dodat.
  - Achèvement de la Chapelle expiatoire dédiée aux victimes de la Révolution.
  - 16 juillet : premier numéro du quotidien parisien Le Figaro.
- 1827 :
  - 30 juin : arrivée de la girafe offerte à Charles X par Méhémet Ali, la première en France. Elle est installée à la ménagerie du jardin des plantes où elle fait sensation.
  - En novembre, la police fait feu sur les émeutiers, lors de manifestations, en particulier rue Saint-Martin et rue Saint-Denis.
- 1828 :
  - 30 janvier 1828. Premières lignes d’omnibus avec voitures tractées par des chevaux afin d’assurer les transports en commun.
- 1829 :
  - 1er janvier : la rue de la Paix reçoit le premier éclairage public avec le système du gaz hydrogène carburé de Philippe Lebon.
  - 15 octobre : premier numéro du quotidien parisien Le Temps (disparu en 1842).
- 1830 :
  - Du 25 au 26 janvier, la Seine s'élève au pont de la Tournelle à la cote de 5,70 mètres[42].
  - 22 juillet 1830 : Jean-Pierre Martin, voleur et assassin est le dernier guillotiné sur la place de Grève.
  - 26 juillet : Parution des ordonnances de Saint-Cloud violant la charte de 1814 et portant atteinte aux libertés publiques. Le peuple de Paris descend dans la rue au cris de « Vive la Chartre![Information douteuse] à bas les ministres ».
  - 27, 28 et 29 juillet : insurrection populaire dite des « Trois Glorieuses » qui aboutit à la déposition du roi Charles X (951 morts, dont 163 militaires).
- 1832 :
  - 26 mars à octobre : épidémie de choléra qui tue près de 19 000 Parisiens (dont le président du Conseil Casimir Perier et le général Lamarque).
  - 5 au 7 juin : insurrection républicaine à la suite des funérailles du général Lamarque, écrasée par les troupes royales (166 morts, dont 73 militaires). Cette insurrection joue un rôle majeur dans le roman Les Misérables de Victor Hugo.

- 1834 :

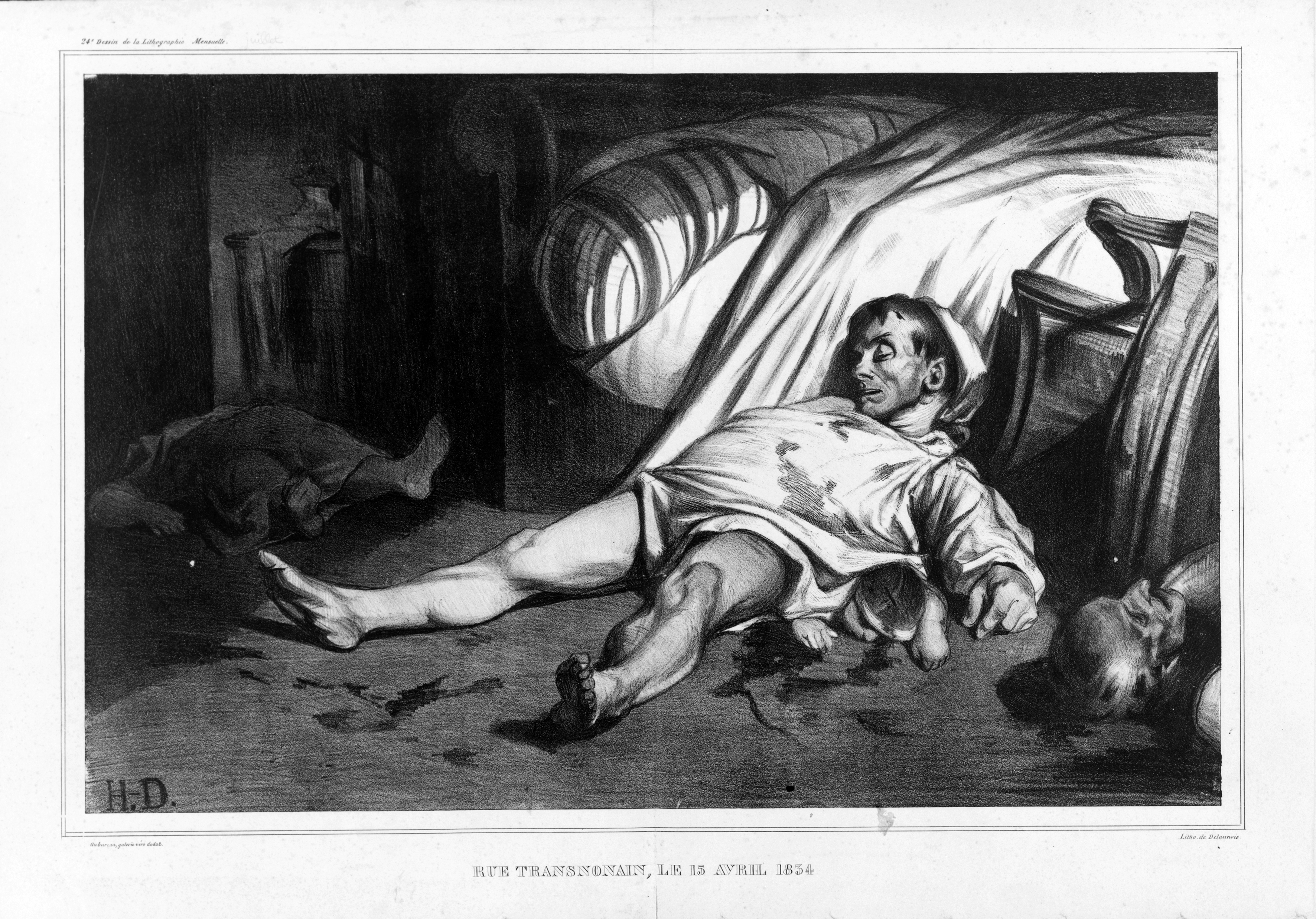
Massacre de la rue Transnonain par Honoré Daumier

  - 13 et 14 avril : nouvelle insurrection républicaine qui se termine par le massacre de la rue Transnonain (12 morts).
- 1835 :
  - 28 juillet : attentat manqué contre le roi Louis-Philippe et la famille royale par Giuseppe Fieschi (18 morts, dont le maréchal Mortier).
  - Ouverture du premier palace parisien, l'Hôtel Meurice.
- 1836 :
  - Paris atteint les 900 000 habitants.
  - Mai : Crue de la Seine. Du 4 au 8 mai, la Seine s'élève au pont de la Tournelle à la cote de 5,62 mètres[42].
  - 1er juillet : premier numéro pour deux quotidiens parisiens : Le Siècle et La Presse.
  - 29 juillet : inauguration de l'Arc de triomphe.
  - 25 octobre : érection de l'obélisque de Louxor au milieu de la place de la Concorde.
  - Décembre : nouvelle crue de la Seine
- 1837 :
  - 26 août : inauguration de première ligne de chemin de fer française ouverte aux voyageurs reliant Paris à Saint-Germain-en-Laye.
- 1839 :
  - 12-13 mai : le parti républicain tente de soulever la population, mais l'opération échoue.
  - Achèvement du Palais des Etudes de l'Ecole des Beaux-Arts de Paris.
  - 2 août : la ligne de chemins de fer Paris-Versailles est désormais ouverte aux voyageurs.
- 1840 :
  - 28 juillet : inauguration de la colonne de Juillet de la place de la Bastille à la mémoires des révolutionnaires de 1830.
  - 15 décembre : retour de la dépouille de Napoléon, inhumée en grande pompe sous le dôme des Invalides en présence d'une foule nombreuse.
  - 24 décembre : introduction à Paris de la tradition lorraine de l'arbre de Noël.
- 1841 : 
  - Début des travaux de réunion de l'île Louviers à la rive droite (terminés en 1843 ou 1847 selon les sources).
- 1842 :
  - Fabrication des premières cigarettes françaises dans le quartier du Gros-Caillou.
- 1843 :
  - mai : inaugurations des lignes ferroviaires entre Paris et Orléans le 5 et entre Paris et Rouen le 9.
  - 20 octobre. Premiers essais d'éclairage public électrique à la place de la Concorde.
  - ouverture du musée du Moyen Âge dans l'Hôtel de Cluny.
- 1844 :
  - Crue de la Seine.
- 1845 :
  - Crue de la Seine[12]
  - La population dépasse les 1 000 000 d'habitants.
- 1846 :
  - 7 janvier 1846. Fin des travaux de la gare du Nord.
  - 14 juin : inauguration de la première section de la ligne ferroviaire entre Paris et Lille.
  - 23 juin : ouverture de la gare d'Enfer, actuelle gare Denfert-Rochereau.
- 1847 :
  - Crue de la Seine[12] .
- 1848 :
  - Crue de la Seine[12] .
  - 22 au 25 février : soulèvement des Parisiens qui aboutit à l'abdication du roi Louis-Philippe et à la proclamation de la République.
  - 15 mai : manifestation populaire républicaine face aux conservateurs de l'Assemblée constituante.
  - 22 au 26 juin : insurrection populaire violemment réprimée pour protester contre la fermeture des ateliers nationaux (des milliers de morts).
- 1850 :
  - Crue de la Seine[12] .
- 1851 :
  - Ouverture du premier tronçon de chemin de fer qui deviendra la Petite Ceinture de Paris.
  - Inauguration de la Bibliothèque Sainte Geneviève construite par Henri Labrouste.
  - 2 décembre : coup d'État du président Bonaparte. L'armée occupe la ville. Dans les jours suivants, la timide réaction républicaine est écrasée (des centaines de morts).
- 1852 :
  - 11 décembre 1852. Inauguration du « cirque Napoléon », aujourd'hui Cirque d'Hiver.
- 1853 :
  - 13 mars 1853. Inauguration de l'hôpital Lariboisière.
  - 1er juin 1853. Lancement du magasin Au bon marché d'Aristide Boucicaut, plus ancien grand magasin de France.
- 1854 :
  - 21 juin : Décision de créer la rue des Halles pour établir un axe entre les futurs Pavillons de Victor Baltard et la place du Chatelet.
- 1855 :
  - 15 mai au 15 novembre : première exposition universelle organisée dans la ville, sur les Champs-Élysées. Inauguration du palais de l'Industrie le 15 mai.
  - 18 août : visite de la reine Victoria du Royaume-Uni.
- 1856 :
  - 27 avril : traité de Paris entre la France, l'Angleterre, le royaume de Sardaigne, la Turquie et la Russie qui met fin à la guerre de Crimée.
  - Achèvement de l'Hôtel du Ministère des Affaires Étrangères sur le quai d'Orsay.
  - À la suite de la grande crue du mois de mai où la Seine s'élève au pont de la Tournelle à la cote de 4,90 mètres, elle s'élève encore le 4 juin, à la cote de 4,10 mètres puis le 8 juin à la cote de 3,70 mètres[42].
- 1857 :
  - 3 janvier : assassinat de l'archevêque Sibour dans l'église Saint-Étienne-du-Mont par un prêtre nommé Verger.
  - 27 avril : inauguration de l'hippodrome de Longchamp dans le bois de Boulogne.
  - 30 novembre : inauguration de la basilique Sainte-Clotilde.
- 1858 :
  - 14 janvier : attentat d'Orsini contre le cortège impérial, rue Le Peletier (12 morts).
  - 19 mai 1858. Vote de la loi sur les grands travaux de Paris. Ils sont placés sous l'autorité du préfet de la Seine, Georges Eugène Haussmann.
- 1859 :
  - 16 juin. Loi repoussant les limites de la capitale jusqu'aux fortifications de Thiers. La ville absorbe onze communes en totalité (Belleville, Grenelle, Vaugirard, La Villette) ou en partie (Auteuil, Passy, Batignolles-Monceau, Bercy, La Chapelle, Charonne, Montmartre), ainsi que treize portions de communes[50]. La commune est désormais réorganisée en vingt arrondissements[50].
  - 3 novembre. Décret qui fixe les dénominations des vingt arrondissements municipaux de la ville de Paris
- 1860 :
  - 1er janvier. Entrée en vigueur de loi du 16 juin 1859 concernant la modification des limites d'octroi[51].
  - 6 octobre 1860. Inauguration du Jardin d'acclimatation.
- 1861.
  - Invention de la pédale appliquée au vélocipède par Pierre Michaux, carrossier passage Godot de Mauroy, et son fils Ernest. L'invention largement diffusée au cours des années 1868 à 1869 fait de Paris la capitale mondiale de la vélocipédie.
  - Inauguration du parc Monceau.
- 1862 :
  - 19 avril : inauguration du théâtre du Châtelet.
- 1863 :
  - 1er février : premier numéro du quotidien parisien Le Petit Journal (disparu en 1944).
  - Inauguration de l'hippodrome de Vincennes.
- 1865 :
  - 11 mai 1865. Création du grand magasin Au Printemps par Jules Jaluzot.
- 1866 :
  - Crue de la Seine[12]. Du 23 au 29 septembre, la Seine s'élève au pont de la Tournelle à la cote de 5,20 mètres[42].
  - Le 29 septembre, la Seine s'élève au pont de la Tournelle à la cote de 5,21 mètres[42].
- 1867 :
  - 1er avril au 31 octobre : exposition universelle, dite « exposition universelle d'art et d'industrie », sur le Champ-de-Mars. Création de l'Aquarium du Trocadéro, le premier au monde.
  - 1er avril 1867. Ouverture du parc des Buttes-Chaumont
  - 1er octobre 1867. Inauguration du marché aux bestiaux de la Villette.
- 1868 :
  - 1er juillet 1868. Premières colonnes Morris annonçant les spectacles.
  - 5 juillet 1868. Premier numéro du quotidien parisien Le Gaulois.
- 1869 : 
  - inauguration officielle du parc Montsouris, qui ne sera achevé qu'en 1878.
  - 2 mai : ouverture des Folies Bergère.
- 1870 :
  - 10 janvier : assassinat du journaliste Yvan Salmon, dit Victor Noir, par le prince Pierre-Napoléon Bonaparte.
  - 4 septembre : manifestation et proclamation de la République à la suite de la nouvelle de la défaite de Sedan. Étienne Arago est acclamé maire. Retour triomphal de Victor Hugo le lendemain.
  - 19 septembre : début du siège de la ville par les Allemands. Les communications sont coupées.
  - 23 septembre : Le Neptune est le premier ballon monté à franchir les lignes allemandes. Soixante-cinq autres suivront jusqu'au 28 janvier 1871.
  - 31 octobre : soulèvement insurrectionnel visant à proclamer la Commune. Du 1er au 3 novembre, un plébiscite confirme le gouvernement de la Défense nationale dans ses fonctions.
  - 5 novembre : élections municipales à l'issue desquelles Jules Ferry est nommé maire.
  - 29 et 30 novembre : les éléphants Castor et Pollux de la ménagerie du Jardin des plantes sont abattus pour être consommés.
- 1871 :
  - 7 janvier : l'Affiche Rouge, placardée sur les murs, rend le gouvernement responsable de la situation et appelle à la formation de la Commune de Paris
  - 22 janvier : soulèvement populaire pour empêcher la capitulation, réprimé (5 morts).
  - 28 janvier : capitulation du gouvernement. Fin du siège.
  - 18 mars : nouveau soulèvement des Parisiens contre le gouvernement qui veut les désarmer. Début de la Commune de Paris. 
  - 22 mars : répression violente par la garde nationale d'une manifestation des Amis de l'Ordre (17 morts).
  - 16 mai : destruction de la colonne Vendôme à l'initiative du peintre Gustave Courbet.
  - 21 au 28 mai : Semaine sanglante, écrasement de la Commune (des milliers de morts). Incendies du palais des Tuileries, du palais d'Orsay et de l'hôtel de ville (destruction des registres paroissiaux et d'état civil). Bataille de la Butte-aux-Cailles les 24 au 25 mai. Exécution sommaire de 147 fédérés au cimetière du Père-Lachaise le 28 mai.
- 1872 :
  - Crue de la Seine[12].
  - août : installation de la première fontaine Wallace, boulevard de la Villette. Une centaine d'autres, créées et financées par Sir Richard Wallace, seront implantées dans toute la ville.
- 1873 :
  - 28 et 29 octobre : destruction dans un incendie de l'opéra Le Peletier.
  - 1er novembre : ouverture de l'hippodrome d'Auteuil, construit à l'orée du bois de Boulogne.
- 1874 : inauguration de la fontaine des Quatre Parties du Monde, dite fontaine de l'Observatoire.
- 1875 :
  - 5 janvier : inauguration de l'opéra de Paris, remplaçant l'opéra Le Peletier comme académie nationale de musique.
  - 15 juin. Pose de la première pierre du Sacré-Cœur.
  - inauguration de la Grande synagogue de Paris rue de la Victoire.
- 1876 :
  - Crue de la Seine[12].
  - 15 octobre : premier numéro du quotidien parisien Le Petit Parisien (disparu en 1944).
- 1878 :
  - La population atteint les 2 millions d'habitants.
  - 1er mai au 10 novembre : exposition universelle sur le Champ-de-Mars. Inauguration du palais du Trocadéro.
  - 30 mai 1878. Premiers essais d'éclairage électrique de l'avenue de l'Opéra.
- 1879 :
  - juillet 1879. Début de la constitution d'un réseau téléphonique.
  - 19 décembre 1879. Hiver rigoureux en Europe et -−23,9 °C à Paris-Montsouris d'après les données de Météo-France.
- 1880 : ouverture du Musée Carnavalet, consacré à l'histoire de Paris.
- 1881.
  - Éclairage électrique des grands boulevards.
- 1882 :
  - Crue de la Seine[12]
  - 24 janvier : fondation de l'École du Louvre au pavillon Marsan.
  - 5 juin : inauguration du musée Grévin.
  - 14 juillet : premier numéro de L'Auvergnat de Paris.

- 1883 :
  - Crue de la Seine[12].

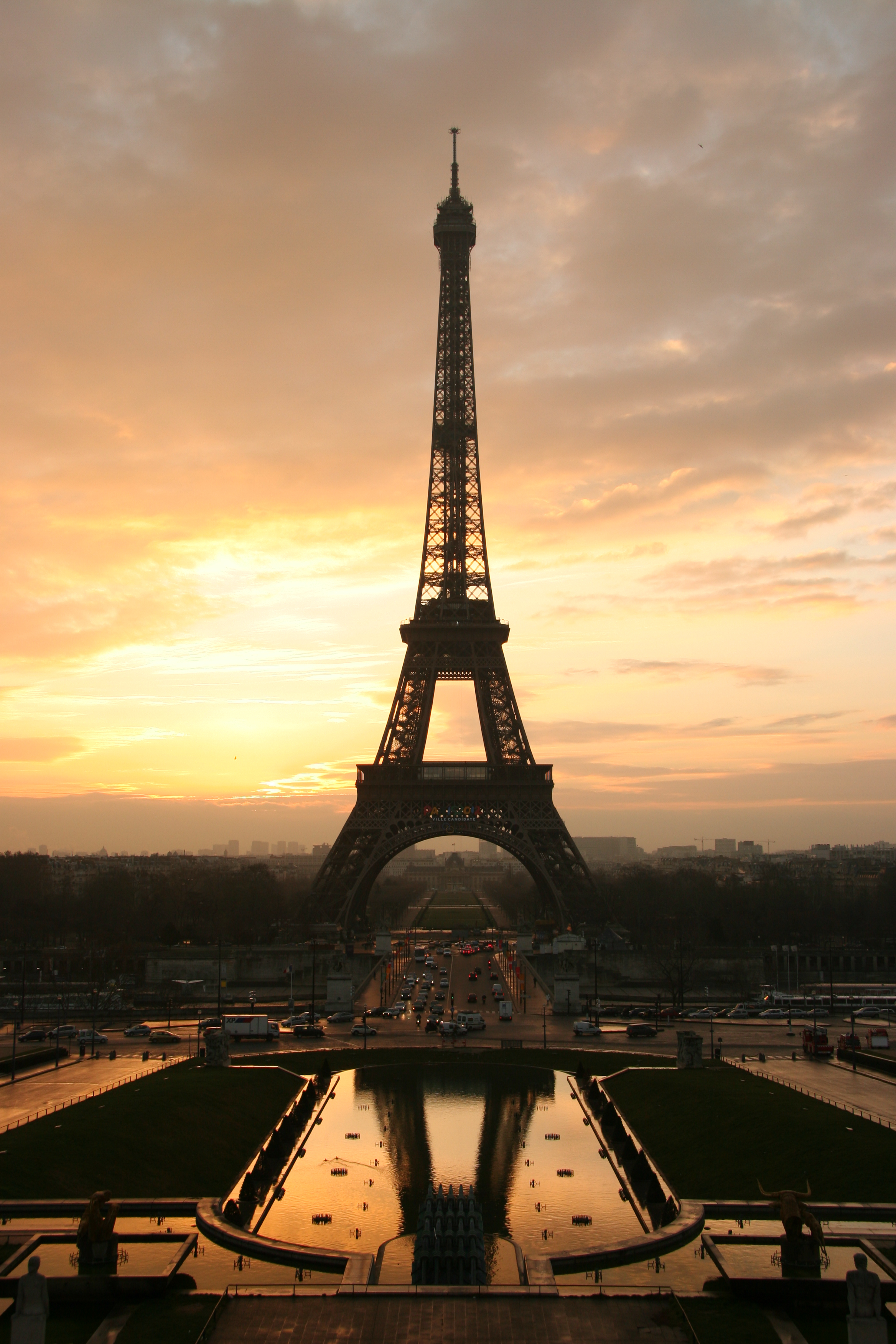
Tour Eiffel

- 1885 : installation du marché aux puces de Saint-Ouen non loin des fortifications de Paris.
- 1886 : ouverture de l'épicerie de luxe Fauchon sur la place de la Madeleine.
- 1889 :
  - 20 janvier : ouverture du cabaret du Paradis Latin.
  - 27 janvier : élection du général Boulanger à Paris. Appelé par certains de ses partisans à renverser la République, il n'en fait rien.
  - 31 mars : inauguration de la tour Eiffel.
  - 5 mai au 31 octobre : exposition universelle pour célébrer le centenaire de la Révolution française.
  - 4 juillet : inauguration d'une réplique de la statue de la Liberté sur l'île aux Cygnes.
  - 6 octobre : ouverture du Moulin-Rouge.
  - 20 novembre : inauguration du Musée Guimet.
  - 1889 : parution du premier annuaire des abonnés au téléphone du département de la Seine.
- 1891 : 
  - ouverture du Casino de Paris.
- 1892 :
  - 25 avril : attentat anarchiste au restaurant Véry, boulevard de Magenta (2 morts).
  - 8 novembre : nouvel attentat anarchiste au commissariat de police du 9e arrondissement, rue des Bons-Enfants (5 morts).
- 1893 :
  - Crue de la Seine[12]
  - Fondation du restaurant Maxim's.
  - 11 avril : inauguration de l'Olympia.
- 1894 :
  - Inauguration des Galeries Lafayette, rue La Fayette.
  - Achèvement du palais Galliera.
  - 12 février : attentat anarchiste au café Terminus (1 mort).
  - 16 juin et 23 juin : tenue à la Sorbonne du « Congrès pour le rétablissement des Jeux olympiques ».
- 1895 :

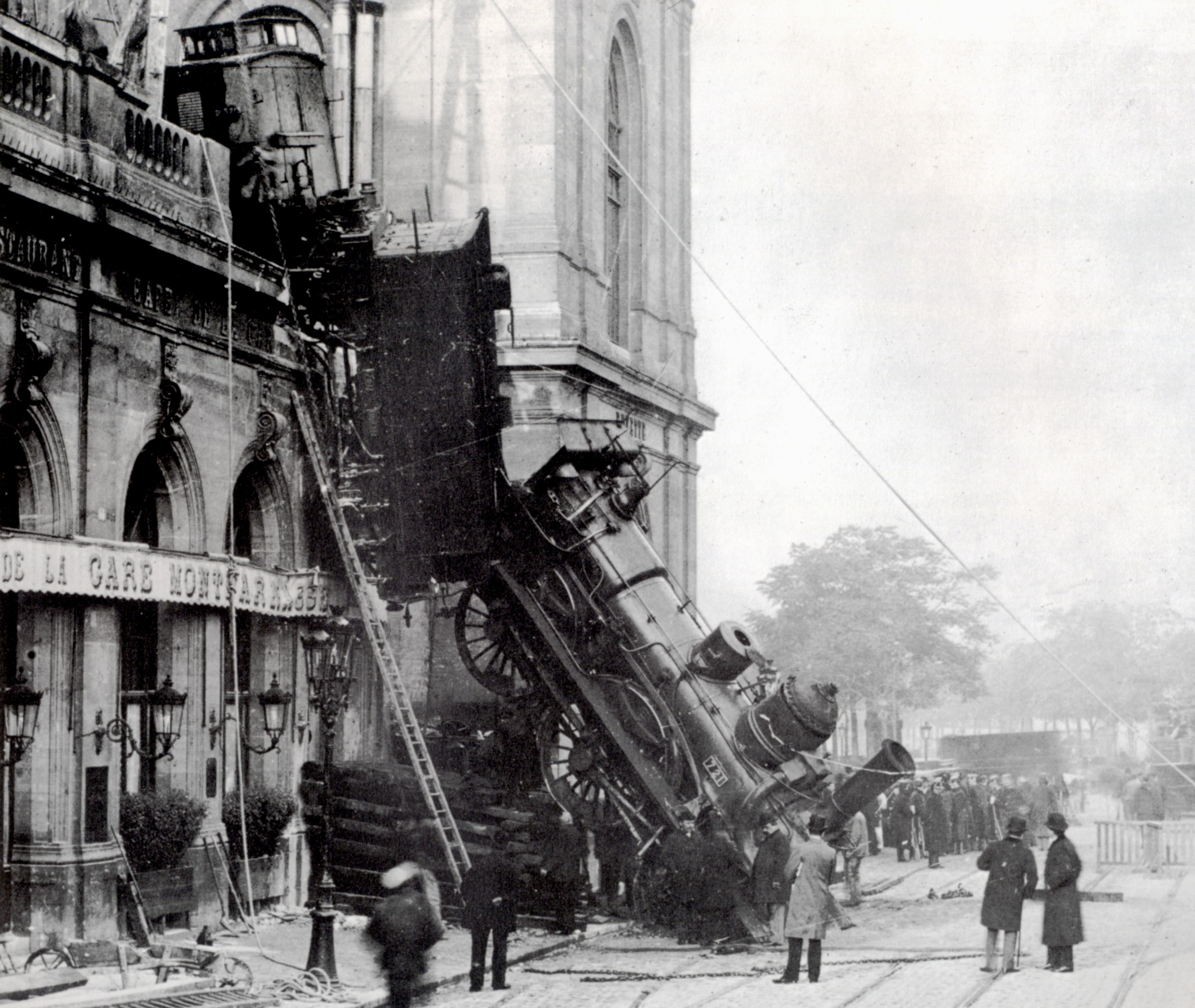
Vue de l'accident.

- - 22 octobre : accident ferroviaire spectaculaire à la gare de Paris-Montparnasse (1 mort).
  - 28 décembre : première séance publique de cinéma par les frères Lumière, au salon indien du Grand Café.
- 1896 :
  - Démolition du palais de l'Industrie.
  - 10 septembre : une tornade provoque d'importants dégâts entre la place Saint-Sulpice et le parc des Buttes-Chaumont (au moins 5 morts).
  - Disparition des lichens du jardin du Luxembourg en raison de la pollution.
- 1897 :
  - 4 mai : incendie du bazar de la Charité (entre 121 et 135 morts, dont la duchesse d'Alençon et l'artiste Camille Moreau-Nélaton).
  - 18 juillet : inauguration du Parc des Princes.
- 1898.
  - 94 255 bicyclettes et 89 voitures automobiles recensées à Paris.
  - Ouverture du Ritz.
  - Ouverture du musée Cernuschi.
  - 26 octobre : première liaison sans fil entre la tour Eiffel et le Panthéon de Paris par Eugène Ducretet et Ernest Roger.
  - inauguration du Jardin des serres d'Auteuil.
- 1899.
  - Fondation par et pour des ouvriers de la première université populaire de France, rue du Faubourg-Saint-Antoine.
- 1900.
  - 14 avril au 12 novembre : exposition universelle sur le thème du « bilan d'un siècle ». À cette occasion sont inaugurés le Grand Palais et le Petit Palais.
  - 29 avril : effondrement de la passerelle menant au Globe céleste, attraction de l'exposition universelle (9 morts).
  - 14 mai au 28 octobre : Paris accueille les jeux de la IIe olympiade.
  - 4 juillet : inauguration de la gare d'Orsay.
  - 19 juillet : inauguration de la première ligne de métro entre Vincennes et la porte Maillot.

## XXesiècle
- 1901 : inauguration de la gare de Lyon et de son restaurant Le Train Bleu.
- 1903 :
  - 14 janvier : inauguration du musée Gustave Moreau.
  - 19 juillet : arrivée du premier Tour de France cycliste, parade des coureurs au Parc des Princes.
  - 10 août : accident dans le métro à la station Couronnes (84 morts).
- 1904 :
  - mars : première foire de Paris au Carreau du Temple.
  - 18 avril : premier numéro du quotidien socialiste (puis communiste) parisien : L'Humanité, fondé par Jean Jaurès.
  - 19 octobre : ouverture de la ligne 3 du métro entre Villiers et Père Lachaise.
- 1905 : 
  - création de la Roseraie de Bagatelle, dans le parc de Bagatelle.
  - 29 mai : inauguration du Musée des Arts Décoratifs dans l'aile Marsan du Louvre.
- 1906
  - 2 juin : ouverture de la ligne 5 du métro entre la gare d'Orléans et la place d'Italie.
- 1907 :
  - 25 mars : création du premier sens giratoire pour les véhicules automobiles : la place de l'Étoile.
  - 3 octobre : inauguration de la Salle Gaveau, consacrée à la musique classique.
- 1908 :
  - 21 avril : ouverture de la ligne 4 du métro entre la porte de Clignancourt et Châtelet.
- 1909 :
  - 11 mars: inauguration de l'Hôtel de Crillon sur la place de la Concorde.
  - 13 septembre : mise en place de la première rue à sens unique, rue de Mogador.
- 1910 :
  - 261 723 bicyclettes et 10 800 voitures automobiles recensées à Paris.
  - 18 janvier au 8 mars : crue importante de la Seine. Le 28 janvier l'inondation atteint son maximum, le zouave du pont de l'Alma immergé jusqu'aux épaules.
  - 13 février : inauguration du vélodrome d'Hiver.
  - décembre : ouverture de l'Hôtel Lutetia, premier palace situé Rive Gauche.
- 1911 :
  - 21 août : vol de La Joconde au musée du Louvre par Vincenzo Peruggia. Elle est retrouvée à Florence en 1913.
  - 21 décembre : première « attaque de banque » utilisant la voiture automobile, perpétrée par la « bande à Bonnot ».
- 1912 :
  - Première enseigne lumineuse au néon (boulevard Montmartre).
  - La Cour des Comptes s'installe au Palais Cambon nouvellement achevé.
  - 4 février : saut mortel de l'inventeur Franz Reichelt depuis le premier étage de la tour Eiffel.
- 1913 :
  - 2 avril : inauguration du théâtre des Champs-Élysées.
  - 8 décembre : ouverture du musée Jacquemart-André par le Président Raymond Poincaré.
  - 24 décembre : premier sapin de Noël géant, avenue des Champs-Élysées.
- 1914 :
  - 16 mars : assassinat de Gaston Calmette, directeur du quotidien Le Figaro, par Henriette Caillaux.
  - 31 juillet : assassinat de Jean Jaurès, au café du Croissant, par Raoul Villain.
  - 6 septembre : réquisition des taxis parisiens, les fameux « taxis de la Marne », par l'armée pour assurer le transport de troupes vers le front.
- 1915 :
  - 10 septembre : premier numéro de l'hebdomadaire satirique parisien Le Canard enchaîné.
- 1916 :
  - 29 au 31 janvier : série de bombardements aériens allemands depuis des zeppelins (26 morts).
- 1917 : Exposition d’œuvres d'art mutilées ou provenant des régions dévastées par l'ennemi au Palais des Beaux-arts de la ville de Paris.
- 1918 :
  - 30 janvier au 16 septembre : nouvelle série de bombardements aériens allemands, cette fois depuis des bombardiers Gotha (787 morts).
  - 23 mars au 9 août : bombardement de la ville par les Pariser Kanonen allemands (256 morts dont 88 à l'église Saint-Gervais le 29 mars).
  - octobre à décembre : pic de l'épidémie de grippe espagnole à Paris, des centaines de morts.
- 1919.
  - 50 000 accidents de la circulation recensés à Paris, dont 34 000 impliquant la voiture automobile.
  - inauguration du Musée Rodin dans l'Hôtel de Biron.
  - ouverture du Théâtre Mogador.
  - 18 janvier : début de la conférence de paix de Paris entre les vainqueurs de la Première Guerre mondiale. Elle se termine en août 1920.
  - 19 janvier : Jules Védrines est arrêté après avoir réussi l'exploit de poser son avion Caudron G.3 sur le toit des Galeries Lafayette.
  - avril : début de la démolition des fortifications entourant Paris.
  - 7 août : passage spectaculaire sous l'Arc de Triomphe de l'aviateur Charles Godefroy à bord de son biplan « bébé Nieuport ».
  - 16 octobre : consécration de la basilique du Sacré-Cœur de Montmartre, dont les travaux durent encore jusqu'en 1923.
- 1920 :
  - Crue de la Seine
  - La population atteint un maximum historique de 2 900 000 habitants.
  - En mai dernière épidémie de peste à Paris, elle fait 34 morts.
- 1921 : 
  - 28 janvier : inhumation du soldat inconnu sous l'arc de triomphe de l'Étoile.
  - 28 septembre : incendie des magasins du Printemps.
  - Premier concert diffusé par l'émetteur de la Tour Eiffel
- 1922 : 
  - 14 juillet : l'anarchiste Gustave Bouvet tente d'assassiner le président de la République, Alexandre Millerand, sur les Champs-Élysées.
- 1923 :
  - Premier salon des arts ménagers au Champ-de-Mars en octobre
- 1924 :
  - Crue de la Seine.
  - 4 mai au 27 juillet : Paris accueille les jeux de la VIIIe olympiade, ouverts par le président Gaston Doumergue.
- 1925 :
  - 19 mars : décret prévoyant le rattachement à Paris des territoires de l'ancienne zone non ædificandi.
  - 9 juillet : ouverture de la Cité Internationale Universitaire de Paris.
  - 28 avril au 25 octobre : exposition internationale des Arts décoratifs et industriels modernes.
- 1926 :
  - 16 juillet : inauguration de la grande mosquée de Paris, première mosquée de France métropolitaine.
- 1927 :
  - ouverture du Musée de l'Orangerie, créé pour accueillir les Nymphéas de Monet.
  - 21 mai : accueil triomphal pour Charles Lindbergh, auteur de la première traversée aérienne sans escale et en solitaire de l'océan Atlantique.
  - 18 octobre : inauguration de la salle Pleyel, consacrée à la musique symphonique.
- 1928 :
  - 29 juillet : inauguration du stade de tennis de Roland-Garros.
  - Ouverture de palaces : Hôtel George V, Hôtel Prince de Galles, Hôtel Royal Monceau
  - Pose du premier système de feux aux carrefours afin de réduire le nombre d'accidents de la circulation.
  - Inauguration de l'Institut d'Art et d'Archéologie.
- 1930 : ouverture de la Maison de la Mutualité.
- 1931 :
  - 14 avril : première émission de télévision.
  - 6 mai au 15 novembre : exposition coloniale internationale à la porte Dorée (palais des Colonies) et dans le bois de Vincennes.
- 1932 : ouverture du cinéma Le Grand Rex.
- 1934 :
  - ouverture du Musée Marmottan.
  - 6 février : manifestation antiparlementaire qui tourne à l'émeute place de la Concorde et devant la Chambre des députés (15 morts).
  - 2 juin : inauguration du parc zoologique de Paris dans le bois de Vincennes.
  - 22 juillet : fin du trafic voyageurs sur la ligne de Petite Ceinture, désormais réservée au transport de marchandises.
- 1936 :
  - 9 septembre : création de la Cinémathèque française par Henri Langlois.
  - décembre : ouverture du Musée Nissim-de-Camondo.
- 1937 :
  - 15 mars : circulation du dernier tramway à Paris.
  - 24 mars : inauguration du palais des musées d'Art moderne (actuel « palais de Tokyo »).
  - 25 mai au 25 novembre : Exposition universelle sur le thème des « Arts et des Techniques appliqués à la Vie moderne ». À cette occasion, ouverture du palais de Chaillot au Trocadéro et du Palais de la découverte au Grand Palais.
- 1938 :
  - 5 au 16 juin : plusieurs matchs de la coupe du monde de football au Parc des Princes.
  - 20 juin : ouverture au Trocadéro du Musée de l'Homme.

- 1940 :
  - 3 juin : bombardement allemand dans le cadre de l'opération Paula (254 morts).
  - 10 juin : le gouvernement de Paul Reynaud quitte Paris pour Tours.
  - 14 juin : entrée des troupes allemandes dans Paris, « ville ouverte », et début de l'Occupation. Défilée de la Wehrmacht sur les Champs-Élysées. Aucun journal ne paraît. Paris passe à l'heure allemande.
  - 18 et 23 juin : visites d'Adolf Hitler et de hauts dignitaires du Troisième Reich.
  - 11 novembre : manifestation étudiante contre l'occupant sur les Champs-Élysées, réprimée.
- 1941 :
  - 21 août : premier attentat meurtrier contre les troupes d'occupation. Pierre Georges abat un militaire de la Kriegsmarine au métro Barbès.
  - 5 septembre : début au palais Berlitz de l'exposition antisémite Le Juif et la France, à l'initiative de l'Institut d'étude des questions juives. Elle dure jusqu'au 15 janvier 1942.
  - 16 septembre : nouvel attentat anti-allemand. En représailles, les Allemands fusillent 12 otages quatre jours plus tard.
  - 2 au 3 octobre : nuit d'attentats d'inspiration fasciste contre les synagogues parisiennes, notamment la synagogue de la Victoire.
  - 14 décembre : 100 otages fusillés par les Allemands.
- 1942 :
  - 29 mai : obligation pour les juifs de porter l'étoile jaune à partir du 7 juin.
  - 31 mai : manifestation de la rue de Buci contre le rationnement où deux policiers sont abattus.
  - 16 et 17 juillet : grande rafle de plus de 13 000 juifs parisiens, détenus au vélodrome d'Hiver puis internés au camp de Drancy.
- 1943 :
  - 15 septembre : bombardement allié sur Paris et sa banlieue (291 morts).
- 1944 :
  - 21 avril : bombardement allié sur la porte de la Chapelle et ses alentours (641 morts).
  - 26 avril : première visite du maréchal Pétain à Paris depuis 1940.
  - 19 au 25 août : libération de Paris par les FFI et les forces franco-américaines. Les troupes allemandes capitulent. Le général de Gaulle prononce son célèbre « Paris outragé ! Paris brisé ! Paris martyrisé ! Mais Paris libéré ! » devant l'Hôtel de Ville.
  - 22 août : premier numéro du quotidien parisien Le Parisien Libéré.
  - 26 août : défilé de la victoire sur les Champs-Élysées, acclamé par 1 000 000 de Parisiens. Dans la nuit, dernier bombardement de la Luftwaffe dans le nord et l'est de la ville, destruction de la Halle aux vins (près de 200 morts).
  - 18 décembre : Premier numéro du quotidien parisien Le Monde.

- 1945 :
  - Crue de la Seine

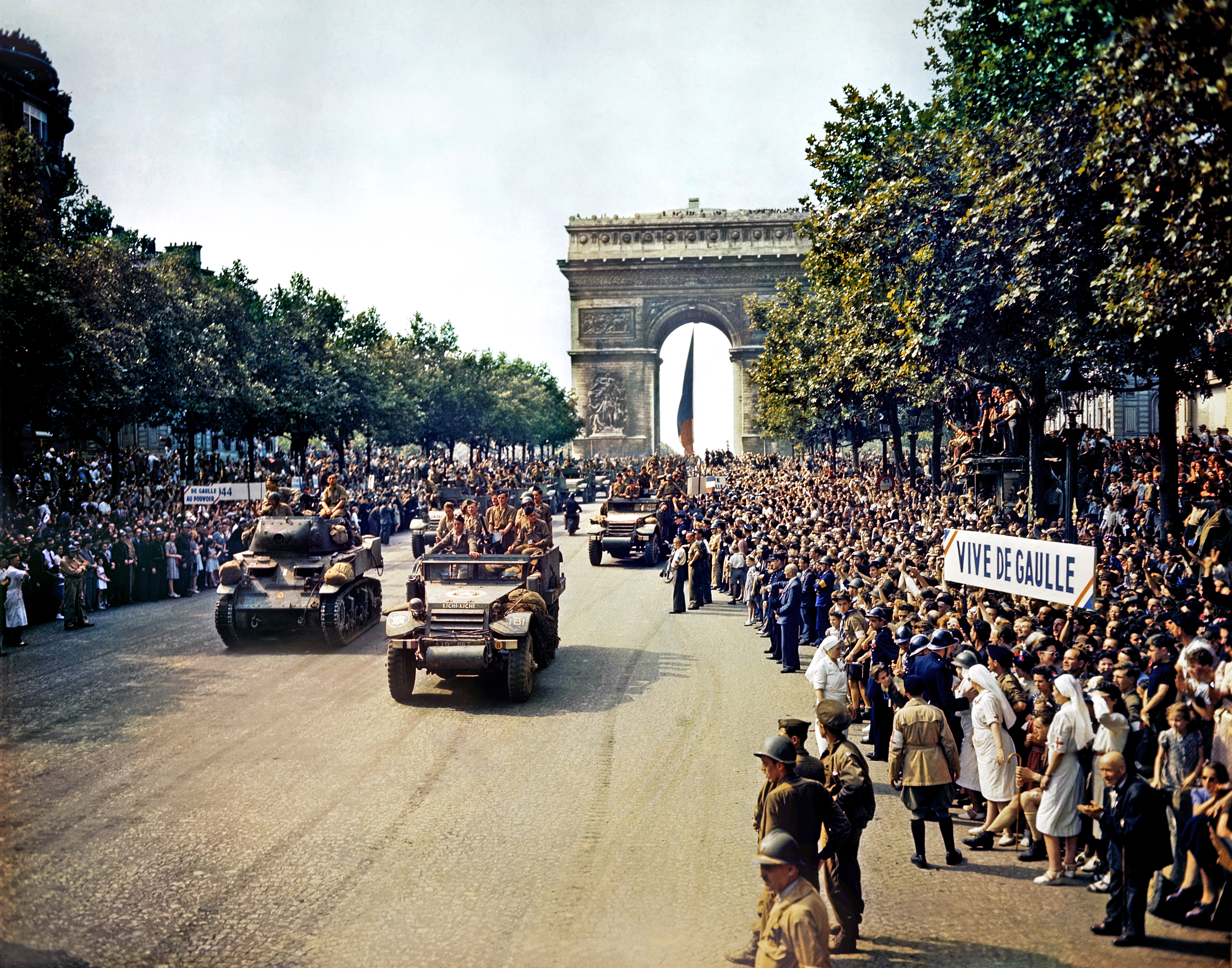
Libération en août 1944

  - 8 mai : célébration de la capitulation de l'Allemagne. La Marseillaise entonnée par la cantatrice Lily Pons au balcon de l'Opéra Garnier, devant 250 000 personnes.
- 1946 :
  - 13 avril : fermeture des maisons closes, désormais illégales.
  - 20 juin : ouverture du cabaret du Lido sur les Champs Elysées.
- 1947 :
  - 12 février : premier défilé de haute couture (Christian Dior).
- 1948 :
  - 26 juin : inauguration de l'aéroport de Paris-Orly.
  - 10 décembre: l'Assemblée générale des Nations unies adopte la Déclaration universelle des droits de l'homme au palais de Chaillot.
- 1949 :
  - 1er janvier : création de la Régie autonome des transports parisiens.
- 1951 :
  - 18 avril : signature du traité instituant la Communauté européenne du charbon et de l'acier.
  - 19 mai : ouverture du cabaret le Crazy Horse.
  - 6 juillet : célébration du bimillénaire de Paris.
- 1952.
  - Circulation du premier métro sur pneumatiques à Paris.
  - 28 mai : répression d'une manifestation communiste contre la visite du général américain Ridgway (2 morts).
- 1953 :
  - 14 juillet : répression d'une manifestation organisée par le MTLD en faveur de l'indépendance de l'Algérie (7 morts).
- 1955 :
  - Crue de la Seine
- 1956 : 
  - 30 janvier : Jumelage de Paris avec Rome
- 1957 : 
  - inauguration du palais de l'OTAN, devenu depuis 1968 le siège de l'université Paris-Dauphine.
- 1958 :
  - 3 novembre : inauguration de la maison de l'Unesco, siège de l'Organisation des Nations unies pour l'éducation, la science et la culture, derrière l'École militaire.
- 1959 :
  - 27 avril : début de la démolition du vélodrome d'Hiver.
  - construction du Palais des Sports.
- 1960 :
  - 12 avril : inauguration du tronçon parisien de l'autoroute du Sud, surnommée « l'autoroute du Soleil ».
  - 6 au 10 juillet : plusieurs matchs du championnat d'Europe de football au Parc des Princes.
  - Inauguration du musée de Montmartre.
- 1961 :
  - 17 octobre : répression d'une manifestation nocturne organisée par le FLN en faveur de l'indépendance de l'Algérie (entre 30 et 98 morts).
- 1962 :
  - 17 janvier : « nuit bleue » de l'OAS. Une vingtaine d'attentats à la bombe commis.
  - 8 février : répression d'une manifestation interdite contre l'OAS et la guerre d'Algérie (9 morts).

- 1963 :

Maison de la Radio

  - 18 avril : mort du militant de l'OAS Jean de Brem, abattu par la police sur la montagne Sainte-Geneviève.
  - 14 décembre : inauguration de la maison de la Radio.
- 1965 :
  - 6 avril : les voitures parisiennes seront désormais immatriculées en « 75 ».
- 1967 :
  - 29 novembre : inauguration de l'autoroute du Nord.
- 1968 :
  - 3 mai : intervention en force des CRS à la Sorbonne, début de plusieurs semaines de révolte étudiante.
  - 10 mai : « nuit des barricades » dans le Quartier latin.
  - 30 mai : manifestation de soutien au général de Gaulle, entre 300 000 et un million de personnes sur les Champs-Élysées.
  - 1er octobre : billet unique dans les bus et les métros parisiens.

- 1969 :

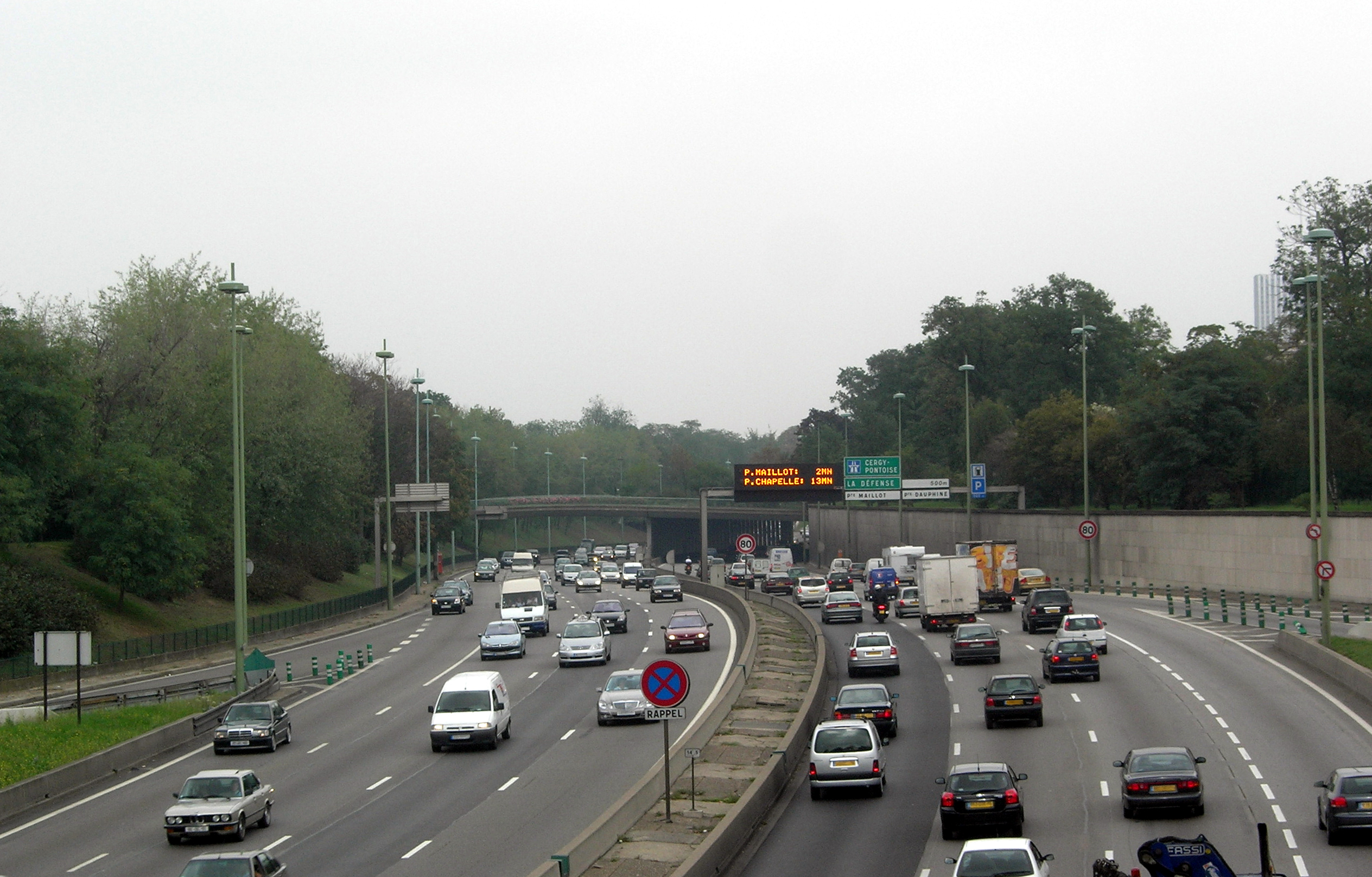
boulevard périphérique parisien

  - 27 février à 1er mars : transfert du marché des Halles, le « déménagement du siècle », dans ses nouveaux locaux à Rungis.
  - juin à septembre : démolition du palais Rose de l'avenue Foch.
  - ouverture du Parc Floral de Paris dans le Bois de Vincennes.
  - 14 décembre : mise en service du premier tronçon du RER, de Nation à Boissy-Saint-Léger.
- 1970 : 
  - fondation du club de football du Paris-Saint-Germain.
- 1971 :
  - Début de la démolition des pavillons Baltard des Halles centrales, qui dure jusqu'en 1973. L'un d'entre eux est démonté puis installé à Nogent-sur-Marne en 1976.
  - 15 septembre : mise en service du premier horodateur à Paris.
- 1972 :
  - 28 novembre : dernières exécutions à Paris : Roger Bontems et Claude Buffet sont guillotinés à la prison de la Santé.
- 1973 :
  - 6 février : incendie criminel du collège Édouard-Pailleron (20 morts).
  - 25 avril : inauguration du dernier tronçon du boulevard périphérique.
  - 13 septembre : inauguration de la tour Montparnasse, plus haut immeuble de France.
  - Première édition de la Paris Fashion Week ou Semaine de la Mode.
- 1974 :
  - 28 février : ouverture du Palais des Congrès à la Porte Maillot.
  - 8 mars : ouverture de l'aéroport de Paris-Roissy.
  - 15 septembre : attentat à la grenade dans un drugstore du boulevard Saint-Germain, attribué au terroriste vénézuélien Carlos (2 morts).
- 1975 :
  - 1er janvier : création de la Carte Orange.
  - 9 mars : attentat à la bombe à la gare de l'Est, attribué à Carlos (1 mort).
  - 27 juin : deux inspecteurs de la DST et leur informateur abattus par le terroriste Carlos, rue Toullier.
  - 20 juillet : première arrivée du Tour de France sur les Champs-Élysées.
- 1976 :
  - 2 juin : attentat à la bonbonne de gaz, boulevard de Sébastopol (4 morts).
  - 18 septembre: premier Marathon de Paris.
  - 24 décembre : assassinat en pleine rue du député Jean de Broglie, revendiqué par le groupe Charles-Martel.
- 1977 :
  - 31 janvier : inauguration du centre national d'art et de culture Georges-Pompidou, consacré à la création moderne et contemporaine.
  - 13 et 20 mars : les élections municipales sont remportées par les listes conduites par Jacques Chirac, premier maire de Paris depuis 1871.
  - 8 décembre : inauguration de la gare de Châtelet - Les Halles. Mises en service officielles de la ligne A et de la ligne B du RER.
- 1978 :
  - 31 juillet : prise d'otages à l'ambassade d'Irak par des militants de l'OLP (2 morts).
- 1979 :
  - 4 septembre : inauguration du Forum des Halles à l'emplacement des anciennes halles.
  - 2 novembre : mort du criminel Jacques Mesrine, abattu par les policiers de la Brigade de recherche et d'intervention du commissaire Broussard à la porte de Clignancourt.
- 1980 :
  - 3 octobre : attentat à la bombe contre la synagogue de la rue Copernic (4 morts).
- 1981 :
  - 22 septembre : inauguration du premier tronçon de la ligne à grande vitesse entre Paris et Lyon.
  - 24 septembre : attaque du consulat de Turquie par un commando de l'Asala (1 mort).
- 1982 :
  - 9 août : attaque antisémite dans un restaurant de la rue des Rosiers (6 morts).
- 1983 :
  - Début du chantier du « Grand Louvre » voulu par le président François Mitterrand et qui durera 10 ans.
  - 6 et 13 mars : les élections municipales sont remportées par les listes conduites par Jacques Chirac, réélu maire le 21 mars.
- 1984 :
  - 12 janvier : inaugurations de la salle de spectacle du Zénith et du parc de la Villette.
  - 3 février : inauguration du palais omnisports de Paris-Bercy.
  - 12 au 27 juin : plusieurs matchs du championnat d'Europe de football au Parc des Princes, dont la finale victorieuse de l'équipe de France.
- 1985 :
  - 6 mai : inauguration de La Géode, salle de cinéma de type dôme géodésique, dans le parc de la Villette.
  - 23 septembre : ouverture du Musée Picasso dans l'Hôtel Salé.
- 1986 :
  - 13 mars : inauguration de la Cité des sciences et de l'industrie dans le parc de la Villette.
  - 17 septembre : attentat à la bombe devant le magasin Tati de la rue de Rennes (7 morts).
  - 17 octobre : échec de la candidature parisienne à l'organisation des jeux olympiques d'été de 1992, face à Barcelone.
  - 6 décembre : mort de Malik Oussekine, étudiant de 22 ans victime de violence policière.
  - 9 décembre : inauguration du musée d'Orsay, réaménagement de l'ancienne gare d'Orsay, consacré aux arts de la deuxième moitié du XIXe siècle
- 1987 :
  - 27 septembre : mise en service officielle de la ligne D du RER.
  - 30 novembre : inauguration de l'Institut du monde arabe[52].
- 1988 :
  - 27 juin : accident ferroviaire meurtrier à la gare de Lyon (56 morts).
  - 22 octobre : incendie criminel du cinéma Saint-Michel par des intégristes catholiques.
- 1989 :
  - 12 et 19 mars : les élections municipales sont remportées par les listes conduites par Jacques Chirac, réélu maire le 24 mars.
  - 30 mars : inauguration de la pyramide du Louvre[53], dans la cour Napoléon du musée du Louvre.
  - 10 mai : inauguration de la Flamme de la Liberté au-dessus du tunnel du pont de l'Alma, symbolisant l'amitié franco-américaine.
  - mai: ouverture du complexe de loisirs aquatiques Aquaboulevard.
  - 14 juillet : célébration du bicentenaire de la prise de la Bastille, plusieurs manifestations à Paris : inauguration de l'Opéra Bastille, de la Grande Arche de la Défense, expositions historiques sur la Révolution Française, défilé de Jean-Paul Goude sur les Champs-Élysées, etc.
  - 24 septembre : inauguration du premier tronçon de la ligne à grande vitesse entre Paris et Tours.
- 1991 :
  - 10 décembre : inscription des Berges de la Seine au Patrimoine mondial de l'UNESCO[54].
- 1992 :
  - inauguration de la Cité de la Mode et du Design dans les anciens Docks quai d'Austerlitz.
  - Ouverture du parc André-Citroën.
- 1993 :
  - 23 mai : inauguration du premier tronçon de la ligne à grande vitesse entre Paris et Lille.
- 1994 :
  - 10 juillet : première ouverture aux piétons et cyclistes des voies sur berges, préfiguration de Paris Plages.
  - 14 novembre : début des liaisons Eurostar entre Paris et Londres.
- 1995 :
  - 1er mai : meurtre de Brahim Bouarram, poussé dans la Seine par des militants d'extrême droite.
  - 22 mai : Jean Tiberi remplace Jacques Chirac, élu président de la République, au poste de maire de Paris.
  - 11 et 18 juin : les élections municipales sont remportées par les listes conduites par Jean Tiberi.
  - 25 juillet : attentat terroriste meurtrier du GIA dans la station Saint-Michel de la ligne B du RER (8 morts).
  - 3 octobre : ouverture de la Cité de la Musique à la Villette.
  - 17 octobre : nouvel attentat terroriste entre les stations du musée d'Orsay et Saint-Michel de la ligne C du RER.
- 1996 :
  - ouverture du Musée des Arts Forains dans les anciens pavillons de Bercy.
  - 3 décembre : attentat meurtrier à la gare de Port-Royal de la ligne B du RER (4 morts).
  - 17 décembre : inauguration et ouverture au public de la Très Grande Bibliothèque, rebaptisée bibliothèque François-Mitterrand, sur le site de Tolbiac.
- 1997 : 
  - 19 au 24 août : Journées mondiales de la jeunesse présidées par le pape Jean-Paul II. 1 200 000 fidèles y assistent.
  - 31 août : mort de Diana Spencer, princesse de Galles, à la suite d'un accident de voiture dans le tunnel du pont de l'Alma.
- 1998 :
  - ouverture du Musée d'Art et d'Histoire du Judaïsme dans l'Hôtel de Saint-Aignan dans le Marais.
  - 15 juin au 11 juillet : plusieurs matchs de la coupe du monde de football au Parc des Princes.
  - 12 juillet : célébration populaire de la victoire de l'équipe de France en finale de la coupe du monde de football. 1 500 000 de personnes sur les Champs-Élysées.
  - 15 octobre : ouverture de la ligne 14 du métro, dite « Meteor », entre Madeleine et Bibliothèque François-Mitterrand, complètement automatique.
- 1999 :
  - 14 juillet : ouverture de la ligne E du RER, dite « Eole », qui dessert l'est de l'agglomération parisienne.
  - 27 décembre : une violente tempête balaye la France. Vent à 169 km/h (record) à Paris. Plus de 220 km/h au sommet de la tour Eiffel.
- 2000.
  - Année la plus pluvieuse du XXe siècle à Paris : 900 mm de pluie contre 650 mm de moyenne.
  - 21 décembre : inauguration de l'hôpital européen Georges-Pompidou.

## XXIesiècle
- 2001 :

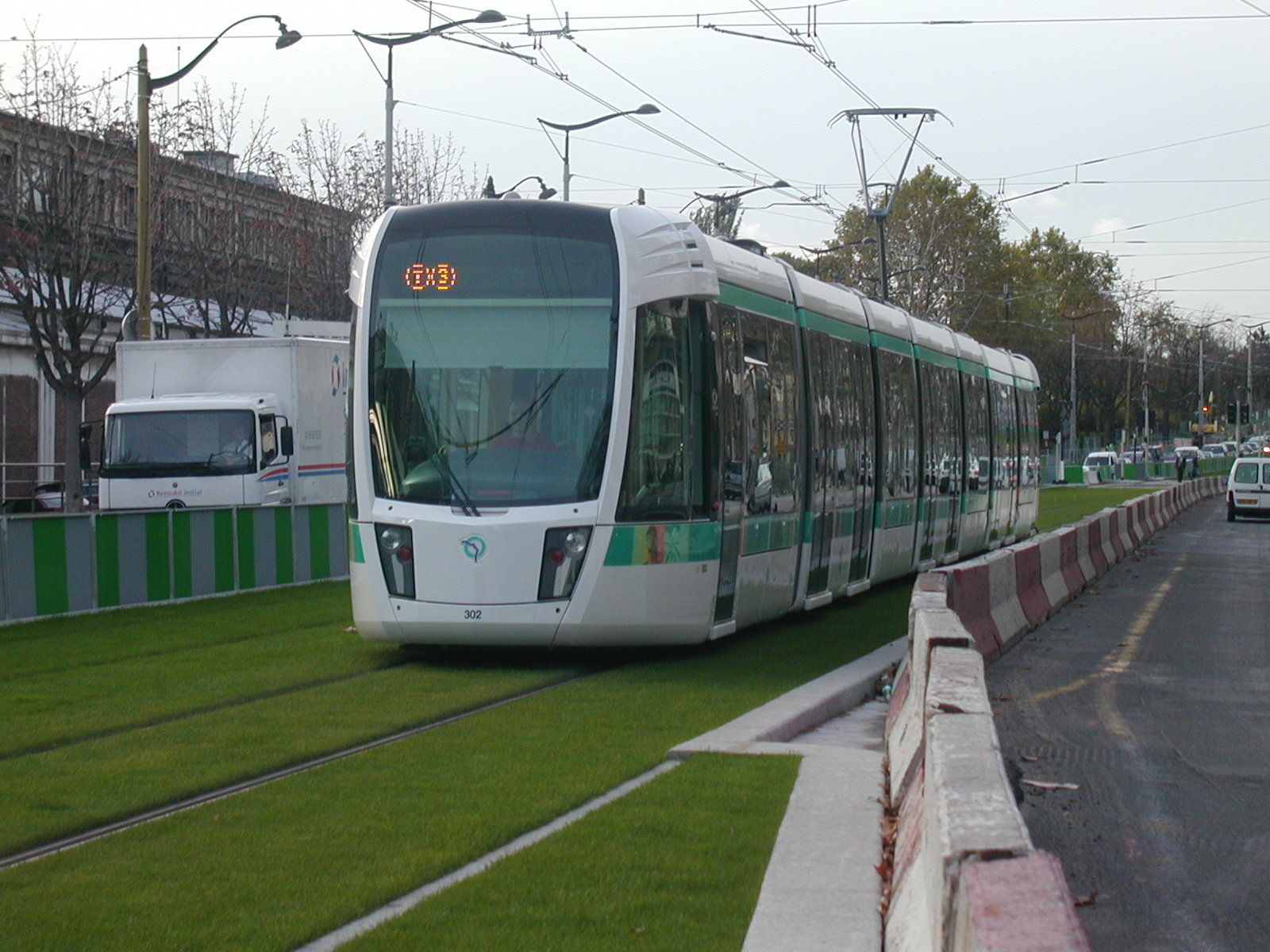
Nouveau tramway parisien

  - 11 et 18 mars : les élections municipales sont remportées par les listes conduites par le socialiste Bertrand Delanoë. Il est élu maire le 25 mars.
  - 12 juillet : création de l'Institut National de l'Histoire de l'Art, installé dans le quadrilatère Richelieu[55].
  - 13 juillet : échec de la candidature parisienne à l'organisation des jeux olympiques d'été de 2008.
- 2002 :
  - 21 juillet au 18 août : première édition de Paris Plages sur la voie sur berge rive droite.
  - 5 octobre : première édition de la « Nuit Blanche », qui met à l’honneur l’art contemporain tout au long de la nuit.
- 2003 :
  - août : canicule exceptionnelle qui provoque de nombreux décès.
  - novembre : forum social européen, organisé par les altermondialistes.
- 2005 :
  - avril à août : incendies dans plusieurs immeubles insalubres de la capitale, entraînant la mort d'une cinquantaine de personnes.
  - 6 juillet : échec de la candidature parisienne à l'organisation des jeux olympiques d'été de 2012, face à Londres.
- 2006 :
  - 20 juin : inauguration du musée du quai Branly, consacré aux arts des civilisations non occidentales.
  - 16 décembre : inauguration de la ligne 3 du tramway, dit « tramway des Maréchaux », entre le pont du Garigliano et la porte d'Ivry. Retour du tramway après 70 ans d'absence.
- 2007 :
  - 15 mars : inauguration du premier tronçon de la ligne à grande vitesse entre Paris et Strasbourg.
  - 15 juillet : lancement de Vélib', service de vélos en libre-service, sur le modèle du Vélo'v inauguré à Lyon en 2005.
  - 7 septembre au 19 octobre : plusieurs matchs de la coupe du monde de rugby à XV au Parc des Princes, dont la petite finale perdue par l'équipe de France.
  - 17 septembre : ouverture de la Cité de l'architecture et du patrimoine dans une aile du palais de Chaillot.
  - ouverture de la première tranche du parc Clichy Batignolles.
- 2008 :
  - 9 et 16 mars : les élections municipales sont remportées par les listes conduites par le socialiste Bertrand Delanoë. Il est réélu maire.
  - 11 octobre : ouverture du centre culturel CentQuatre dans l'ancienne halle des Pompes funèbres municipales[56].
- 2011 :
  - 5 décembre : lancement d'Autolib', service public d'autopartage de voitures électriques en libre-service.
- 2012 :
  - 15 décembre : prolongement de la ligne 3 du tramway, renommée ligne 3a, de la porte d'Ivry à la porte de Vincennes, et ouverture de la ligne 3b entre la porte de Vincennes et la porte de la Chapelle.
- 2013
  - Nuit du 9 au 10 janvier : triple assassinat de militantes kurdes dans le Xe arrondissement.
- 2014 :
  - 23 et 30 mars : les élections municipales sont remportées par les listes conduites par la socialiste Anne Hidalgo. Première femme à ce poste, elle est élue maire le 5 avril.
  - 1er août : ouverture du palace Peninsula Paris.
  - 20 octobre : inauguration de la fondation Louis Vuitton au jardin d'acclimatation, dans le bois de Boulogne, consacrée à l'art contemporain.
  - 15 décembre: ouverture du Musée de l'Histoire de l'Immigration dans le Palais de la Porte Dorée (ancien palais des Colonies).
- 2015 :
  - 7 au 9 janvier : série d'attentats islamistes contre la rédaction du journal Charlie Hebdo, des policiers et des clients d’une supérette cacher (17 morts).
  - 11 janvier : marche républicaine en hommage aux victimes des attentats des jours précédents, rassemblant environ 2 000 000 de personnes dont 44 dirigeants internationaux.
  - 14 janvier : inauguration de la Philharmonie de Paris[57] dans le parc de la Villette.
  - 5 novembre : inauguration de l'Hexagone Balard, ensemble immobilier regroupant les états-majors des forces armées françaises sur le modèle du Pentagone américain[58].
  - 13 novembre : série d'attentats islamistes perpétrés à Paris et à Saint-Denis par trois commandos (130 morts, dont 90 au Bataclan).
  - 30 novembre au 12 décembre : conférence  de Paris sur le climat, dite COP21, au parc des expositions du Bourget. Adoption du premier accord universel sur le climat.
- 2016
  - 1er janvier : création de la métropole du Grand Paris.
  - 5 avril : inauguration du nouveau Forum des Halles surmonté de la Canopée.
  - juin : crue de la Seine qui atteint 6,10 mètres le 3 juin.
  - 12 au 25 juin : plusieurs rencontres du championnat d'Europe de football au Parc des Princes.
  - 19 octobre : inauguration de la cathédrale orthodoxe russe de la Sainte-Trinité et du centre spirituel et culturel associé[59].
- 2017
  - 3 février : attentat islamiste au Carrousel du Louvre (1 blessé).
  - 20 avril : attentat islamiste sur les Champs-Élysées (1 mort).
  - 6 juin : attentat islamiste à la cathédrale Notre-Dame (1 blessé).
  - 29 juin : inauguration de la Station F, + grand campus de starts-up au monde[60], dans l'ancienne Halle Freyssinet.
  - 13 septembre : Paris est désignée par le CIO ville organisatrice des Jeux olympiques d'été de 2024.
- 2018
  - janvier : crue de la Seine qui atteint 5,84 mètres le 29 janvier[61].
  - 16 avril : inauguration de la Cité Judiciaire de Paris dans le 17e arrondissement, regroupant le Tribunal de grande instance de Paris, le Tribunal d'Instance et le Tribunal de Police.
  - 12 mai : attentat islamiste dans le 2e arrondissement de Paris (1 mort).
  - 16 juillet : l'équipe de France de football championne du monde descend les Champs Elysées.
  - octobre : ouverture du musée Yves-Saint-Laurent[62].
  - 1er décembre : dégradation de l'Arc de triomphe
- 2019
  - 1er janvier : la commune et le département fusionnent en une seule entité, la Ville de Paris.
  - 12 janvier : explosion rue de Trévise due à une fuite de gaz (4 morts et 66 blessés)
  - 5 février : incendie de la rue Erlanger (10 morts et 96 blessés)
  - 15 avril : incendie de Notre-Dame de Paris.
  - 14 juin : ouverture au public de la Cité de l'Economie et de la Monnaie dans l'ancien hôtel Gaillard[63].
  - 3 octobre : attentat islamiste à la préfecture de police de Paris (4 morts).
- 2020 :
  - 15 mars et 28 juin : les élections municipales sont remportées par les listes conduites par la socialiste Anne Hidalgo. Elle est réélue maire le 3 juillet.
  - 11 juillet : création du secteur municipal de Paris Centre, qui regroupe les 4 premiers arrondissements.
  - 25 septembre : attentat islamiste dans le 11e arrondissement de Paris (2 blessés).
- 2021 :
  - 22 mai : ouverture de la Collection Pinault dans l'ancienne Bourse de Commerce de Paris[64].
  - 12 juin : ouverture au public de l'Hôtel de la Marine rénové et réaménagé[65].
  - 19 octobre : inauguration des décors de la Chancellerie d'Orléans remontés au rez-de-chaussée de l'hôtel de Rohan[66].
- 2023
  - 21 juin: explosion de la rue Saint-Jacques.
  - 20 septembre : ouverture au public de la Maison Gainsbourg rue de Verneuil[67].
  - 2 décembre : attentat islamiste dans les 15e et 16e arrondissement de Paris (1 mort).

- 2024 :
  - 11 février : inauguration de l'Arena Porte de la Chapelle[68].
  - 25 juillet au 11 août : Jeux Olympiques de Paris.

## Superficies successives de Paris
| Enceinte | Époque                                         | Superficie (hectares) |
| --- | ---------------------------------------------- | --------------------- |
| Enceinte gauloise | Sous Jules César, -53                          | 00.009 ?              |
| Île de la Cité et rives | Ier à IIIe siècles                             | 00.053                |
| Enceinte gallo-romaine + rives | Sous Julien, en 358 et 375                     | 00.038,79             |
| Enceinte carolingienne | Après Eudes, Entre 898 et 1190                 | ?                     |
| Enceinte de Philippe Auguste | Sous Philippe Auguste, en 1190 et 1211         | 00.252,87             |
| Enceinte de Charles V | Sous Charles V et Charles VI, en 1367 et 1383  | 00.439,18             |
| Enceinte de Charles V | Sous François Ier et Henri II, en 1553 et 1581 | 00.483,61             |
| Enceinte de Charles IX et Louis XIII | Sous Henri IV                                  | 00.567,82             |
| Enceinte de Charles IX et Louis XIII | Sous Louis XIV, en 1671 et 1686                | 01 103,91             |
| Enceinte de Charles IX et Louis XIII | Sous Louis XIV et Louis XV, en 1715 et 1717    | 01 337,08             |
| Mur des Fermiers généraux | Sous Louis XVI, en 1788                        | 03 370,36             |
| Mur des Fermiers généraux | En 1817                                        | 03 439,68             |
| Fortifications Thiers | En 1860                                        | 07 088                |
| Périphérique + les bois | En 1990                                        | 10 540                |
| Sources : Recherche statistiques sur la Ville de Paris…, 1821 (chiffres de Verniquet de 358 à 1788) ; Ier à IIIe siècles, 1860 et 1990 : site de la mairie de Paris |                                                |                       |

## Pour approfondir